# ردود الفعل على عملية طوفان الأقصى

خريطة تظهر ملخص ردود الفعل الدولية على عملية طوفان الأقصى
المنطقة التي يحدث فيها النزاع
الدول التي تدعم حماس أو تدين إسرائيل.
الدول التي تدعم إسرائيل أو تدين تصرفات حماس.
دول محايدة
مجهول

عملية طوفان الأقصى، وفي إسرائيل عملية السُّيُوف الحَديديَّة، كما تُشير إليها بعض المصادر بالانتِفَاضَة الثَّالِثَة، هي عمليةٌ عسكرية مُمتدة شنَّتها فصائلُ المُقَاوَمة الفِلَسْطِيْنِيَّة في قِطَاعِ غَزَّة وعَلى رأسِها حركة حماس عَبر ذراعها العسكري كتائب الشهيد عز الدّين القسام في أوَّلِ سَاعَاتِ صَبَاحِ يَوْمِ السَّبت 22 ربيع الأوَّل 1445 هـ (7 تشرين الأول/أكتوبر 2023 م)، إذ أعلَنَ القَائِد العام للكتائب مُحمَّد الضيف، بدء العملية ردًّا على «الانتهاكات الإسرائيلية في باحات المَسْجِدِ الأقصى المُبَارك واعتداء المُستوطنين الإسرائيليين على المُواطنين الفلسطينيين في القُدس والضّفّة والدّاخل المُحتَل».
بدأت عمليَّة طُوفَان الأقصى عبر هُجومٍ صَاروخي وَاسعِ النطاق شنّته فصائل المقاومة، إذ وجَّهت آلاف الصواريخ صوبَ مختلف المستوطنات الإسرائيليّة من ديمونا في الجنوب إلى هود هشارون في الشمال والقدس في الشرق، وتزامنَ مع إطلاق هذه الصواريخ اقتحام برّي من المُقاومين عبر السّيارات رُباعيّة الدّفع والدّراجات النّارية والطّائرات الشّراعيّة وغيرها للبلدات المتاخمة للقطاع، والتي تُعرف باسم غلاف غزة، حيث سيطروا على عددٍ من المواقع العسكريّة خاصة في سديروت، ووصلوا أوفاكيم، واقتحموا نتيفوت، وخاضوا اشتباكاتٍ عنيفة في المستوطنات الثلاثة وفي مستوطنات أخرى كما أسروا عددًا من الجنود واقتادوهم لغَزَّة فضلًا عن اغتنامِ مجموعةٍ من الآليّات العسكريّة الإسرائيليَّة.
في 9 أكتوبر، أعلن جيش الاحتلال الإسرائيلي استعادته السيطرة على جميع البلدات الّتي استولت عليها فصائل المُقاومة الفلسطينيَّة في غِلاف قطاع غزّة مع استمرار بعض المناوشات المُتفرقة، وأعلن وزير الدفاع الإسرائيلي يوآف غالانت بدء الحصار الشامل على غزة، بما في ذلك حظر دخول الغذاء والوقود.

## فلسطين
- وجَّه رئيس السُلطة الفلسطينيّة محمود عباس بضرورة توفير الحماية لأبناء الشعب الفلسطيني، وتعزيز صُموده وثباتِه، مؤكداً على حقَّه كشعب في الدفاع عن نفسه، في مواجهة إرهاب المُستوطنين وقوات الاحتلال.[11]
- قدم مندوب فلسطين الدائم لدى الجامعة العربية مهند العكلوك مذكرة تتضمن طلب عقد اجتماع طارئ لمجلس جامعة الدول العربية على مستوى وزراء الخارجية العرب في دورة غير عادية في أقرب موعد ممكن، لبحث سبل التحرك السياسي على المستويين العربي والدولي لوقف العدوان الإسرائيلي ومساءلة مرتكبيه وتوفير الحماية الدولية للشعب الفلسطيني وتحقيق السلام والأمن المرتكز على القانون الدولي وقرارات الشرعية الدولية ومبادرة السلام العربية.[12][13]

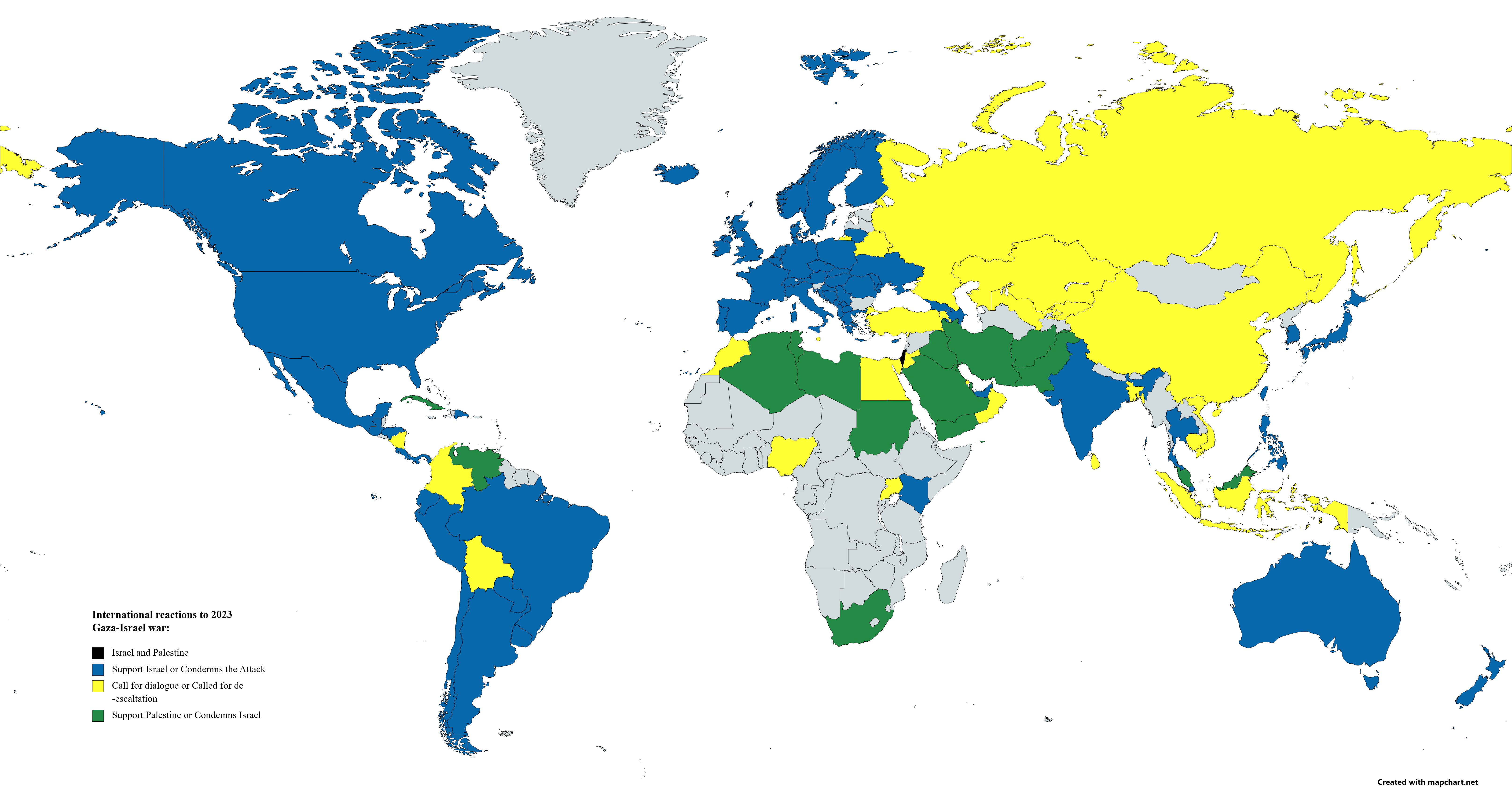
فلسطين-إسرائيل
الدول التي تدعم إسرائيل أو تدين تصرفات حماس.
الدول التي تدعو إلى الحوار أو وقف الأعمال العدائية.
الدول التي تدعم فلسطين أو تعرب عن قلقها من التصرفات الإسرائيلية.

- أوعزت وزيرة الصحَّة الفلسطينية «حالة الطوارئ» في كافة المستشفيات الفلسطينيّة، وطلبت من مستودعات الوزارة وبنوك الدم إمداد المستشفيات بالمستلزمات الطبيَّة والأدوية اللازمة، وأضافت أن مستشفيات الضفة الغربية كافة جاهزة لاستقبال الجرحى من قطاع غزة.[14]

## إسرائيل
- أصدر رئيس الوزراء السابق وزعيم المعارضة يائير لابيد، ورئيس الوحدة الوطنية بيني غانتس، وزعيم حزب إسرائيل بيتنا أفيغادور ليبرمان، وزعيمة حزب العمل ميراف ميخائيلي، بيانًا مشتركًا أعربوا فيه عن الدعم الكامل للجيش الإسرائيلي والوحدة مع الحكومة، قائلين: «في بعض الأوقات، مثل هذه، لا توجد معارضة أو ائتلاف في إسرائيل».[15]
- ناشدت نجمة داوود الحمراء، وهي منظمة طبيَّة إسرائيلية، للتبرُّع بالدم.[16]

## ردود الفعل عربيًّا

وفي 12 ديسمبر/كانون الأول، أصدرت الجمعية العامة للأمم المتحدة القرار دإط-10/22 الذي يدعو إلى وقف فوري لإطلاق النار والإفراج "الفوري وغير المشروط" عن الرهائن.

- مصر: طالبت مصر عبرَ خارجيّتها بتدخلٍ فوري لوقفِ التصعيد وحثت إسرائيل على وقفِ الاستفزازات والاعتداءات ضد الفلسطينيين، وبالتزامن مع عملية طوفان الأقصى أطلق شرطي مصري النار على فوج سياحي إسرائيلي نتج عنه مقتل إسرائيليين اثنين ودليلهم المصري وإصابة سائح إسرائيلي بجروح متوسطة نُقل على أثرها إلى المستشفى، وذلك في صباح يوم الأحد 8 تشرين الأول/أكتوبر 2023م وتحديدًا بمنطقة عمود السواري في الإسكندرية شمالي مصر والذي اعتُقل فور وقوع الحادثة ولا تزال دوافع ارتكاب الواقعة مجهولة.[17][18][19][20]
- السعودية: دعت الرياض إلى وقف فوري للتصعيد بين الفلسطينيين والإسرائيليين وحماية المدنيين وضبط النفس، وحذَّرت من مخاطر انفجار الأوضاع نتيجة استمرار الاحتلال، وحرمان الشعب الفلسطيني من حقوقه المشروعة، وتكرار الاستفزازات المُمنهجة ضد مُقدساته.[21][22]
- العراق: حذَّرت الحكومة العراقية من تصعيد العدوان الإسرائيلي ضد الفلسطينيين على استقرار المنطقة ككل، ودعت الجامعة العربية لاجتماع عاجل، فيما أعربت عدة شخصيات سياسية عراقية ومنهم رئيس ائتلاف دولة القانون والعضو البارز في الإطار التنسيقي نوري المالكي، والأمين العام لحركة عصائب أهل الحق قيس الخزعلي، ورئيس ائتلاف النصر حيدر العبادي، والأمين العام لمنظمة بدر هادي العامري، عن تأييدهم الهجمات التي شنتها الفصائل المسلحة من قطاع غزة في فلسطين ضد إسرائيل.[23]
- سوريا: أعلنت الخارجيَّة السوريَّة دعمها للإنجازات التي قامت بها فصائل المقاومة الفلسطينية، وأن المقاومة هي الطريق الوحيد لنيل الفلسطينيين حقوقهم المشروعة.[24][25]
  -  المعارضة السورية:
    - المجلس الإسلامي السوري: أصدر بيان تأييد للشعب الفلسطيني، دعا فيه المسلمين حكوماتٍ وأفراداً وجميع أحرار العالم أن يقفوا مع الشعب الفلسطيني، وقضيته العادلة وأن يقدموا له ما يستطيعون من أشكال الدعم كافة ماديّاً ومعنويّاً.[26]
    - إدارة الشؤون السياسية في حكومة الإنقاذ السورية: أصدرت بيان لدعم حق الشعب الفلسطيني في استعادة أرضه، ذكر فيه: «ندعم ونؤيد حقّ الشعب الفلسطيني في استعادة أرضه وتحريرها، ونشد على يد المرابطين على ثغر الأقصى بأرواحهم ودمائهم، وندعو أهلنا في فلسطين إلى التكاتف والتلاحم مع أبنائهم البررة حتى تعود الحقوق كاملة».[27]
- الأردن: دعت الخارجية الأردنية لوقف التصعيد الخطير في غزة ومحيطها كما حذَّرت من تفجّر الأوضاع بشكلٍ أكبر.[28]
- لبنان: أصدرت الخارجيَّة اللبنانيَّة بياناً قالت فيه أنها تتابع باهتمام بالغ التطوّرات الأخيرة، والتي جاءت كنتيجة مباشرة لاستمرار سياسة الاحتلال الإسرائيلي على الأراضي الفلسطينية، ودعت المجتمع الدولي للضغط على إسرائيل، والتوافق على مبادرة السلام العربية.[29]
  - حركة التوحيد الاسلامي: باركت حركة التوحيد الإسلامي عرس فلسطين وتحقيق الأماني ومشاهدة الأحلام فصار الخيال واقعاً والمجاز حقيقة باندلاع معركة طوفان الأقصى.[30]
  -  حزب الله: هنَّأ حزب الله حركة حماس وأشاد بالعملية، معتبرًا إيّاها رداً على الجرائم الإسرائيلية، مُضيفًا أن المسلحين يحظون بـ «الدعم الإلهي»، وقالت الجماعة إن قيادتها في لبنان على تواصُلٍ مع حماس بشأن العملية.[16]
  -  حركة أمل: أصدرت حركة أمل بيانًا أشادت فيه بالمقاومة الفلسطينية، وقالت في بيانها أن طوفان الأقصى «فجر جديد للأمة ولفلسطين».[31]
- مجموعات عرين الأسود: أعلنت العربين حالة النفير العام وبدء الهجوم الفوري من كل موقع على قوات الاحتلال ومستوطنيه. وأضافت: "آن الأوان للكل الفلسطيني ان ينهض كطائر الفينيق من تحت الركام". ودعت ما أسمتهم ذئابها المنفردة للتحرك الفوري والعاجل الآن وقبل أي شيء.[32]
- الكويت: صدر بيان عن وزارة الخارجية الكويتية أعربت فيه عن «قلقها البالغ»، ذكرت فيه أن التصعيد «جاء نتيجة استمرار الانتهاكات والاعتداءات السافرة التي ارتكبتها سلطات الاحتلال الإسرائيلي ضد الشعب الفلسطيني الشقيق».[33][34]
- البحرين: أكد العاهل البحريني حمد بن عيسى آل خليفة أن القضية الفلسطينية هي قضية العرب الأولى وأن موقف البحرين في دعم وتأييد جهود السلام الشاملة لإيجاد حل عادل لها ثابت لا حياد عنه، وصولاً لحل الدولتين وفق مبادرة السلام العربية، وبما يضمن حق الشعب الفلسطيني الشقيق في إقامة دولته المستقلة، وعاصمتها القدس الشرقية.[35] فيما أعربت الخارجيَّة البحرينيَّة عن قلقها من تطور الأحداث الجارية في الأراضي الفلسطينية المحتلة وقطاع غزة، وتدعو جميع الأطراف إلى ضبط النفس، محذرة من تداعيات «سلبية» على المنطقة في حال استمرار القتال بين الفلسطينيين والإسرائيليين.[36] وأعرب مجلس النواب البحريني عن قلقه جراء التطورات غير المألوفة في قطاع غزة بين عدد من فصائل المقاومة الفلسطينية والجيش الإسرائيلي.[37]
- قطر: نشرت الخارجيّة القطريّة بيانًا حمَّلت فيه إسرائيل وحدها مسؤولية التصعيد بسبب انتهاكاتها المستمرة واقتحاماتها المتكررة للأقصى.[38] حلت «إسرائيل وحدها مسؤولية التصعيد الجاري الآن، بسبب انتهاكاتها المستمرة لحقوق الشعب الفلسطيني، وآخرها الاقتحامات المتكررة للمسجد الأقصى تحت حماية الشرطة الإسرائيلية»[39]
- الإمارات العربية المتحدة: أكدت الخارجية الإماراتية في بيان لها أن دولة الإمارات تدعو إلى ممارسة أقصى درجات ضبط النفس، والوقف الفوري لإطلاق النار لتجنب التداعيات الخطيرة، وبصفتها عضواً غير دائم في مجلس الأمن الدولي، دعت إلى ضرورة إعادة التفعيل الفوري للجنة الرباعية الدولية لإحياء مسار السلام العربي الإسرائيلي.[40]
- عُمان: اعتبرت الخارجية العمانية في بيانها الرسمي أنّ التصعيد الجاري هو نتيجةٌ لاستمرار الاحتلال الإسرائيلي للأراضي الفلسطينية واعتداءاته المستمرة.[41]
  - نشر مفتي سلطنة عُمان أحمد الخليلي بيانًا على منصّات التواصل الرسميّة الخاصة به حيث كتب: «وفَّق الله المقاومة الفلسطينية الباسلة في مواجهة العدو الغاشم المحتل»، ثم اختتمَ بيانه بالآية القرآنية ﴿الَّذِينَ أُخْرِجُوا مِنْ دِيَارِهِمْ بِغَيْرِ حَقٍّ إِلَّا أَنْ يَقُولُوا رَبُّنَا اللَّهُ وَلَوْلَا دَفْعُ اللَّهِ النَّاسَ بَعْضَهُمْ بِبَعْضٍ لَهُدِّمَتْ صَوَامِعُ وَبِيَعٌ وَصَلَوَاتٌ وَمَسَاجِدُ يُذْكَرُ فِيهَا اسْمُ اللَّهِ كَثِيرًا وَلَيَنْصُرَنَّ اللَّهُ مَنْ يَنْصُرُهُ إِنَّ اللَّهَ لَقَوِيٌّ عَزِيزٌ ۝٤٠﴾ [الحج:40].[42]
- اليمن: دعت وزارة الخارجيَّة اليمنية إلى وضع حد للاستفزازات الإسرائيلية واعتداءاته المُتكررة على الشعب الفلسطيني ومُقدساته، وأعربت عن تضامنها الثابت مع القضيَّة الفلسطينيَّة.[43]
  - : أصدر المكتب السياسي لحركة أنصار الله بياناً يُشيد فيه «بالعملية الجهادية البطولية.. وأن عملية طوفان الأقصى كشفت ضعف وهشاشة وعجز الكيان الصهيوني المؤقت»، ودعا شعوب الأمة العربيَّة والإسلاميَّة إلى نصرة الشعب الفلسطيني.[44]
- ليبيا: حملت حكومة الوحدة الوطنية سلطات الاحتلال تبعات ردة فعل المقاومة الفلسطينية على الاقتحامات المتواصلة للمسجد الأقصى وإيذاء الفلسطينيين والاستمرار في سياسات الاستيطان، ودعت المجتمع الدولي، إلى إيقاف انتهاكات الاحتلال الإسرائيلي السافرة، كما أعلن مجلس النواب الليبي أن للشعب الفلسطيني له كل الحق في الدفاع عن حقوقه المشروعة، منتقدًا المعايير الدولية المزدوجة، مؤكداً وقوف المجلس رئاسة وأعضاء مع حق الشعب الفلسطيني في الدفاع عن نفسه ضد عدوان الكيان الصهيوني السافر والمتكرر.[45][46] وأصدرت الحركة الوطنية الشعبية الليبية المعارضة بيان جاء فيه: سجل أبناء الشعب الفلسطيني عملية عسكرية نوعية بطولية بعد 70 عامًا من اغتصاب فلسطين وبعد نصف قرن من حرب العبور، عبورًا ثانيًا رغم التطور العلمي الكبير في مراقبة الخط الفاصل ورغم استسلام العرب، مشددة على ضرورة توحيد الصف الفلسطيني المقاوم ورفض نسب عملية طوفان الأقصى لفصيل بعينه، فهي نتاج مشروع كفاح لكل أطياف الشعب الفلسطيني. مضيفة: أن الحل العادل ينتج فقط من طريق المقاومة وإن الصراع العربي الصهيوني هو صراع وجود وليس صراع حدود داعية الشباب العربى للوقوف ضد محاولات التطبيع الفاشل.[47]
- أصدرت دار الافتاء الليبية بيان مباركة عملية طوفان الأقصى
- تونس: عبّرت تونس في بيان صادر عن رئاسة الجمهورية عن وقوفها الكامل وغير المشروط إلى جانب الشعب الفلسطيني، كما دعت تونس كل الضمائر الحية في العالم إلى الوقوف إلى جانب الشعب الفلسطيني.[48][49]
- الجزائر: أصدرت الخارجيَّة الجزائريَّة بياناً يدين فيه السياسات والممارسات الإسرائيلية، وحمَّلتهُ مسؤولية التصعيد، وذلك بسبب رفضه لإقامة الدولة الفلسطينية المستقلة على حدود 1967، وعاصمتها القدس الشريف.[50][51][52]
- المغرب: جاء في بلاغ رسمي لوزارة الخارجية المغربية إن المملكة المغربية تعرب عن قلقها العميق جراء تدهور الأوضاع واندلاع الأعمال العسكرية في قطاع غزة وتدين استهداف المدنيين من أي جهة كانت، وتدعو لوقف الفوري لجميع أعمال العنف والعودة إلى التهدئة.[53]
- موريتانيا: أعربت الحكومة الموريتانية عن بالغ انشغالها لما يجري من تصعيد بالأرض الفلسطينية المحتلة، وحملت الاحتلال الإسرائيلي مسؤولية ما وصلت إليه الأمور.[54]
- جيبوتي أعربت جيبوتي عن دعمها للفلسطينيين.[55]
- السودان: أعلنت الخارجية السودانية في بيان:«تتابع السودان بقلق التطورات الخطيرة الجارية الآن في فلسطين المحتلة معتبرا القضية الفلسطينية جوهر الصراع في الشرق الأوسط ومتمسكًا بضرورة حل هذه القضية وفقا لقرارات الشرعية الدولية وتمكين الشعب الفلسطيني من تقرير مصيره وإقامة دولته المستقلة».[56]

## ردود الفعل دوليًّا
- الولايات المتحدة: أكَّد الرئيس الأمريكي جو بايدن، عن أن دعم بلاده لإسرائيل «صلبٌ كالصَّخر وراسخ»، وقال أنّ «شعب إسرائيل يتعرَّض لهجوم من منظمةٍ إرهابية وهي حماس، وأود أن أقول له وللعالم وللإرهابيين في كل مكان إن الولايات المتحدة تقف إلى جانب إسرائيل»، كما رفض أي تدخل دولي في الصراع، وأنّ العالم كُله يُراقب.[57] ووجَّهت السفارة الأمريكيَّة تنبيهًا أمنيًا عبر سفارتها في القدس المُحتلَّة، ومنعت موظِّفيها من السفر إلى غزة أو المناطق الواقعة ضمن 7 أميال منها.[58]
- الصين: صرّحت وزارة الخارجية الصينية أن: «الصين تدعو طرفي الصراع الفلسطيني - الإسرائيلي، إلى ضبط النفس والوقف الفوري لإطلاق النار، وإن السبيل الوحيد لإنهاء الصراع الفلسطيني الإسرائيلي هو تنفيذ حل الدولتين وإقامة دولة فلسطينية مستقلة».[59]
- روسيا: حثت روسيا على ضبط النفس، وقال نائب وزير الخارجية ميخائيل بوجدانوف إنهم على اتصال مع الجانبين.[60]
  -  الشيشان: أصدر رئيس الجمهورية رمضان قديروف بياناً يدعم فلسطين ويعرب عن استعداده لإرسال قوات حفظ سلام شيشانية.[61][62]
- منظمة التعاون الإسلامي: نحمل قوات الاحتلال الإسرائيلي المسؤولية الكاملة عن تداعيات استمرار عدوانه على غزة والذي يشكل انتهاكا صارخا للقانون الدولي[63]
- كوريا الشمالية: أعرب الزعيم كيم جونغ أون عن دعمة لفلسطين وقال «فلسطين هي قضية ليست للعرب والمسلمين فحسب، بل إنها مسألة حرية».[64]
- أوكرانيا: قالت وزارة الخارجية إن أوكرانيا تدين بشدة «الهجمات الإرهابية» المستمرة ضد إسرائيل، بما في ذلك الهجمات الصاروخية ضد السكان المدنيين في القدس وتل أبيب. كما أعربت عن «دعمها لإسرائيل في حقها في الدفاع عن نفسها وشعبها».[65]
- تركيا: دعا الرئيس التُّركي رجب طيب أردوغان، الإسرائيليين والفلسطينيين لضبط النفس، وتجنب الخطوات التي من شأنها تصعيد التوتر.[66]
- إيران: علّق المتحدث باسم الحكومة الايرانية علي بهادري جهرمي على عملية طوفان الاقصى بقوله أن الرد القاصم الذي نفذه الشباب الفلسطيني على الممارسات الاجرامية للكيان الصهيوني أظهر هذا الكيان اليوم بأنه أكثر هشاشة من أي وقت مضى،[67] وعلى صعيد آخر هنأ يحيى رحيم صفوي، مستشار المرشد الأعلى علي خامنئي، المقاتلين الفلسطينيين، وذكر أن إيران «ستقف إلى جانب المقاتلين الفلسطينيين»، حتى «تحرير فلسطين والقدس». وخلال جلسة مجلس الشورى الإسلامي، نهض المشرعون من مقاعدهم وهم يهتفون «الموت لإسرائيل» و«فلسطين تنتصر، إسرائيل ستدمر».[68]
- الهند: قال رئيس الوزراء ناريندرا مودي «نحن نقف ونتضامن مع إسرائيل في هذه الأوقات الصعبة».[69]
- باكستان: قالت وزارة الخارجية الباكستانية في بيان: «إننا نراقب عن كثب الوضع الناشئ في الشرق الأوسط وتفجر الصراع بين إسرائيل وفلسطين». «نحن قلقون بشأن التكلفة البشرية للتوترات المتصاعدة» و«أن باكستان قد دعت باستمرار إلى حل الدولتين باعتباره مفتاح السلام الدائم في الشرق الأوسط، مع حل عادل وشامل ودائم للقضية الفلسطينية يرتكز على القانون الدولي وبما يتماشى مع قرارات الأمم المتحدة ومنظمة التعاون الإسلامي. وينبغي إنشاء دولة فلسطين القابلة للحياة وذات السيادة والمتصلة على حدود ما قبل عام 1967، وعاصمتها القدس الشريف».[70] كما صدر بيان عن رئيس حكومة تصريف الأعمال أنور الحق كاكاو بتغريدة له على موقع التواصل الاجتماعي تويتر قال فيه: «إن الوضع المتدهور في الشرق الأوسط مفجع، والحل الفوري للقضية الفلسطينية أمر لا مفر منه، والسلام الدائم في الشرق الأوسط يكمن في حلين. وشدد على الحاجة الملحة لحل القضية الفلسطينية، وكتب: «نؤكد على حماية المواطنين وضبط النفس».[71] وعلى الصعيد آخر هنأ رئيس الجماعة الإسلامية في كراتشي حافظ نعيم الرحمن بانتصار عملية طوفان الأقصى في الأراضي الفلسطينية المحتلة قائلًا إنها أظهرت جبهة المقاومة الفلسطينية للعالم أن نظامًا مغتصبا يفتقر الى الشرعية لم ولن يمتلك الأراضي المحتلة.[72]
- أفغانستان: قالت الخارجية الأفغانية في بيان: «أن إمارة أفغانستان الإسلامية تابعت بعناية الأحداث الأخيرة في قطاع غزة. وأن وقوع مثل هذه الأحداث نتيجة لدوس الصهاينة الإسرائيليين على حقوق الشعب الفلسطيني المظلوم وإهاناتهم المتكررة، وعدم احترام الأماكن المقدسة الإسلامية، وأي نوع من الدفاع والمقاومة للشعب الفلسطيني من أجل الحرية».[73]
- المملكة المتحدة: قال رئيس الوزراء ريشي سوناك إنه صدم من هجمات حماس ضد المواطنين الإسرائيليين. وأضاف أن «لإسرائيل الحق المطلق في الدفاع عن نفسها»، وقال إن المسؤولين البريطانيين «على اتصال بالسلطات الإسرائيلية»، ونصح المواطنين البريطانيين في إسرائيل «باتباع نصائح السفر».[74]
- كندا: عبَّر رئيس الوزراء جاستن ترودو عن أن كندا تُدين بشدة «الهجمات الإرهابية الحالية على إسرائيل»، ويُعلن وقوف بلادُه مع إسرائيل «وبدعم حقها الكامل في الدفاع عن نفسها».[75]
- أستراليا: قالت وزيرة الخارجية الأسترالية بيني وونغ «أستراليا تدين بشكل لا لبس فيه الهجمات التي تشنها حماس على إسرائيل، بما في ذلك إطلاق الصواريخ العشوائي على المدن والمدنيين».[76] وأدان السفير الأسترالي لدى إسرائيل رالف كينغ إطلاق الصواريخ والتوغل واصفاً إياهم بالإرهابيين، وأضاف أن من حق إسرائيل الدفاع عن نفسها ضد مثل هذا العدوان.[77]
- ألمانيا: أدانت وزيرة الخارجية أنالينا بيربوك بشدة «الهجمات الإرهابية» على إسرائيل من غزة، وأعلنت تضامنها بشكل كامل مع إسرائيل، وحقها بموجب القانون الدولي في الدفاع عن نفسها في «مواجهة الإرهاب».[78] كما قال المستشار أولاف شولتس، إنه شعر بصدمة عميقة إزاء «الأخبار المروعة» عن «إطلاق الصواريخ من غزة وتصاعد العنف». وقال أيضًا إن ألمانيا تدين هجوم حماس وستقف إلى جانب إسرائيل.[79] كما علقت ألمانيا المساعدات التنموية للفلسطينيين.[80][81]

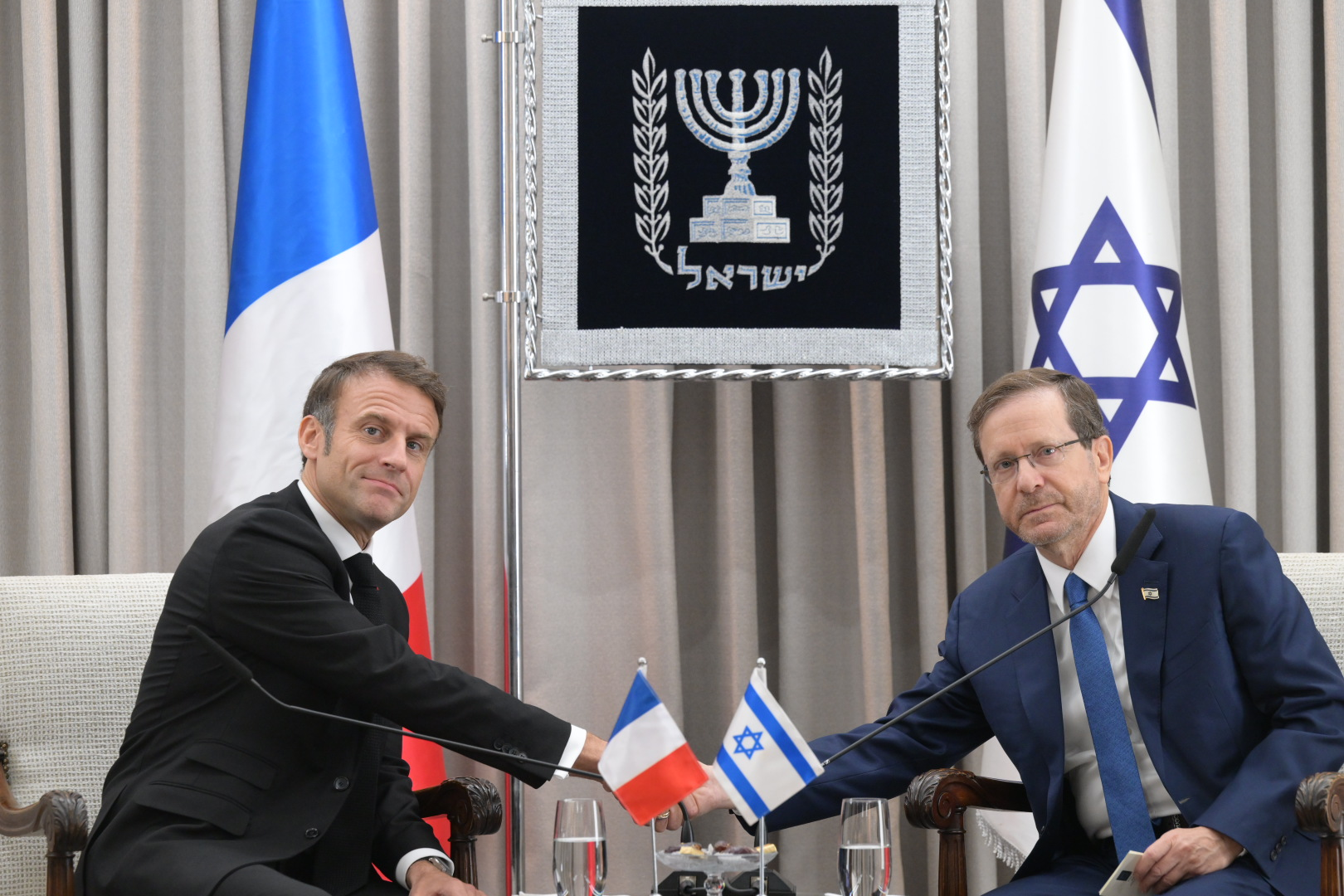
الرئيس الفرنسي إيمانويل ماكرون مع الرئيس الإسرائيلي إسحاق هرتسوغ في القدس، 24 أكتوبر 2023.

- فرنسا: أدان الرئيس إيمانويل ماكرون بشدة الهجوم وأعرب عن «تضامنه الكامل مع الضحايا وعائلاتهم وأحبائهم».[82] وأدانت السفارة الفرنسية في إسرائيل الهجمات ووصفت تصرفات حماس بأنها «هجمات إرهابية غير مقبولة».[83]
- إيطاليا: قال وزير الخارجية أنتونيو تاجاني «إن الحكومة تدين بأشد العبارات الهجمات على إسرائيل. معتبراً أن حياة الناس وأمن المنطقة واستئناف أي عملية سياسية معرضة للخطر»، وذكر أن إيطاليا تدعم حق إسرائيل في الوجود والدفاع عن نفسها.[84]
- جمهورية التشيك: أدان رئيس الوزراء بيتر فيالا الهجوم، قائلاً إن مشاعره «مع ضحايا العنف الأبرياء ونتمنى لأصدقائنا في إسرائيل التعامل بأسرع ما يمكن مع الوضع وتحقيق طموحاتهم في العيش بسلام وأمن».[85]
- هولندا: قال رئيس الوزراء مارك روته إنه تحدث مع رئيس الوزراء نتنياهو حول الهجوم غير المسبوق الذي شنته حماس على إسرائيل و«أبلغه أن هولندا تدين بشكل لا لبس فيه هذا العنف الإرهابي وتدعم بشكل كامل حق إسرائيل في الدفاع عن نفسها».[86]

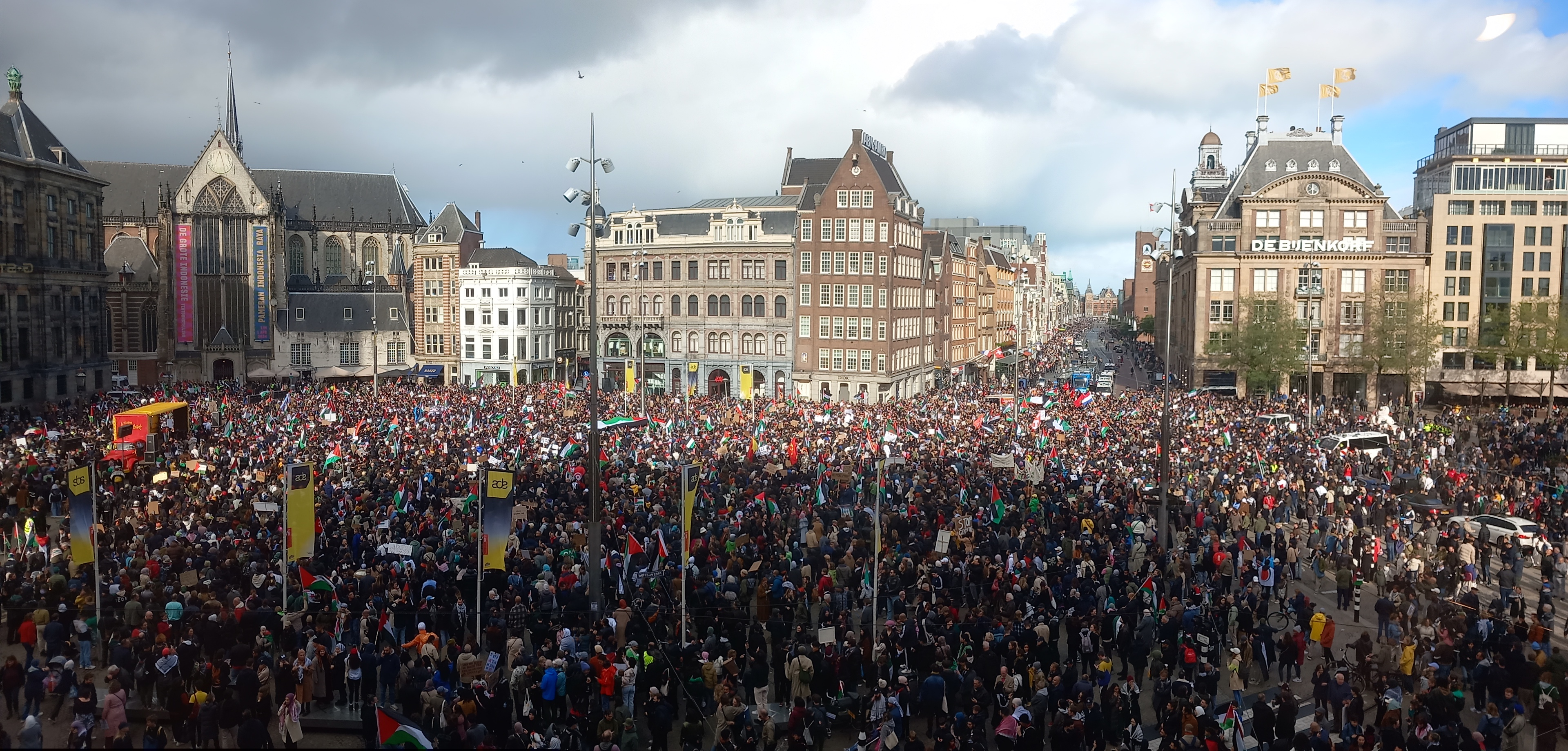
مظاهرات مناهضة للحرب ترفع الأعلام الفلسطينية في أمستردام بهولندا

- السويد: أدان وزير الخارجية توبياس بلسترم الهجوم ضد إسرائيل، وقال إن الحكومة تتضامن مع جميع المدنيين الذين أصيبوا، وصفاً الهجوم ومنفذيه بالإرهابيين.[87]

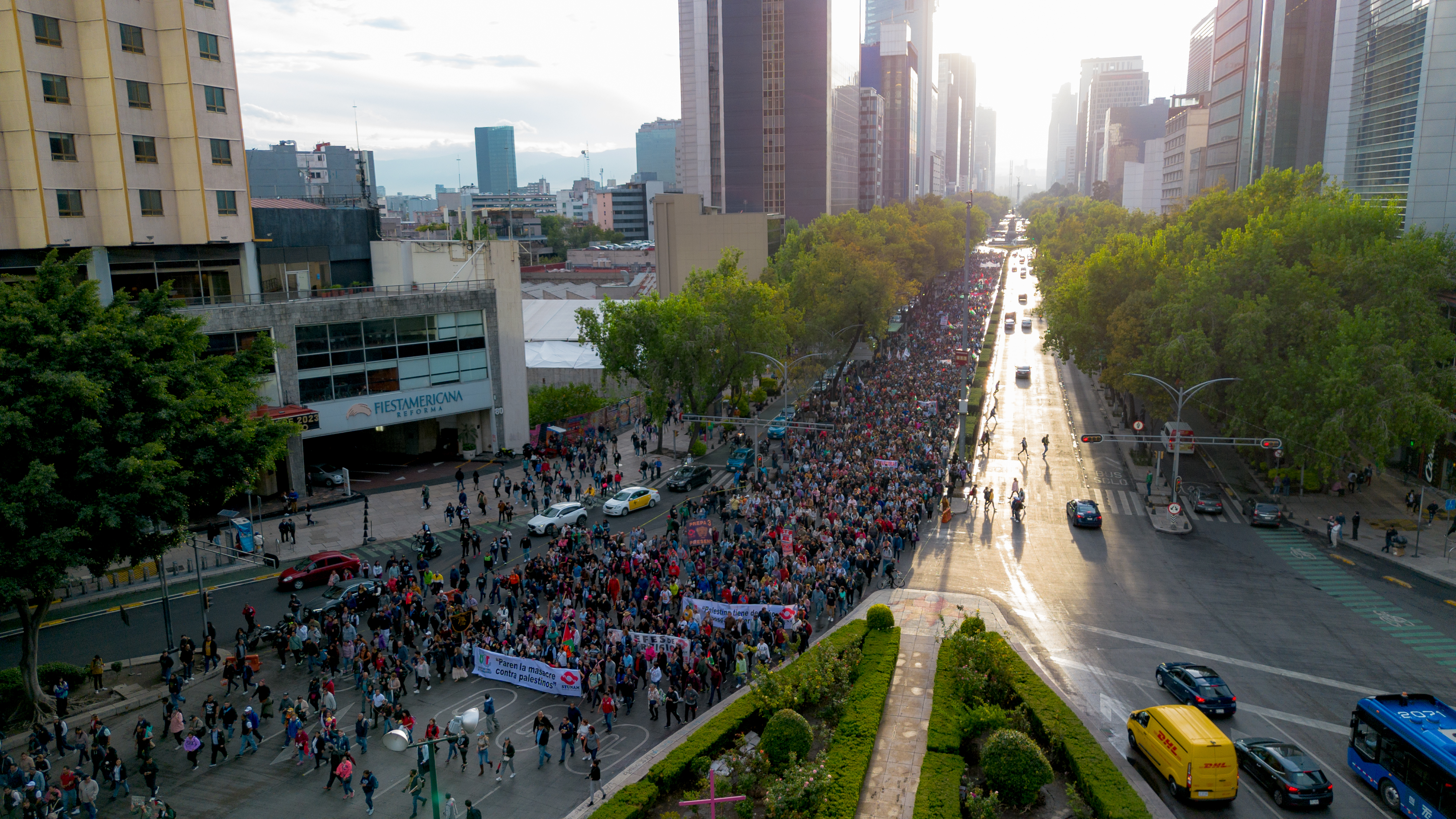
مظاهرة مؤيدة للفلسطينيين في مكسيكو سيتي في 29 نوفمبر 2023

- إسبانيا: أدان رئيس الوزراء بيدرو سانشيز الهجوم على إسرائيل وطالب بالوقف الفوري للعنف العشوائي ضد السكان المدنيين.[88] ودعت نائبة رئيس الوزراء يولاندا دياز المجتمع الدولي إلى الضغط على إسرائيل لوقف ما أسمته مذبحة في غزة، في حين اتهم وزير الحقوق الاجتماعية إيوني بيلارا الاتحاد الأوروبي والولايات المتحدة "بالتواطؤ في جرائم الحرب الإسرائيلية" ودعا إلى سيتم إدانة إسرائيل أمام المحكمة الجنائية الدولية بسبب ما وصفته بـ "الإبادة الجماعية المخطط لها" المستمرة في قطاع غزة ضد الشعب الفلسطيني. وفي نوفمبر 2023، انتقد سانشيز القصف الإسرائيلي لقطاع غزة ودعا إلى "وقف فوري لإطلاق النار". ووعد "بالعمل في أوروبا وإسبانيا للاعتراف بالدولة الفلسطينية".[89][90][91]
- المكسيك: أدانت وزارة الخارجية الهجمات على إسرائيل، وأشارت إلى أن لإسرائيل وفلسطين الحق في التعايش بسلام. وقد كرر الرئيس أندريس مانويل لوبيس أوبرادور ذلك في 9 أكتوبر، داعيًا إلى حل الدولتين.[92] في 18 يناير 2024، أعلنت المكسيك دعمها للتحقيق في جرائم الحرب الإسرائيلية في غزة من قبل المحكمة الجنائية الدولية بعد مراجعة تقارير الأمم المتحدة وقضية الإبادة الجماعية في جنوب إفريقيا ضد إسرائيل.[92]
- فنزويلا: أعربت وزارة الخارجية الفنزويلية عن قلقها العميق إزاء التطورات الأخيرة في قطاع غزة، في حين ترى أن التصعيد هو نتيجة فشل الشعب الفلسطيني في الحصول على طريقة لتأكيد حقوقه التاريخية بموجب القانون الدولي.[93]
- كوبا: الخارجية الكوبية في بيان لها: تصاعد العنف بين إسرائيل وفلسطين هو نتيجة لخمسة وسبعين عاما من الانتهاك المستمر لحقوق الشعب الفلسطيني غير القابلة للتصرف والسياسات العدوانية والتوسعية التي تنتهجها إسرائيل.[93]
- المجر: قال رئيس الوزراء فيكتور أوربان إنه يدين بشدة الهجوم الوحشي ضد إسرائيل، ويدعم بشكل لا لبس فيه حق إسرائيل في الدفاع عن النفس. وأضاف: «أود أن أعرب عن تعاطفي وتعازي لرئيس الوزراء نتنياهو. أفكارنا وصلواتنا مع شعب إسرائيل في هذه الأوقات المظلمة».[94]
- النمسا: ندد وزير الخارجية النمساوي ألكسندر شالنبرغ بشدة بالهجوم الذي شنته حماس على إسرائيل، وأكد أن «إسرائيل لها الحق في الدفاع عن نفسها».[95] وأوقفت المساعدات المالية كافة المخصصة لفلسطين.[80][96] ورفعت علم إسرائيل على مبنى مكتب المستشار النمساوي ووزارة الخارجية.[97]
- سويسرا: دعت وزارة الخارجية السويسرية إلى «الوقف الفوري للعنف وحماية المدنيين».[95]
- بلجيكا: نددت وزيرة الخارجية البلجيكية حجة لحبيب «بشدة بالهجمات الصاروخية الكثيفة على المدنيين الإسرائيليين، قلوبنا مع جميع المتضررين، إننا نراقب الوضع عن كثب»[95]
- بولندا: أدان وزير الخارجية زبيغنيو راو «بأشد ما يمكن الهجمات غير المقبولة» التي وصفها بأنها «أعمال عدوانية».[95]
- ألبانيا: أدان وزير الخارجية الألباني إيغلي حسني العملية بشدة.[95]
- اليونان: أدان رئيس الوزراء كيرياكوس ميتسوتاكيس «بشدة الهجمات المروعة»، مؤكدًا أن أثينا «تقف بجانب الشعب الإسرائيلي، وتدعم تماما حقه في الدفاع عن نفسه».[95]
- قبرص: أدانت السفارة القبرصية في إسرائيل الهجمات، وذكرت أن قبرص تقف إلى جانب إسرائيل.[98]
- جنوب إفريقيا: دعت خارجيَّة جنوب أفريقيا إلى وقف إطلاق النار فوري بين إسرائيل وفلسطين، وأكدت استعدادها لتقاسم تجربتها في الوساطة بين الطرفين.[99] كما قدّمت جنوب إفريقيا طلبًا في محكمة العدل الدولية في 29 كانون الأول/ ديسمبر 2023 تتهم فيه اسرائيل بارتكاب إبادة جماعية (انظر دعوى جنوب إفريقيا ضد إسرائيل).[100]
- اليابان: صرح رئيس الوزراء الياباني فوميو كيشيدا بأنه على حركة حماس إطلاق سراح جميع الأسرى الإسرائيليين الذين تحتجزهم، كما عبر عن قلقه العميق بشأن الخسائر الفادحة في قطاع غزة موجه الدعوة لجميع الأطراف إلى ضبط النفس.[101]
- جمهورية إفريقيا الوسطى: صوتت جمهورية أفريقيا الوسطى ضد إدانة حماس في الأمم المتحدة.[102]
- تشاد: صوتت تشاد ضد إدانة حماس في الأمم المتحدة. وفي 5 تشرين الثاني/نوفمبر، استدعت سفيرها لدى إسرائيل.[102][103]
- جزر القمر: صوتت جزر القمر ضد إدانة حماس في الأمم المتحدة.[102]
- الكونغو: صوتت الكونغو ضد إدانة حماس في الأمم المتحدة.[102]
- غامبيا: صوتت غامبيا ضد إدانة حماس في الأمم المتحدة.[102]
- غينيا: صوتت غينيا ضد إدانة حماس في الأمم المتحدة.[102]
- طاجيكستان: أدانت وزارة الخارجية بشدة أعمال العنف ودعت الأطراف إلى إنهاء أعمال العنف فورًا وبدء الحوار لتطبيع الوضع لمنع تصعيد التوترات في الشرق الأوسط.[104] وصوتت طاجيكستان ضد إدانة حماس في الأمم المتحدة.[102]
- إندونيسيا: أصدرت وزارة الخارجية بيانًا أعربت فيه عن قلقها العميق "إزاء تصاعد الصراع بين فلسطين وإسرائيل"، وحثت على الوقف الفوري للعنف لتجنب مزيد من الخسائر البشرية. كما دعا إلى حل احتلال إسرائيل للأراضي الفلسطينية باعتباره أصل الصراع وفقا للمعايير التي وافقت عليها الأمم المتحدة.[105] وحث الرئيس جوكو ويدودو، في خطابه يوم 10 أكتوبر/تشرين الأول، كلا الجانبين على وقف الصراع، وتهدئة التوترات، وأمر وزارة الخارجية بحماية المواطنين الإندونيسيين الموجودين حاليًا في فلسطين وإسرائيل.[106]
- جزر المالديف: أصدرت وزارة الخارجية بيانًا قالت فيه إن الحكومة اعتبرت "هذه الأعمال العدوانية المتعمدة ضد السكان المدنيين الأبرياء في فلسطين استخفافًا صارخًا وانتهاكًا للقانون الإنساني الدولي، يرقى إلى مستوى جريمة حرب". قال البيان.[107]
- زيمبابوي: أدانت زيمبابوي الأعمال الإسرائيلية في غزة.[108]
- بوليفيا: أعربت الحكومة عن "قلقها العميق" إزاء الوضع وانتقدت "تقاعس الأمم المتحدة ومجلس الأمن"".[109] بوليفيا صوتت ضد إدانة حماس في الأمم المتحدة.[102] وفي 31 أكتوبر، قطعت الدولة علاقاتها مع إسرائيل بسبب "جرائم ضد الإنسانية".[110]
- غويانا: صوتت غويانا ضد إدانة حماس في الأمم المتحدة.[102]
- نيكاراغوا: أدان الرئيس دانييل أورتيغا "التفاقم الرهيب" للصراع وقال إن البلاد كانت دائمًا "متضامنة مع القضية الفلسطينية"".[111][112]
- السنغال: صوتت السنغال ضد إدانة حماس في الأمم المتحدة.[102]
- الصومال: حمل الصومال إسرائيل مسؤولية مجزرة مستشفى المعمداني.[113]
- ماليزيا: عبَّر رئيس وزراء ماليزيا، أنور إبراهيم، عن تضامنه ووقوفه مع الشعب الفلسطيني ونضاله، كما انتقد المجتمع الدولي لتصرفاته الأحادية الجانب بشأن قضية القسوة والقمع ضد الفلسطينيين، وفي وقت سابق، قالت ماليزيا إنه يجب الاعتراف بالأسباب الجذرية لأعمال العنف الحالية في قطاع غزة، في تلميح للسياسات الاستيطانيَّة الإسرائيليَّة الأخيرة.[114][115][116]

## ردود المنظمات الدولية
- جامعة الدول العربية: دعا الأمين العام لجامعة الدول العربية أحمد أبو الغيط الي وقف العمليات العسكرية في غزة بشكل فوري، وحمَّل إسرائيل أسباب التصعيد لتطبيق سياسات عنيفة ومتطرفة تُعد بمثابة قنبلة موقوتة، تحرم المنطقة من أية فرص جادة للاستقرار علي المدي المنظور، كما تحاول إجهاض قيام الدولة الفلسطينية المستقلة على حدود 1967.[117][118][119]
- الاتحاد الإفريقي: شدد رئيس مفوضية الاتحاد الإفريقي موسى فقي محمد على ضرورة إنهاء التوترات المتصاعدة بين الفلسطينيين والإسرائيليين وعودة الطرفين إلى طاولة المفاوضات، مشيراً إلى أن رفض مطلب الفلسطينيين بإقامة دولة مستقلة وذات سيادة، هو السبب الرئيسي للأزمة.[120][121][122]
- الاتحاد الأوروبي: أدان الاتَّحاد الأوروبي الهجمات المُسلَّحة دون تسمية الأطراف، وطالب بضرورة وقف أعمال العُنف فوراً.[123]
- الأمم المتحدة:
  - ندد موفد الأمم المتحدة الخاص إلى الشرق الأوسط تور وينسلاند العملية بشدَّة، ودعا إلى وقف الهجمات على الفور، مشيرًا إلى أنه «على تواصل وثيق مع جميع الأطراف» يطلب منها بصورة خاصة «حماية المدنيين».[95]
  - قال ستيفان دوجاريك المتحدث باسم الأمم المتحدة -في بيان- أن الأمين العام للمنظمة الدولية أنطونيو غوتيريش ندد بهجوم حماس على إسرائيل وحث على «بذل جميع الجهود الدبلوماسية لتجنب اندلاع صراع أوسع نطاقًا».[95]
  - نددت البرازيل التي تتولى الرئاسة الدورية لمجلس الأمن خلال شهر أكتوبر / تشرين الأول 2023 بالهجمات، وعبرت عن تضامنها مع إسرائيل، فيما قالت وزارة الخارجية البرازيلية إنها ستدعو إلى عقد اجتماع طارئ لمجلس الأمن الدولي.[95]
- حلف شمال الأطلسي (ناتو): أعربت دول حلف شمال الأطلسي تضامنها مع "إسرائيل"، وأعلن الحلف في البيان الصادر أن «الحلفاء أعربوا عن تضامنهم مع إسرائيل مؤكدين بوضوح أن من حقها الدفاع عن نفسها بصورة متكافئة ضد أعمال الإرهاب هذه غير المبررة».[124]

## ردود الفعل الشعبية

### جمعة النفير العام
شهد يوم الجمعة 13-10-2023م خروج جموع المتظاهرين في مختلف عواصم ومدن عربية وأجنبية في مظاهرات حاشدة داعمة للقضية الفلسطينية ولعملية طوفان الأقصى ولتنديد بالعدوان والقصف الإسرائيلي المتواصل على مدن قرى قطاع غزة والضفة الغربية مرددين وحاملين شعارات ولافتات مناهضة للاحتلال.

#### الخلفية
دعت حركة حماس أحد فصائل المقاومة الفلسطينية جميع المسلمين وداعمي القضية الفلسطينية حول العالم إلى التظاهر يوم جمعة 13-10-2023 نصرة لفلسطين وشعب غزة المحاصر واحتجاجا على القصف الإسرائيلي على قطاع بأكثر من 4000 طن من القنابل.

#### الأحداث
شهدت يوم الجمعة أغلب العواصم والمدن العربية وعديد العواصم الإسلامية والعالمية مظاهرات ووقفات تضامنية حاشدة دعما للمقاومة وللقضية الفلسطينية وتنديدا بعدوان الإحتلال الإسرائيلي، في القاهرة تجمع المتظاهرون في ساحات الجامع الأزهر وأماكن أخرى احتجاجا على القصف الإسرائيلي لقطاع المحاصر مرددين الشعارات المتضامنة مع الفلسطينيين. وفي لبنان شهدت الضاحية الجنوبية لبيروت الوقفة التضامنية حاشدة حضرها الآلاف، وفي العاصمة الليبية طرابلس نظمت مظاهرة غضب تنديدا بجرائم الإحتلال الإسرائيلي وشهدت مدن مصراتة (في وسط ليبيا) وصبراتة (في الغرب) وطبرق وقفات تضامنية داعمة للمقاومة الفلسطينية، وتونس شارك آلاف التونسيين في مظارة وسط نصرة لفلسطين، بينما احتشد مئات آلاف العراقيين وسط بغداد في سيل بشرى لدعم وتأييد عملية طوفان الأقصى وكذلك الأمر في العاصمة السورية دمشق، وفي الدوحة نظمت وقفة تضامنية تضامنا مع غزة وضد الجرائم الإسرائيلية، كما شهدت العاصمة الأردنية عمان مظاهرات ضخمة نصرة لغزة وتأييدا للشعب الفلسطيني مطالبين بفتح الحدود مع فلسطين، وعلى الساحة اليمنية تجمع آلاف اليمنيين في شوارع صنعاء تضامنا مع غزة وفلسطين.
كما شهدت البحرين كذلك وقفة تضامنية مع غزة بعد صلاة الجمعة بجامع الإمام الصادق بالدراز، وذلك تأييدًا لعملية طوفان الأقصى.

#### مظاهرات
كما نظمت مسيرات مؤيدة للفلسطينيين في ألمانيا، المملكة المتحدة،  أستراليا، فرنسا، إسبانيا جنوب أفريقيا، باكستان، مصر، ليبيا، تونس، المغرب، بنغلاديش، الهند، سريلانكا، كندا، اليونان، تشيلي، بلجيكا، إيطاليا، الفلبين، كوريا الجنوبية، أيرلندا، البوسنة والهرسك، بوليفيا، السويد، الدنمارك، والبحرين.

#### شخصيات سياسية ودينية
- بوليفيا: الرئيس السابق إيفو موراليس دعم الجماعات الفلسطينية المسلحة وانتقد رد الحكومة البوليفية.[150] تظاهر السفير السابق لدى الأمم المتحدة ساشا يورنتي دعمًا لفلسطين في شوارع لاباز ودعا إلى إعلان إسرائيل "دولة إرهابية".[151]
- العراق: أصدر المرجع الشيعي السيّد علي السيستاني، بيانًا أدان فيه إسرائيل ودعا العالم إلى الوقوف مع غزة.[152][153] كما أصدر المرجع بشير حسين النجفي بيانًا كذلك دعا فيه إلى «وقفة صلبة مع عموم الشعب الفلسطيني».[154] وشارك المرجع محمد اليعقوبي في وقفة تضامنية مع غزة، وقال اليعقوبي: «أن ما يدور في غزة ليست حربًا وإنما عدوان وحشي من طرف واحد وهم الصهاينة».[155]
- إيران: أصدر مكتب المرجع موسى الزنجاني بيانًا، أُعرب فيه عن قلقه حول ما يحدث في غزة، ودعا البيان جميع المنظمات الدولية إلى أنهاء ما وصفه بـ«المأساة الكبرى».[156]
- الفلبين: قال الرئيس السابق رودريغو دوترتي في مقابلة أنه إذا كان نتنياهو، فإنه "سيصبح" غزة ويجعله "أكبر مقبرة في العالم".[157]
- أيرلندا: أعرب الممثلون الأيرلنديون في البرلمان الأوروبي عن دعم قوي لفلسطين.[158]

### الدولية السياسية والتحالفات السياسية العابرة للحدود الوطنية
- ليبرال إنترناشيونال: قال مكتب شبكة الأحزاب الليبرالية في جميع أنحاء العالم إنه "يتضامن مع شعب إسرائيل" ويدين "الهجمات ضد المدنيين في جنوب البلاد ويعترف بحق إسرائيل في الدفاع عن نفسها". كما قالت إن هجمات حماس "لا تخدم مصلحة الشعب الفلسطيني".[159]
  - وقالت منظمة "تجدد أوروبا" إنها "شعرت بالفزع من الهجمات الإرهابية الحمقاء ضد شعب إسرائيل وتقف إلى جانبهم في هذا الوقت العصيب. ولا يوجد مبرر للهجمات الوحشية ضد المدنيين الأبرياء".[160]
  - وقال تحالف الليبراليين والديمقراطيين من أجل أوروبا إنه يؤكد "دعمه الثابت والثابت لإسرائيل في هذه اللحظات الحرجة. إن إسرائيل، الحليف الديمقراطي المحوري، لا تمتلك الحق فحسب، بل إنها ملزمة أيضًا بموجب القانون الدولي بحماية مواطنيها من مثل هذه الهجمات". أعمال إرهابية".[161]
- وقال التحالف التقدمي للاشتراكيين والديمقراطيين إنه "شعر بالرعب من الهجمات الإرهابية التي ارتكبتها حماس ضد الإسرائيليين الأبرياء" ودعا حماس إلى إنهاء أعمال العنف والإفراج الفوري عن جميع الذين اختطفتهم.[162]
  - وأعلن حزب الاشتراكيين الأوروبيين "تضامنه مع جميع الإسرائيليين" وأدان "هذا الاعتداء العشوائي واسع النطاق على المواطنين والمجتمعات"، بينما دعا "حماس إلى وقف الهجمات على الفور. فالإرهاب ليس هو الحل أبدا".[163]
- أدان تحالف الخضر والأوروبي الحر "الهجمات الإرهابية العنيفة التي تشنها حماس بأشد العبارات"، ودعا "إلى الوقف الفوري لهذا العنف" وتجديد "الجهود نحو التهدئة والسلام".[164]
- وأعربت منظمة ديمقراطيي الوسط الدولية عن "رفضها المدوي للإرهاب كوسيلة للعمل السياسي" وأدانت "الهجوم القاسي الذي شنته حماس ضد شعب إسرائيل".[165][166]
  - وأدان حزب الشعب الأوروبي بشدة "الهجوم الوحشي ضد إسرائيل" وقال إن "للبلاد الحق في الدفاع عن نفسها ومواطنيها من الأعمال الإرهابية العنيفة التي لا تحقق سوى خسائر فادحة في الأرواح والانقسام والدمار".[167]
- وأعرب الاتحاد الديمقراطي الدولي عن "تضامنه الكامل مع دولة إسرائيل وشعبها" وقال إن "لإسرائيل الحق في الدفاع عن نفسها ضد هذه الهجمات الإرهابية وتحظى بدعمنا الكامل".[168]
  - وأدان المحافظون والإصلاحيون الأوروبيون بشدة "الهجمات الإرهابية غير المسبوقة التي تنطلق من غزة على إسرائيل، بما في ذلك عمليات القتل والاختطاف لمدنيين وجنود إسرائيليين بأسلوب الإعدام"، وقالوا إن "العنف الذي ترتكبه حماس يظهر أنه لا يمكن التفاوض مع الإرهابيين".[169]
- وأدانت مجموعة الهوية والديمقراطية الهجوم، وأعربت عن "تضامنها الثابت مع إسرائيل وشعبها"، وأكدت من جديد حق إسرائيل في الدفاع عن نفسها من الهجمات الإرهابية.[170]

## احزاب سياسية

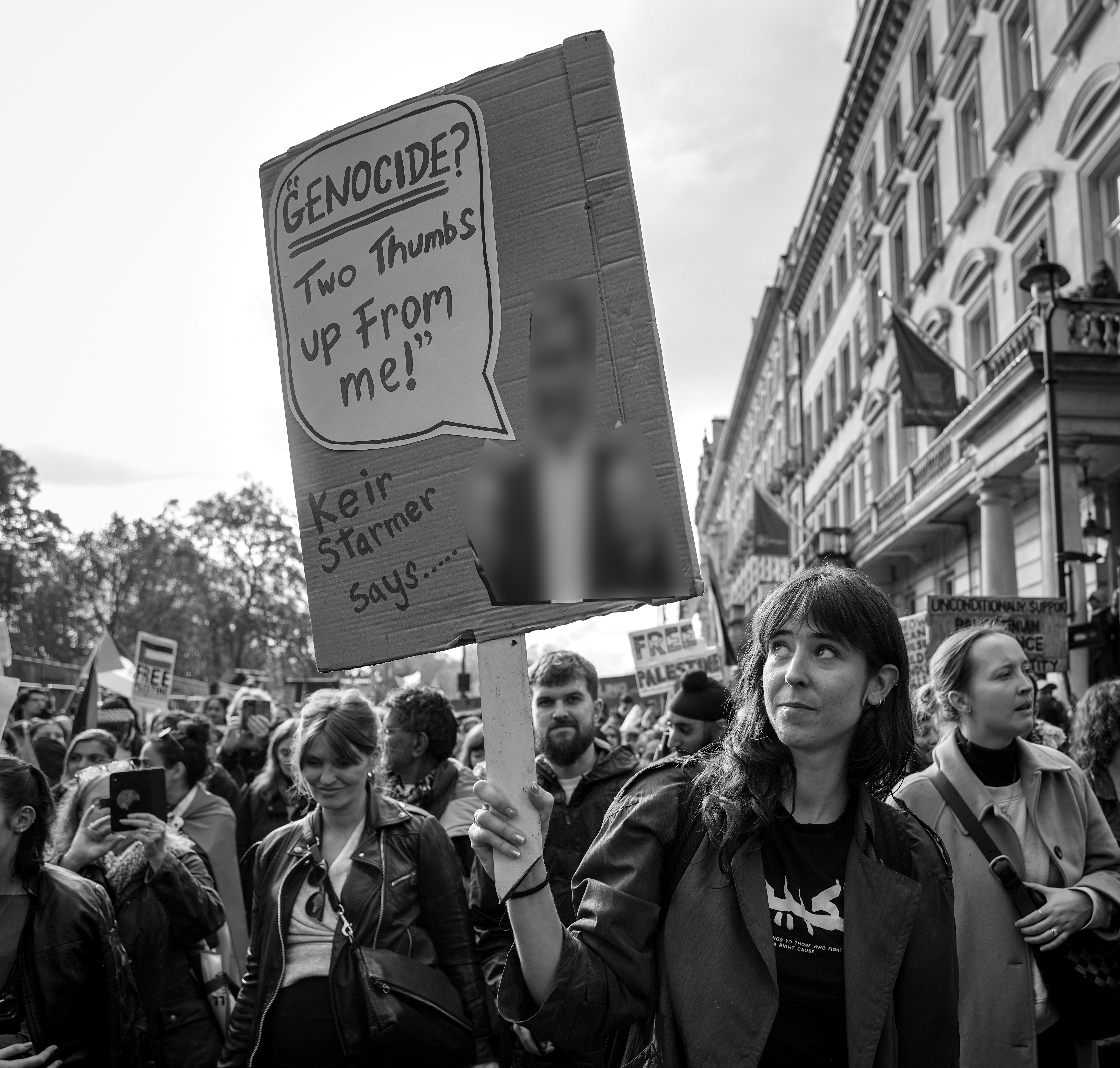
قام حزب العمال (المملكة المتحدة) بقيادة كير ستارمر بإيقاف العديد من المرشحين البرلمانيين وأعضاء البرلمان بسبب تعليقاتهم حول إسرائيل.

- بنغلاديش:نظم حزب العمال، جاتيا ساماجتانتريك دال، حزب غاناتانتري، حزب عوامي الوطني (مظفر) وغيرها من الأحزاب السياسية اليسارية الموالية لرابطة عوامي مظاهرات لدعم فلسطين. في مسيرة تحت شعار "مجلس السلام البنغلاديشي" في 12 أكتوبر وانتقد زعماء هذه الأحزاب البيان الأولي لوزارة الخارجية ووصفوه بأنه "ازدواجية" و"متناقض". كما وصفوا عملية طوفان الأقصى بأنها "عملية دفاعية" وقارنوها بحرب تحرير بنجلاديش. ونظمت الجماعة الإسلامية البنغالية مسيرة حاشدة تندد بالعدوان الإسرائيلي على غزة، ويدعو العالم الإسلامي إلى حماية رفاهية وحقوق الشعب الفلسطيني. ونظم الحزب مسيرة في دكا، أعرب خلالها قادته عن إدانتهم الشديدة لإسرائيل بسبب قطع التيار الكهربائي. وإمدادات المياه لغزة.[171]
- البوسنة والهرسك: أدان الاتحاد الديمقراطي الكرواتي للبوسنة والهرسك هجمات حماس على إسرائيل وكذلك التبريرات والنسبية للأعمال الإرهابية التي تقوم بها حماس من قبل بعض السياسيين في البوسنة والهرسك. وأدان حزب العمل الديمقراطي قتل الأبرياء ودعا الأمم المتحدة والجهات الدولية الفاعلة الأخرى إلى المساعدة في حل القضية الفلسطينية من خلال الحوار. كما طالبوا بوقف "عنف الجيش الإسرائيلي ضد المدنيين في غزة". هجمات صاروخية غير انتقائية وإعلان اجتياح بري ومطالبات بتهجير أكثر من مليون فلسطيني في غزة".[172]
- البرازيل: أشار حزب العمال البرازيلي إلى الإجراءات الإسرائيلية في غزة باعتبارها إبادة جماعية، بينما ذكر أن هجوم المسلحين الفلسطينيين على المناطق المدنية "غير مقبول".[173]
- نيوزيلندا: أدان زعيم الحزب الوطني النيوزيلندي كريستوفر لوكسون وزعيم حزب الخضر في أوتياروا في نيوزيلندا النيوزيلاندي ديفيد سيمور حماس لمهاجمتها مدنيين إسرائيليين. وأدانت المتحدثة باسم الشؤون الخارجية لحزب الخضر في أوتياروا، غلريز قهرمان، استهداف المدنيين وحث الجماعات الفلسطينية المسلحة والقوات الإسرائيلية على حماية المدنيين. في 18 أكتوبر، دعا حزب تي باتي ماوري (حزب الماوري) إلى طرد السفير الإسرائيلي إذا لم تنفذ إسرائيل وقف إطلاق النار أو تفتح ممرًا إنسانيًا في غزة.[174]
- جنوب إفريقيا:وصف المؤتمر الوطني الإفريقي الصراع الأخير بين إسرائيل وغزة بأنه تصعيد مدمر، وأرجع الوضع المتفاقم في المقام الأول إلى الإجراءات الإسرائيلية المتمثلة في "الاحتلال غير الشرعي للأراضي الفلسطينية، والتوسع الاستيطاني المستمر، وتدنيس المسجد الأقصى، وانتهاكات حقوق الإنسان،[175] وتدمير المقدسات المسيحية، والاضطهاد المستمر للشعب الفلسطيني".[176][177] وأدان التحالف الديمقراطي "هجوم حماس غير المبرر".[178][179] ودعا إلى "وقف فوري للعنف"[180][181] والعودة إلى المفاوضات لإنهاء الصراع. أعرب مقاتلو الحرية الاقتصادية عن دعمهم لحماس وتعهدوا بإرسال أسلحة إلى حماس في حالة فوزهم في الانتخابات العامة عام 2024. وأعلن التحالف الوطني وجبهة الحرية بلس دعمهما لإسرائيل.[182]
- المملكة المتحدة: قام حزب العمال بقيادة كير ستارمر بإيقاف العديد من المرشحين البرلمانيين وأعضاء البرلمان، بما في ذلك غراهام جونز، وأندي مكدونالد، وأزهر علي، وكيت أوسامور، بسبب تعليقات أدلوا بها حول إسرائيل. وقال جونز إن البريطانيين الذين يذهبون إلى إسرائيل للقتال من أجل الجيش الإسرائيلي "يجب أن يكونوا مغلق". كتب أوسامور أن هناك "واجبًا دوليًا" لتذكر ضحايا الهولوكوست وأنه يجب أيضًا تذكر "عمليات الإبادة الجماعية الأخيرة في كمبوديا ورواندا والبوسنة والآن غزة".[183]
- الولايات المتحدة: وأعلن حزب الخضر الأمريكي إدانته للهجمات على المدنيين وطالب بوقف فوري لإطلاق النار.[184]
- تركيا: وأدان حزب العمال الكردستاني الأعمال الإسرائيلية ووصفها بأنها "إبادة جماعية".[185][186]
- سوريا: أعرب الجيش الوطني السوري المناهض للأسد، المعروف سابقًا باسم الجيش السوري الحر، عن تعاطفه مع الشعب الفلسطيني في قطاع غزة، وقارن الهجمات الإسرائيلية في غزة بالهجمات على المناطق التي يسيطر عليها المتمردون في محافظة إدلب السورية.[187]

## الجماعات الإسلامية
- حزب الله: وهنأت الجماعة حماس وأثنت على الهجوم باعتباره ردا على "الجرائم الإسرائيلية"، مضيفة أن المسلحين يحظون "بدعم إلهي". وقالت أيضا إن قيادتها في لبنان على اتصال مع حماس بشأن العملية.[16] وقالت الجماعة في 11 تشرين الأول/أكتوبر إن "إرسال حاملات طائرات إلى المنطقة لن يخيف فصائل المقاومة المستعدة للمواجهة حتى تحقيق النصر"، في إشارة إلى نشر أسطولين من حاملات الطائرات الأميركية في شرق البحر المتوسط.[188] وحذر حزب الله من أن الغزو البري لقطاع غزة قد يؤدي إلى صراع أوسع في الشرق الأوسط.[189]
- أنصار الله الحوثيون: وذكر المكتب السياسي لأنصار الله التابع للجماعة أن "عملية طوفان الأقصى كشفت ضعف وهشاشة وعجز الكيان الصهيوني المؤقت، وأظهرت قوة وفعالية المقاومة في فلسطين وقدرتها على ضرب العمق الإسرائيلي". كما قالت إن اليمنيين وقفوا إلى جانب الفلسطينيين وحركات المقاومة موضحين أنهم على استعداد للمشاركة في معركة الدفاع عن فلسطين ومقدسات الأمة ضد الكيان الصهيوني "الغاصب". حذر زعيم الحوثيين عبد الملك الحوثي من أن أي تدخل للولايات المتحدة في غزة سيؤدي إلى تدخل الحوثيين (أزمة البحر الأحمر).[190]
- الشباب (تنظيم صومالي): وهنأت المجموعة المسلحين الفلسطينيين، وحيت "جميع الأبطال الشجعان، والقوات الخاصة الشجعان، وجميع المتمركزين في الأراضي المقدسة". كما دعت المسلمين إلى الجهاد ضد "اليهود وحلفائهم".[191][192]
- القاعدة في بلاد المغرب الإسلامي وجماعة نصرة الإسلام والمسلمين: أصدر فرعان من تنظيم القاعدة، تنظيم القاعدة في بلاد المغرب الإسلامي وجماعة نصر الإسلام والمسلمين، بيانا مشتركا يشيد بالهجمات على إسرائيل ويشجع حماس والجماعات الفلسطينية المسلحة الأخرى على ممارسة المزيد من العنف ضد اليهود.[193]
- تنظيم الدولة الإسلامية (المعروف باسم داعش): أصدرت الجماعة تعليمات على جريدتها الرسمية النبأ، بشأن "الخطوات العملية لمحاربة اليهود" في جميع أنحاء العالم و"نصرة المسلمين في فلسطين"، بما في ذلك "استهداف المعابد اليهودية". ومع ذلك، فقد انتقدت أيضًا حماس بسبب تركيزها الضيق على إسرائيل وعلاقاتها بإيران.[194]
- طالبان باكستان: وحثت المجموعة المسلمين في جميع أنحاء العالم على مساعدة الفلسطينيين ووصفت هجوم حماس على إسرائيل بأنه "أخبار سعيدة ومشجعة للغاية عن الأمة الإسلامية المضطهدة".[195]
- هيئة تحرير الشام: وأقام رجال الدين في الجماعة صلاة من أجل النصر الفلسطيني وقالوا إنهم يحتفلون بجهاد حماس بينما أدانوا علاقاتها مع إيران التي يقودها الشيعة. وأعربت المجموعة عن دعمها لحق الشعب الفلسطيني في استعادة أرضه.[196]

## الجمعيات الخيرية والمنظمات غير الحكومية
- أدانت لجنة الإنقاذ في حالات الطوارئ الطبية، وهي منظمة غير حكومية إندونيسية، إسرائيل بعد أن أفادت بأن إسرائيل استهدفت المستشفى التابع لها في غزة وقتلت أحد العاملين فيه.[197]
- وفي أعقاب الغارة الجوية الإسرائيلية على المستشفى الإندونيسي، حثت منظمة أطباء بلا حدود "جميع الأطراف على احترام البنى التحتية الصحية".[198]
- وأكدت منظمة الرحمة الماليزية، تضامنها مع فلسطين، أنها تراقب الوضع في غزة وتستكشف فرص تقديم المساعدات في شكل مساعدات صحية ودعم نفسي واجتماعي وإمدادات طبية.[199]
- أرسل الهلال الأحمر المصري أكثر من طنين من الإمدادات الطبية إلى قطاع غزة.[200]
- وذكر مشروع حقوق الإنسان للأويغور أنه "يدين بأشد العبارات الممكنة الهجمات الوحشية التي شنها إرهابيو حماس على الإسرائيليين الأبرياء".[201]
- وأصدر مؤتمر الأويغور العالمي بيانا يدين "الهجمات المروعة التي تشنها حماس ضد المدنيين الإسرائيليين".[201][202]
- أعلنت الاتحادات اليهودية في أمريكا الشمالية عن حملة لجمع التبرعات بقيمة 500 مليون دولار لمساعدة إسرائيل.[203]
- وذكر مقطع فيديو لمنظمة أطباء بلا حدود شاركته رئيسة منظمة العفو الدولية أنييس كالامارد أن "هذه الإبادة الوحشية لنظام صحي سكاني بأكمله تمتد إلى ما هو أبعد مما يمكن للمساعدات الإنسانية إصلاحه".[204] في 4 ديسمبر/كانون الأول، قامت رئيسة الصليب الأحمر ميريانا سبولجاريك إيجر بزيارة إلى قطاع غزة، وقالت: "إن الأشياء التي رأيتها هناك تفوق أي شيء يمكن لأي شخص أن يكون في وضع يمكنه من وصفه".[205] في 10 ديسمبر، صرحت بشرى الخالدي، الخبيرة في منظمة أوكسفام، أن الوضع لم يعد "مجرد كارثة، إنه مروع".[206]
- وفي 27 ديسمبر/كانون الأول، قال ممثل منظمة أطباء بلا حدود: "لا يمكنك مطلقًا تصوير هذا على أنه استجابة إنسانية: عندما لا نستطيع ضمان سلامة فرقنا".[207] صرح ميراف زونسزين، محلل مجموعة الأزمات،"من الواضح أن هدف حرب إسرائيل ليس القضاء على حماس، بل القضاء على القدرة على العيش في غزة".[208]
- صرحت منظمة "جيشا " الإسرائيلية لحقوق الإنسان أن "الوضع الكارثي اليوم يجب أن يُفهم في سياق سياسات إسرائيل قبل 7 أكتوبر، بما في ذلك حرية تنقل الفلسطينيين بين غزة وإسرائيل والضفة الغربية".[209]

## الشركات

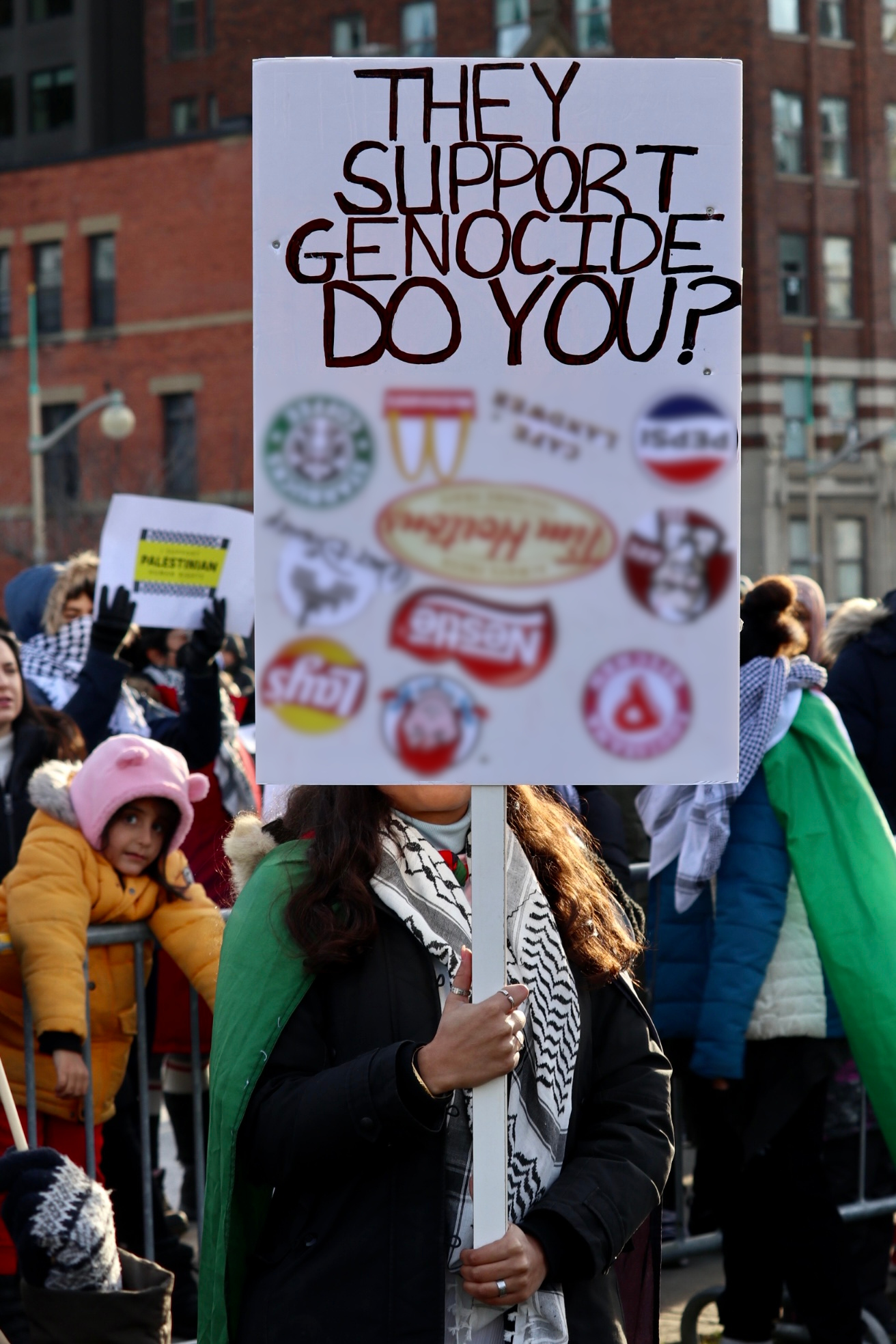
مظاهرة مؤيدة للفلسطينيين في أوتاوا، كندا،23 نوفمبر 2023

- أعلنت ميناء أداني أنها لا تزال تعمل بميناءها في حيفا ولكن ستقوم "بمتابعة الوضع".[210]
- التواصل مع عائلات الموظفين في إسرائيل وسوف يوفر الإغاثة الرئيسية الأمازون (آندي جاسي). كما خططوا لعمليات للحفاظ على خدمات أمازون ويب على الإنترنت في البلاد.[211]
- أرسل "أمريكان إكسبرس" 1.5 مليون دولار من التبرعات لمساعدة جهود الإغاثة في إسرائيل مع الحفاظ على اتصال وثيق مع الموظفين في المنطقة.[210]
- أغلقت بنك أمريكا مكتبها في تل أبيب.[210]
- أعلنت بريستل مايرز سكيب أنها ستواصل الحفاظ على الإمدادات الطبية للمرضى في المنطقة.[210]
- سمحت سيتي غروب للعمال في إسرائيل بالعمل في المنزل حتى يأمن الوضع.[210]
- أعلنت شركة كارنافال کروز أنها لن تتوقف في الموانئ الإسرائيلية وستقوم بتعديل ذلك.[210]
- صرح ديكاثلون بأن التسليمات في إسرائيل قد تعليق أو تأخير.[210]
- أعلنت إيلي ليلي وشركة أنها ستراقب الوضع وستواصل تقديم الرعاية الطبية لمرضائها في إسرائيل.[210]
- أوقفت (فيدكس) في البداية الخدمات إلى إسرائيل ولكن أعادت إطلاق الخدمة في 12 أكتوبر.[210]
- طلبت غولدمان ساكس من موظفيها في تل أبيب العمل من المنزل حتى يتم تصفية الوضع الأمني.[210]
- أعلن الرئيس التنفيذي لشركة جوجل سوندار بيكاي أنه اتصل بأكثر من 2000 موظف في المنطقة ويعمل لدعمهم وكذلك المنظمات الإنسانية والإغاثة على الأرض.[211]
- أغلقت شركة إتش أند أم جميع المتاجر في إسرائيل مؤقتاً.[210]
- أعلنت مجموعة فنادق إنتركونتيننتال أنّها ستضيف الأمن إلى فنادقها في إسرائيل التي تبقى مفتوحة، بينما تغلق فندق ست أحاسيس شاهروت وفندق إنديغو تل أبيب.[210]
- طلب "جي بي مورغان تشيس" من موظفيها في إسرائيل العمل من المنزل حتى تتخلص الوضع الأمني. قدم الرئيس التنفيذي جيمي ديمون دعمه لإسرائيل.[211]
- قال أصحاب الامتيازات في (ميكدونالدز) في الشرق الأوسط إنهم سيتبرعون بمليون دولار لتقسمها بشكل متساوٍ بين الصليب الأحمر وبرنامج الأغذية العالمي لمساعدة ضحايا النزاع. قام مشغلي شركة ماكدونالدز في الكويت وباكستان بالتبرع من أجل المساعدات الإنسانية في غزة، بينما قدم شركة "ماكدونالدز إسرائيل" خصومات للجنود وأعضاء آخرين في قوات الأمن وقدم 100 ألف وجبة مجانية.[212] ومع ذلك، قالت شركة ماكدونالدز في وقت لاحق أن جميع القرارات اتخذت بشكل مستقل عن الشركة. كما رفضت جميع المطالبة بـ"تضليل المعلومات" بشأن موقفها في النزاع وقالت إن القرارات اتخذت من قبل أصحاب الامتياز بشكل مستقل دون أي موافقة أو موافقة من ماكدونالدز أنفسهم.[213]
- طلبت مورغان ستانلي من موظفيها في إسرائيل العمل من المنزل حتى يتم تصفية الوضع الأمني.[210]
- أعلنت شركة "نرويجين كروز لائينز" أنها ستعيد توجيه السفن بعيدا عن الموانئ الإسرائيلية في أكتوبر.[210]
- ألغت شركة إنفيديا قمة الذكاء الاصطناعي في تل أبيب التي كان من المفترض أن يضم الرئيس التنفيذي (جينسن هوانغ).[210]
- أدانت شركة أوراكل هجمات حماس ضد إسرائيل كما تعهدت بدعم الحكومة الإسرائيلية ومؤسسات الدفاع.[214]
- أدانت "بارامونت" الهجمات وتبرعت في المساعدات الإنسانية.[215] كما ألغت الشركة جوائز إم تي في الموسيقى الأوروبية التي كان من المقرر أن تجري في باريس في 5 نوفمبر، قائلة أن الصراع في إسرائيل وغزة "لا يشعر بأنه لحظة للاحتفال العالمي" وكذلك تنبيهات مطارات فرنسا ذات الأمن العالي.[216]
- أوقفت بوما عمليات المتاجر في تل أبيب ولكنها استمرت في تسليمات في بعض المدن.[210]
- أعلنت شركة رويال كاريبيان أنها ستقوم بتعديلات لتحل محل الموانئ الإسرائيلية.[210]
- أصدرت ورشة السيسام بيانًا يقول فيه "قلوبنا مع الأطفال والعائلات الإسرائيلية والفلسطينية المتضررة من الأزمة في المنطقة. يستحق جميع الأطفال طفولة آمنة خالية من العنف والإرهاب".[217]
- استدعت ستاربكس نقابة العمال الموحدة، مشيرة إلى أن تحريرًا في وسائل التواصل الاجتماعي المؤيد للفلسطينيين من حساب ستاربكس العمال المتحالف أغضب العملاء وأضر بسمعتها. وطالبت الشركة أن يتوقف النقابة عن استخدام اسمه و شعاره، بينما رفع النقابة دعوى مضادة قائلة إنها تمت إشهارها من قبل ستاربكس لأنها تدل على أنها تدعم الإرهاب والعنف.[218]
- أعلنت تسلا أن جميع الشحنات العظمى الـ 17 في إسرائيل ستكون مجانية حتى إشعار آخر.[211]
- أعلنت شركة تيفا للأدوية، أكبر شركة تصنع الأدوية الجينية التي تتخذ من تل أبيب مقراً لها أيضاً، أن الإنتاج لن يتأثر وأن إنتاج النسخة الاحتياطية سيستمر في العمل.[210]
- أبلغت شركة أوبس موظفيها الإسرائيليين بالعمل من المنزل وحظروا على الموظفين السفر إلى الشرق الأوسط.[219]
- أوبس علقت الخدمة إلى إسرائيل.[210]
- أعلنت شركة والت ديزني أنها ستقدم الدعم الإنساني للإسرائيليين.[220]
- أعرب الرئيس التنفيذي لجمعية ويب (بادي كوسغريف) عن صدمة لهجة الحكومات الغربية ردا على القصف الإسرائيلي وقال إن "جرائم الحرب هي جرائم حرب حتى عندما ارتكبتها حلفاء، ويجب أن يتم استدعائها لما هي عليه". رداً على ذلك، أعلنت العديد من شركات التكنولوجيا مثل جوجل وميتا وأمازون وإنتل أنها ستسحب من قمة الويب القادمة التي ستعقد في لشبونة في نوفمبر 2023. بعد ذلك اعتذر كوسغراف و استقال في 21 أكتوبر.[221]
- أغلقت زارا جميع المتاجر في إسرائيل مؤقتاً.[210]

### إلغاء الرحلات
- أوقفت شركة طيران إيجه رحلاتها إلى تل أبيب في 9 أكتوبر.
- أوقفت شركة طيران كندا جميع الرحلات الجوية إلى تل أبيب من تورونتو ومونتريال حتى 31 أكتوبر.[222]
- وعلقت الخطوط الجوية الفرنسية رحلاتها إلى تل أبيب لأجل غير مسمى.[1]
- أوقفت شركة طيران الهند رحلاتها إلى تل أبيب في الفترة من 13 إلى 18 أكتوبر.
- علقت الخطوط الجوية الأمريكية رحلاتها إلى تل أبيب.[223]
- أوقفت الخطوط الجوية البريطانية جميع رحلاتها إلى تل أبيب في 11 أكتوبر على الرغم من أنها كانت تعمل أثناء اندلاع القتال.
- ألغت خطوط بروكسل الجوية جميع الرحلات الجوية إلى تل أبيب.
- ألغت شركة كاثي باسيفيك رحلاتها إلى تل أبيب من هونج كونج في 10 أكتوبر.[1]
- ألغت شركة دلتا إيرلاينز جميع الرحلات الجوية إلى تل أبيب حتى 31 أكتوبر، وأعادت المبالغ المدفوعة للمسافرين المتأثرين.[1]
- أوقفت شركة إيزي جيت رحلاتها إلى تل أبيب يومي 9 و10 أكتوبر.[1]
- أوقفت طيران الإمارات رحلاتها إلى تل أبيب في 9 أكتوبر.
- ألغت الاتحاد رحلاتها إلى تل أبيب من أبو ظبي في 10 أكتوبر.[1]
- ألغت خطوط هاينان الجوية رحلاتها إلى تل أبيب من شنغهاي في 9 أكتوبر.[1]
- ألغت شركة أيبيريا غالبية رحلاتها إلى تل أبيب في 8 أكتوبر، وحافظت على رحلة واحدة بين مدريد وتل أبيب بدءًا من 10 أكتوبر.[1]
- ألغت شركة إيتا (شركة طيران) جميع رحلاتها إلى تل أبيب في 8 أكتوبر.
- ألغت الخطوط الجوية الملكية الهولندية عملية الإجلاء المخططة للمواطنين الهولنديين بعد أن لم تتمكن من الحصول على التأمين.[1]
- ألغت الخطوط الجوية الكورية رحلاتها إلى تل أبيب من سيول في 9 أكتوبر.[1]
- ألغت الخطوط الجوية البولندية LOT جميع رحلاتها إلى تل أبيب في 8 أكتوبر.
- ألغت لوفتهانزا جميع الرحلات الجوية من وإلى تل أبيب في 9 أكتوبر.[1]
- ألغت الخطوط الجوية النرويجية رحلة إخلاء مخططة من تل أبيب إلى أوسلو بعد أن لم تتمكن من الحصول على التأمين.[1]
- علقت شركة رايان إير رحلاتها إلى تل أبيب في 9 أكتوبر.
- ذكرت الخطوط الجوية السويسرية الدولية أنها لن تقوم بتشغيل أي رحلات جوية من وإلى إسرائيل حتى 14 أكتوبر.[1]
- وألغت تاب برتغال رحلاتها من وإلى تل أبيب يومي 9 و10 أكتوبر/تشرين الأول.[1]
- ألغت ترانسافيا جميع الرحلات الجوية إلى تل أبيب من باريس وليون.
- أوقفت شركة يونايتد إيرلاينز جميع رحلاتها إلى تل أبيب بعد تشغيل رحلتين يومي 7 و 8 أكتوبر.[1]
- ألغت ويز للطيران رحلاتها إلى تل أبيب حتى إشعار آخر.[1]

## المشاهير والشخصيات الأخرى

### رسائل مفتوحة
كريس باين، مارك هاميل، بيلي بورتر (ممثل)، زيغي مارلي، ميخي فايفر، آندي غارسيا، تريسي آن أوبرمان، جورج لوبيز، ريان ميرفي، دانا غولدبرغ، جيسون ألكسندر، إيلي روث، رايان كافانو، جيريمي بايفن، آرون باي- كان شوك، ومارتي سينجر، وأنطوان فوكوا، مايم بياليك، وليف شرايبر، وإيمي شومر، ومايكل دوجلاس وجيري سينفيلد من بين أكثر من 700 من المشاهير، بما في ذلك محترفو هوليوود، الذين وقعوا على رسالة مفتوحة في 12 أكتوبر تدين حماس وتطالب بالعودة الآمنة. الرهائن المحتجزين في غزة. وجاء في الرسالة ما يلي: "بينما تتخذ إسرائيل الخطوات اللازمة للدفاع عن مواطنيها في الأيام والأسابيع المقبلة، سيتم اجتياح وسائل التواصل الاجتماعي بحملة تضليل منظمة تقودها إيران. ونحن نحث الجميع على تذكر الصور المروعة التي خرجت من إسرائيل و لعدم تضخيم أو الوقوع في دعايتهم ".
عدة مئات من شخصيات هوليوود بما في ذلك جوردان بيل، ديفيد أويلو، كريس روك، تايكا وايتيتي، إيوان ماكجريجور، جيمس كوردن، ماثيو وينر، آرون سوركين، جود أباتاو، جريج بيرلانتي، برادلي كوبر، يوجين ليفي، جون هام، ويل فيريل، كونستانس وو، جيف غولدبلوم، وقع بوب أودينكيرك وتيفاني حديش على رسالة في 23 أكتوبر يحثون فيها على إطلاق سراح الرهائن ويشكرون الرئيس الأمريكي بايدن على قيادته في الحرب بين إسرائيل وحماس. وجاء في الرسالة: "شكرًا لك على قناعتك الأخلاقية التي لا تتزعزع وقيادتك ودعمك للشعب اليهودي، الذي أرهبته حماس منذ تأسيس المجموعة قبل أكثر من 35 عامًا، وللفلسطينيين، الذين تعرضوا أيضًا للترهيب والقمع والضحية". من قبل حماس على مدى السنوات الـ 17 الماضية التي تحكم فيها الجماعة غزة".
دريك، جينيفر لوبيز، بيلا وجيجي حديد، مايكل ستيب، كيت بلانشيت، زين مالك، فرانك أوشن، راشيل ماك آدامز، أوسكار إسحاق، برادلي كوبر، ديفيد أويلو، بن أفليك، جون كوزاك، كريستين ستيوارت، تشانينج تاتوم، كوينتا برونسون، ساندرا. وقع أوه وجواكين فينيكس، من بين آخرين، كجزء من مجموعة تسمى الفنانون 4 وقف إطلاق النار، على رسالة تحث الرئيس جو بايدن والكونغرس على الدعوة إلى وقف فوري لإطلاق النار في غزة. وجاء في الرسالة: "نحن نؤمن بأن الحياة كلها مقدسة، بغض النظر عن الدين أو العرق، وندين قتل المدنيين الفلسطينيين والإسرائيليين". وقعت الرسالة أيضًا من قبل توم هاردي، ميلا جوفوفيتش، ريتشارد جير، بيتر غابرييل، فيجو مورتنسن، كيرستين دانست، آني لينوكس، أليسا ميلانو، جيم جارموش، بريان كوكس، مايكل مور، أندرو جارفيلد، ألفونسو كوارون، سيلينا غوميز. وجانيل موناي ولوبيتا نيونغو وجينا أورتيغا ومارك روفالو وسينثيا نيكسون ومارك رايلانس.
في نوفمبر 2023، وقع أكثر من 4000 موسيقي، من بينهم زاك دي لا روشا، وتوم موريلو، وبيكيني كيل، وبالب، ولوسي داكوس، وموغواي، وكالي أوتشيس، على رسالة مفتوحة تدعو إلى وقف إطلاق النار في الحرب بين إسرائيل وحماس. وقع على الرسالة أيضًا من قبل سيرج تانكيان، ودنزل كاري، وبريان إينو، وكيد كودي، وأولوف دريجر، وبوني "برينس" بيلي، وكيا، وبينك سيفو، ولوريل هالو، وميكي بلانكو، ولارين.
الآلاف من الفنانين والعاملين في مجال الثقافة، ومن بينهم جيسي دارلينج، وجوانا بيوتروفسكا، ونان غولدين، ومايكل راكويتز، وليلى صنصور وقعوا على عريضة تطالب باستبعاد إسرائيل من بينالي البندقية. وقع 400 شخصية مشهورة، من بينهم الممثلة البريطانية هيلين ميرين، والمغني البريطاني بوي جورج، والموسيقي الأمريكي جين سيمونز، والمنتج الأمريكي سكوتر براون، والممثلتين الأمريكيتين جوليانا مارغوليز وإيمي روسوم، على رسالة تدعم مشاركة إسرائيل في مسابقة يوروفيجن 2024. وقع أكثر من 2400 موسيقي وفنان من فنلندا وأيسلندا والسويد، بما في ذلك كارين دريجر ومجموعة الإسعافات الأولية وإريك سعادة ومالينا إرنمان، على رسالة مفتوحة تدعو إلى استبعاد إسرائيل من مسابقة يوروفيجن 2024.

## المنظمات الدينية

### مسيحي

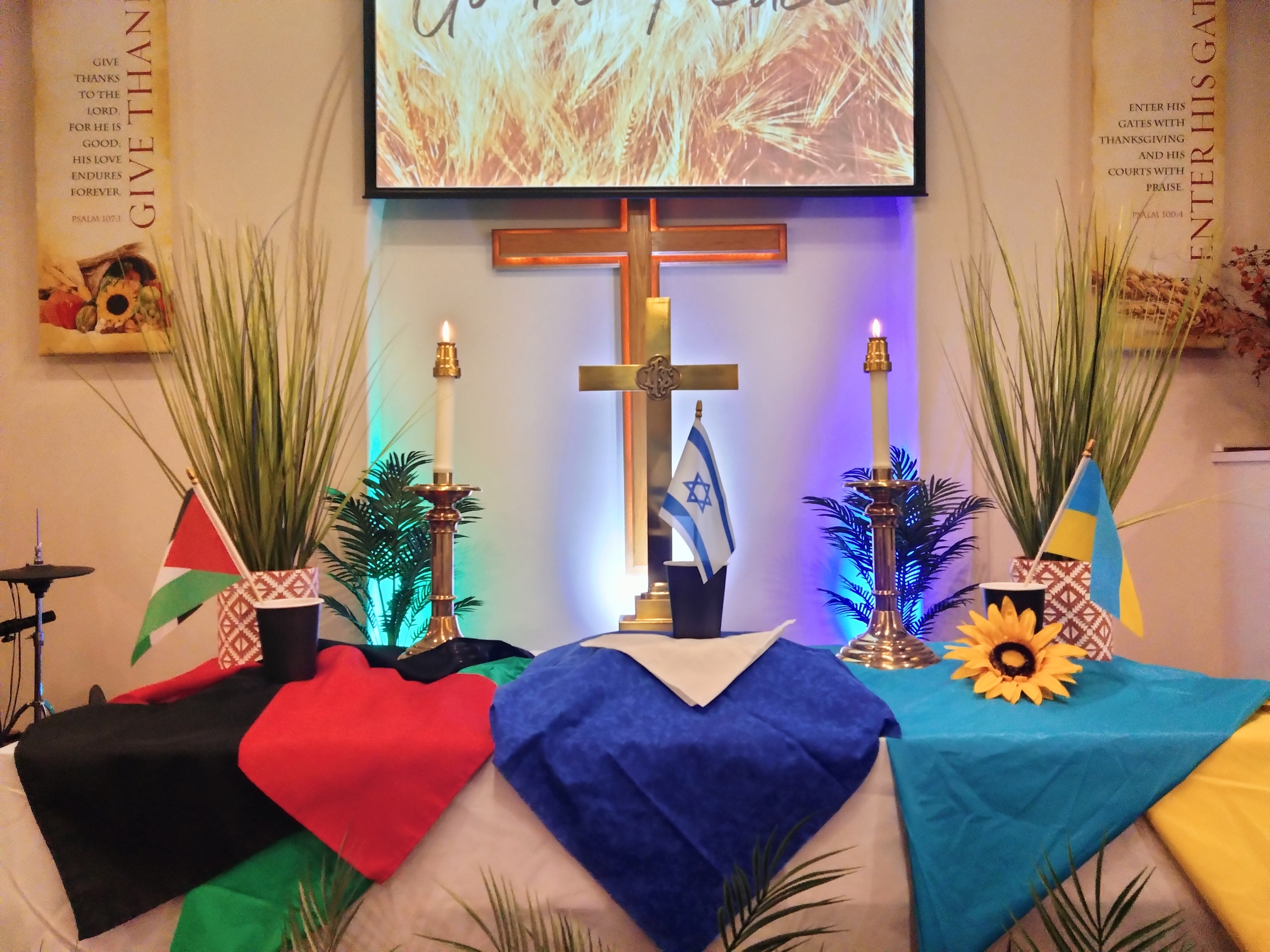
مذبح كنيسة المسيح المتحدة

- ودعا الكرسي الرسولي إلى وقف فوري لإطلاق النار وإطلاق سراح الرهائن الإسرائيليين، وأدان هجمات حماس بينما ذكر أن المسؤولية الجنائية عن الأعمال الإرهابية "لا يمكن أبداً أن تُنسب إلى أمة أو شعب بأكمله". وأعرب عن دعمه للحل القائم على وجود دولتين. مع وضع خاص للقدس.[243]
- مجلس الكنائس العالمي، الذي يمثل غالبية الطوائف المسيحية في العالم، ودعا إلى "وقف فوري لهذا العنف المميت، وأن توقف حماس هجماتها وتطلب من الطرفين تهدئة الوضع".[244]
- أصدر بطريرك القسطنطينية المسكوني الشرقي برثلماوس الأول رسالة جاء فيها "أفكارنا وصلواتنا تتجه بشكل خاص إلى المدنيين. وخاصة مع جميع الأطفال الأبرياء، الذين يستحقون أن يتربوا في "أرض الميعاد" الحقيقية للسلام والازدهار".[245]
- ودعت البطريركية اللاتينية الكاثوليكية في القدس المجتمع الدولي والزعماء الدينيين إلى "بذل كل جهد للمساعدة في تهدئة الوضع واستعادة الهدوء والعمل على ضمان الحقوق الأساسية للناس في المنطقة" ودعمت الحفاظ على " الوضع الراهن" فيما يتعلق بجميع الأماكن المقدسة في الأراضي المقدسة، وخاصة في القدس، فضلا عن "الحاجة الملحة لإيجاد حل دائم وشامل للصراع الفلسطيني الإسرائيلي في هذه الأرض".[246]
- وأعرب الأمين العام للطائفة الأنجليكانية المطران أنطوني بوجو عن ألمه لأهالي المنطقة وصلى من أجل سلامة المدنيين ووقف العنف. كما قدم صلاة لرئيس الكنيسة الأسقفية حسام نعوم في الكنيسة الأسقفية في القدس والشرق الأوسط.[247]
- أعلنت لجنة الحج المسيحية النيجيرية أنها ستعلق رحلات الحج إلى إسرائيل.[248]
- أصدرت الرئاسة الأولى لكنيسة يسوع المسيح لقديسي الأيام الأخيرة بيانًا حول أعمال العنف في الشرق الأوسط قائلة إنها أكدت أن الله "يدعونا جميعًا إلى أن نحب جيراننا مثل أنفسنا، ونصلي من أجل حل سلمي لجميع الصراعات". كما دعا رئيس كنيسة يسوع المسيح لقديسي الأيام الأخيرة راسيل إم. نيلسون أيضًا إلى السلام.[249][250]
- ووصف المجلس الوطني للكنائس في الفلبين الصراع بأنه حرب "غير متوازنة" لصالح إسرائيل. وحث على فحص رد إسرائيل على هجوم حماس بسبب انتهاك القانون الإنساني الدولي ودعا إلى "سلام عادل".[251]
- نيابة عن الكويكرز، دعت جمعية الأصدقاء الدينية للتشاور (بالتعاون مع مكتب كويكر للأمم المتحدة، لجنة الأصدقاء للتشريعات الوطنية، والاجتماع السنوي لبريطانيا، من بين آخرين) إلى "وقف إطلاق النار في إسرائيل وفلسطين" وشددت على العمل من أجل السلام. ويشير هذا الموقف إلى معارضة الكويكرز لـ "الكويكرز" العنف من أي نوع.[252] زعمت لجنة الأصدقاء العالمية أن الكويكرز "متواجدون في منطقة غزة منذ أكثر من 150 عامًا،[252] ويقومون بأعمال تعليمية وسلامية وإنسانية وحقوقية"، بما في ذلك لجنة خدمة الأصدقاء الأمريكية ومدرسة الأصدقاء في رام الله.[252]

### يهودي
- صرح إفرايم ميرفيس، كبير حاخامات المملكة المتحدة والكومنولث، أن "وفاة أي شخص بريء هي مأساة"، وأيد إسرائيل "لبذل كل ما في وسعها لضمان بقاء دولة إسرائيل والشعب اليهودي"، ودعا حماس "تهديد وجودي" [253] كما رفض ميرفيس اتهامات الإبادة الجماعية الموجهة ضد إسرائيل.[254]
- صرح ريكاردو دي سيجني، كبير حاخامات روما، أن "كل من يفعل الشر يجب أن يُهزم، كما حدث مع النازيين عام 1945"، وانتقد رد فعل الكنائس الكاثوليكية وغيرها لكونها "خليط من التصريحات السياسية والدينية التي تركت نحن في حيرة وإهانة ".[255]
- ردًا على رسالة من مفتي سنغافورة نذير الدين محمد ناصر، دعا الحاخام الأكبر مردخاي أبيرجيل إلى التعايش السلمي والتضامن.[256]

### مسلم
- وأصدر الجامع الأزهر الشريف في القاهرة، الذي يعتبر المركز الأول للتعليم الديني للإسلام السني، بيانا قال فيه إنه يقف "بسرعة مع الدعم الكامل لشعب فلسطين الحر، الذي جاء لإحياء نضالنا الذاتي". الثقة، وشريان الحياة، والشعور المفقود منذ زمن طويل بالحياة". كما انتقدت "المعايير المزدوجة" التي يتبعها المجتمع الدولي عندما يتعلق الأمر بالقضية الفلسطينية.[257]
- وحثت المحمدية مجلس الأمن الدولي على "اتخاذ خطوات سياسية ودبلوماسية فورية تشمل الأطراف المعنية، وخاصة إسرائيل وفلسطين، لوقف الحرب وتنفيذ وقف إطلاق النار وإجراء مفاوضات السلام"، مؤكدة موقفها الداعم للقضية الفلسطينية. كما طلبت من الحكومة الاندونيسية أن تكون أكثر نشاطا في حل الصراع الإسرائيلي الفلسطيني.[258]
- ودعت نهضة العلماء إلى "وقف الصراع والعنف على الفور وبكل الجهود" وحثت مجلس الأمن الدولي على عدم استخدام "حق النقض للدفاع عن طرف واحد في هذه المأساة الإنسانية الطويلة الأمد".[258]

## المنظمات الطلابية

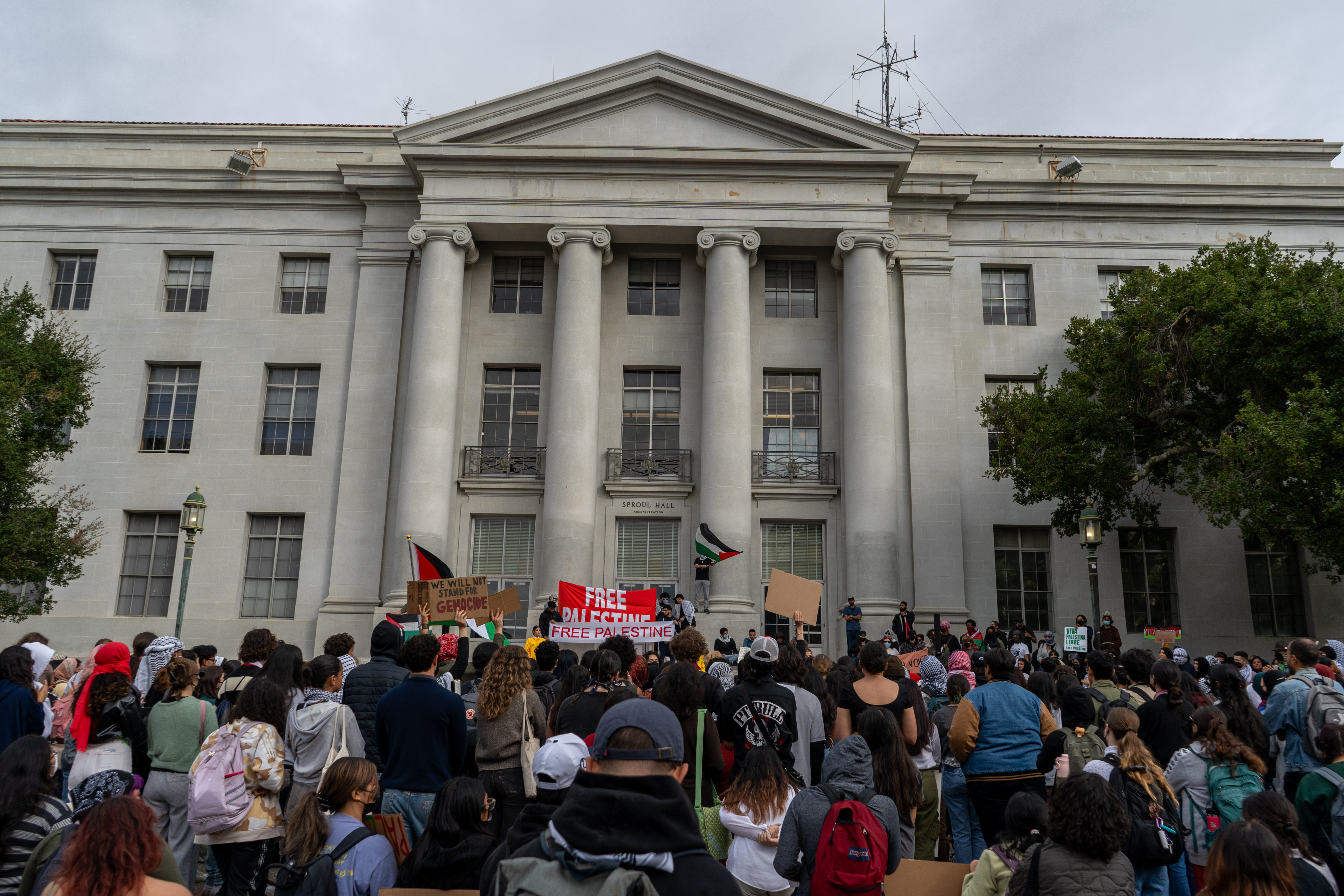
احتجاج مؤيد للفلسطينيين خارج قاعة سبرول في جامعة كاليفورنيا، بيركلي،25 أكتوبر 2023

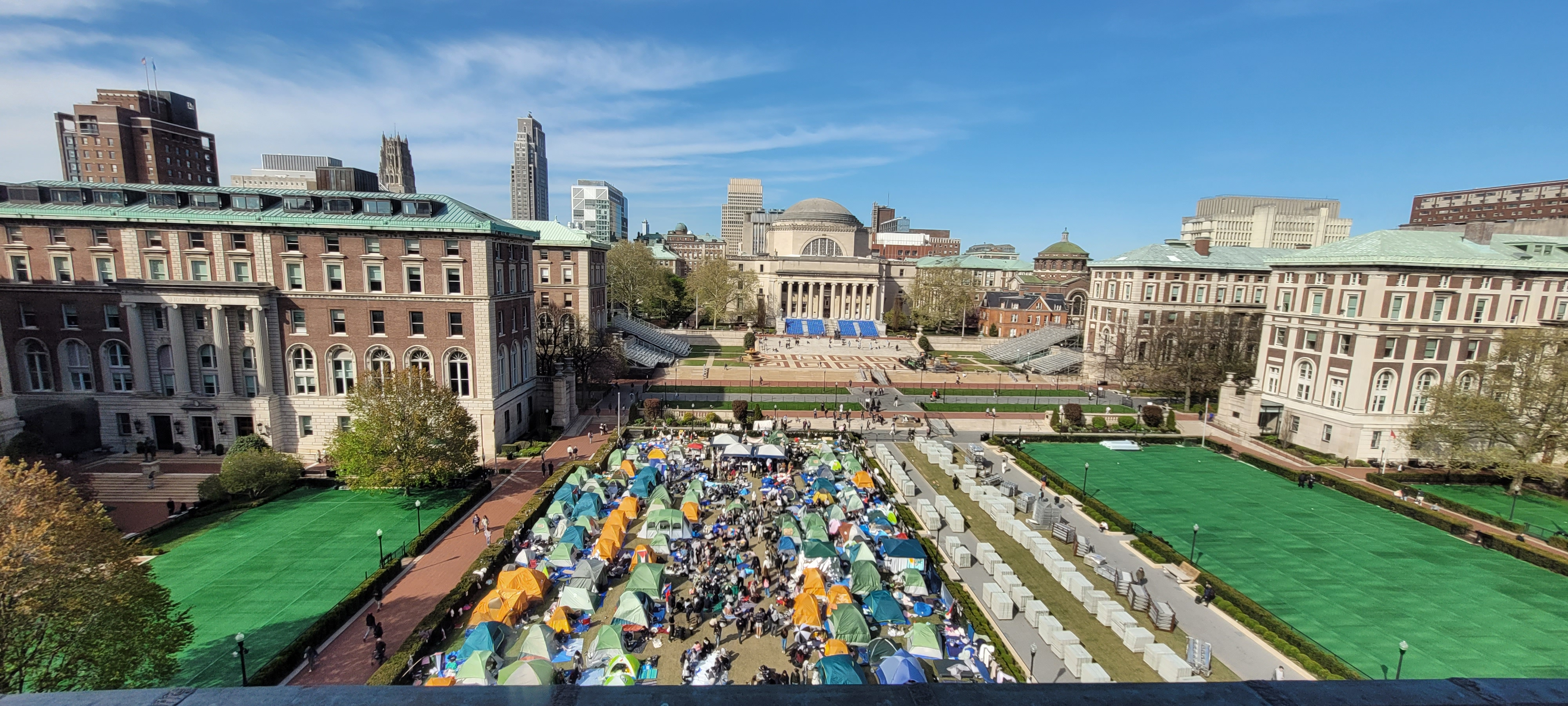
متظاهرون مؤيدون للفلسطينيين يحتلون حرم جامعة كولومبيا في أبريل 2024

- أصدر تحالف مكون من 34 منظمة طلابية من جامعة هارفارد بيانًا ذكر فيه أن الصراع "لم يحدث من فراغ"، وأن " نظام الفصل العنصري الإسرائيلي هو المسؤول الوحيد. لقد شكل العنف الإسرائيلي كل جانب من جوانب الوجود الفلسطيني لمدة 75 عامًا"".[259] توقع على البيان من قبل جماعات الدعم الفلسطينية والمسلمة، بالإضافة إلى منظمات أخرى بما في ذلك منظمة المقاومة الأمريكية الأفريقية ويهود هارفارد من أجل التحرير.[260] لكن العديد من المنظمات مثل منظمة العفو الدولية في جامعة هارفارد، وكلية هارفارد قانون الحلم، وجمعية الطلاب النيباليين بجامعة هارفارد، وجمعية هارفارد الإسلامية، وجامعة هارفارد غونغرو سحبت دعمها للبيان وأدانت المذابح التي ارتكبتها حماس ضد المدنيين.[261]
- وقالت جمعية أكسفورد الفلسطينية في منشور على إنستغرام إن "الهجوم الذي شن من غزة لا يمكن فهمه إلا في سياق الاحتلال العسكري الإسرائيلي المستمر منذ عقود طويلة واستعمار الأراضي الفلسطينية وفرض نظام قمع يلبي التعريف القانوني لـ تمييز عنصري". كما حثوا الطلاب على دعم "الحركة من أجل فلسطين حرة" والانضمام إلى الاحتجاج المقرر في 12 أكتوبر. في المقابل، قالت جمعية أكسفورد الإسرائيلية إنها "تدين بشكل لا لبس فيه" الصراع الأخير و"المذبحة واحتجاز الرهائن التي ارتكبها إرهابيو حماس والجهاد الإسلامي" ودعت جامعة أكسفورد والكليات الأخرى إلى إدانة الهجمات الفلسطينية.[262]
- نظمت جمعية طلبة الإسلامية، أكبر منظمة طلابية في باكستان، مسيرة في جامعة كراتشي لدعم فلسطين حضرها مئات الطلاب في 10 أكتوبر، حيث رفع المتظاهرون العلم الفلسطيني بطول 200 قدم.[263]
- كتب الطلاب في جامعة كورنيل رسائل مرسومة بالطلاء تتعلق بالصراع في حرم جامعة إيثاكا في نيويورك، بما في ذلك "إسرائيل فاشية" و"فلسطين حرة".[264][265] تمت إزالة الشعارات لاحقًا من قبل الجامعة.[266]
- في 12 أكتوبر/تشرين الأول، شهدت مظاهرة احتجاجية في جامعة كولومبيا في مدينة نيويورك حضور متظاهرين مؤيدين للفلسطينيين.[267] منذ نوفمبر 2023، علق فرع الصوت اليهودي من أجل السلام في جامعة كولومبيا. وذكرت الجامعة أن كلاً من فرع الصوت اليهودي من أجل السلام وطلاب من أجل العدالة في فلسطين قد انتهكوا سياسات الجامعة، وانخرطوا في "خطاب التهديد والترهيب"، مما أدى إلى تعليق الأندية.[268][269]
- وأصدرت جامعة الأزهر بيانا دعت فيه "أحرار العالم والمنظمات والمؤسسات الدولية إلى التحرك الفوري لكسر الحصار عن مستشفيات غزة". كما أكدت أن الصمت على جرائم نظام الاحتلال يعتبر وصمة عار على جبين الإنسانية والمجتمع الدولي.[270]

## المنظمات الرياضية
دعت المنظمات الرياضية الفلسطينية والمنظمات الرياضية من الدول العربية إلى فرض عقوبات على إسرائيل ومنع مشاركتها في الألعاب الأولمبية الصيفية 2024 بسبب الحرب بين إسرائيل وحماس. وجاءت دعوات المنظمات بسبب المخاوف بشأن تأثير الحرب على الرياضيين الفلسطينيين والمرافق الرياضية. في نوفمبر 2023، اتهمت روسيا اللجنة الأولمبية الدولية باتباع معايير مزدوجة من خلال عدم فرض عقوبات على إسرائيل بسبب أعمالها العسكرية في غزة واحتلال فلسطين، حيث أن فلسطين عضو أيضًا في اللجنة الأولمبية الدولية. في يناير/كانون الثاني 2024، دعا أكثر من 300 نادي رياضي فلسطيني إلى منع إسرائيل من المشاركة في دورة الألعاب الأولمبية 2024 بعد أن أدت الغارات الجوية الإسرائيلية إلى مقتل مدرب الفريق الأولمبي الفلسطيني لكرة القدم، وإلحاق أضرار بمقر اللجنة الأولمبية الفلسطينية في غزة. في فبراير 2024، أرسل العديد من المشرعين الفرنسيين اليساريين رسالة إلى اللجنة الأولمبية الدولية يقترحون فيها معاقبة الرياضيين الإسرائيليين مع السماح لهم فقط بالمشاركة تحت علامة رياضي فردي محايد. وحذرت اللجنة الأولمبية الدولية الرياضيين من مقاطعة الآخرين أو التمييز بينهم، مشيرة إلى أن الإجراءات الفورية ستتبع أي سلوك تمييزي مثل حالة لاعب الجودو الجزائري فتحي نورين، الذي تلقى حظرًا لمدة عشر سنوات بعد رفضه قتال الإسرائيلي توهار بطبول في عام 2020. وذكرت اللجنة الأولمبية الدولية أيضًا أنه لا ينبغي محاسبة الرياضيين على تصرفات حكوماتهم. وأيضاً، وبسبب استمرار الحرب الإسرائيلية الفلسطينية، طلبت فرنسا من أمريكا المساعدة في تأمين الألعاب الأولمبية.
في مارس 2024، أوضح رئيس اللجنة الأولمبية الدولية توماس باخ أنه لا توجد مشكلة فيما يتعلق بمشاركة إسرائيل في الألعاب الأولمبية الصيفية 2024 وحذر الرياضيين من المقاطعة والتمييز.
في 8 أكتوبر 2023، ألغى الاتحاد الأوروبي لكرة القدم جميع مباريات كرة القدم المقررة في إسرائيل للأسبوعين المقبلين، بما في ذلك التصفيات المؤهلة لبطولة أمم أوروبا 2024 بين إسرائيل وسويسرا في 12 أكتوبر. كما ألغت مباريات تصفيات بطولة أوروبا تحت 21 سنة 2025 بين إسرائيل وإستونيا في 12 أكتوبر وبين إسرائيل وألمانيا في 17 أكتوبر، بالإضافة إلى البطولة المصغرة لبطولة أوروبا تحت 17 سنة 2024 في الفترة من 11 إلى 17 أكتوبر والتي شاركت فيها إسرائيل. بلجيكا وجبل طارق وويلز. أقام الاتحاد الأوروبي لكرة القدم دقيقة صمت لجميع مباريات تصفيات كأس الأمم الأوروبية 2024 في 17 أكتوبر على حد سواء لضحايا الحرب في إسرائيل وكذلك المشجعين السويديين الذين قُتلوا في بروكسل في اليوم السابق. لعبت إسرائيل لاحقًا بقية مبارياتها المؤهلة لبطولة أمم أوروبا 2024 في المجر، بينما لعب مكابي حيفا مباراة في الدوري الأوروبي في قبرص قبل أن يتوجه إلى صربيا إلى جانب مكابي تل أبيب.
كما علقت اليوروليغ لكرة السلة جميع المباريات على أرضها للأندية الإسرائيلية، بما في ذلك هبوعيل تل أبيب بي سي ومكابي بلايتيكا تل أبيب، مع إرسال الفرق لاعبيها إلى قبرص واليونان لاستئناف الموسم هناك. وشهدت جميع مباريات الدوري الأوروبي وكأس أوروبا دقيقة صمت على أرواح ضحايا الهجوم.
أصدرت الرابطة الوطنية لكرة القدم، والرابطة الوطنية لكرة السلة، ودوري البيسبول الرئيسي، ودوري الهوكي الوطني، ودوري كرة القدم الرئيسي، من بين العديد من الدوريات الأخرى في أمريكا الشمالية، بيانات تدين الهجمات الإرهابية على المدنيين الإسرائيليين من قبل حماس بينما تحث على السلام للمدنيين في المنطقة. كما أصدرت العديد من الفرق في الدوريات الخاصة بها بياناتها الخاصة بنفس الرسالة. ومع ذلك، كانت هناك انتقادات لجميع الاتحادات والفرق لعدم إصدار بيانات للمدنيين الفلسطينيين الذين قتلوا أيضًا في الصراع. أقامت جميع فرق اتحاد كرة القدم الأميركي خلال الأسبوع السادس دقيقة صمت على أرواح الضحايا الإسرائيليين والأمريكيين وكذلك المتأثرين بالصراع، بدءًا من مباراة ليلة الخميس بين دنفر برونكو وكانساس سيتي تشيفز. ومع ذلك، خلال مباراة لندن بين بالتيمور رافينز وتينيسي تايتنز، قطعت لحظة الصمت عندما هتف بعض المتفرجين "فلسطين حرة".
وفي المملكة المتحدة، مورست الضغوط على الاتحاد الإنجليزي لكرة القدم والدوري الممتاز لحملهما على إصدار بيانات وتكريم ضحايا الهجمات التي شنتها حماس، حيث أشار البعض إلى أن مآسي وكوارث وحركات اجتماعية أخرى كرمت بسرعة أكبر كثيراً. في نهاية المطاف، قام الاتحاد الإنجليزي لكرة القدم بتكريم الضحيتين الإسرائيليتين والفلسطينيتين في مباراة ودية مع أستراليا ومباراة تصفيات كأس الأمم الأوروبية 2024 مع إيطاليا. ومع ذلك، لم يضيئوا ملعب ويمبلي بألوان العلم الإسرائيلي، ويعتقد أن ذلك يرجع إلى أن أحد منافسي أستراليا في تصفيات كأس العالم 2026 هو فلسطين. كما كرم الدوري الإنجليزي الضحايا بعد فترة التوقف الدولية. كما حظر الاتحاد الإنجليزي استخدام عبارة من النهر إلى البحر على وسائل التواصل الاجتماعي الخاصة بأي لاعب بعد استخدامها من قبل حمزة تشودري.
بناء على طلب من رئيس الاتحاد الفلسطيني لكرة القدم جبريل الرجوب، عرض الاتحاد الجزائري لكرة القدم استضافة "كافة المباريات الرسمية وغير الرسمية" للمنتخب الفلسطيني في إطار استعداداته لتصفيات كأس العالم 2026 و2027. كأس آسيا. كما تعهدت بتحمل جميع التكاليف المرتبطة بذلك. قبل الاتحاد الفلسطيني لكرة القدم في وقت لاحق طلب الجزائر، ولكن بعد أن منع الفيفا والاتحاد الآسيوي الفريق من اللعب في الجزائر، اختاروا الكويت بدلا من ذلك. كما اضطرت لبنان وفلسطين وجارة إسرائيل من الشمال إلى لعب نفس تصفيات كأس العالم 2026 وكأس آسيا 2027 على أرض محايدة بسبب الخوف من امتداد الحرب إلى البلاد.
وفرض الاتحاد الأوروبي لكرة القدم غرامة قدرها 17500 يورو (19000 دولار) على نادي سيلتيك بعد أن رفع المشجعون علم الجبهة الشعبية لتحرير فلسطين خلال مباراة في دوري أبطال أوروبا ضد أتلتيكو مدريد في 25 أكتوبر.
واحتج عدد من الأشخاص أمام مقر اللجنة المنظمة لدورة الألعاب الأولمبية والبارالمبية في باريس في ضاحية سان دوني، ملوحين بالأعلام الفلسطينية ومرددين شعارات تدين "التدخل المؤسسي" لإسرائيل في الألعاب نتيجة الصراع الدائر في غزة. وحث المتظاهرون السلطات الأولمبية على تقييد مشاركة إسرائيل في ألعاب باريس.
وطالب حزب بوديموس اليساري في إسبانيا باستبعاد إسرائيل من الأولمبياد، ودعا الدول إلى مقاطعة المنافسة إذا استمرت إسرائيل في المشاركة. ودعا إيوني بيلارا، الأمين العام لحزب بوديموس ووزير الحقوق الاجتماعية السابق في إسبانيا، إلى إخراج إسرائيل من الألعاب الأولمبية.

### الرياضيين الفرديين
ونشر مدافع بايرن ميونخ والمغرب نصير مزراوي، دعما لفلسطين عبر وسائل التواصل الاجتماعي. ودعا كابتن ليفربول ومصر محمد صلاح إلى السماح بدخول المساعدات الإنسانية إلى غزة ووقف "المذابح" و"ذبح المدنيين الأبرياء". كما تبرع صلاح بمبلغ لم يكشف عنه لدعم الشعب الفلسطيني. ووصف مهاجم الاتحاد الفرنسي كريم بنزيمة قصف غزة بأنه "ظالم". وردا على ذلك، اتهمه وزير الداخلية الفرنسي جيرالد دارمانين بأن له صلات بجماعة الإخوان المسلمين.
قام نادي نيس
بإيقاف مدافعه الجزائري يوسف عطال بعد أن شارك مقطع فيديو على موقع إنستغرام لداعية فلسطيني يدعو إلى العنف ضد الشعب اليهودي. اعتقل لاحقًا من قبل السلطات الفرنسية  وحكمت عليه محكمة فرنسية بالسجن لمدة ثمانية أشهر مع وقف التنفيذ بتهمة التحريض على الكراهية. كما قام النادي ماينتس 05 أيضًا بإيقاف مهاجمه الهولندي أنور الغازي وطرده لاحقًا بعد أن نشر ما وصفه النادي بمنشور "غير مقبول" على وسائل التواصل الاجتماعي حول الحرب.
في أعقاب انفجار المستشفى الأهلي العربي، زُعم أن الجناح الإسرائيلي لفريق توتنهام هوتسبير، مانور سولومون، ألقى باللوم على الفلسطينيين في "قتل شعبهم وإلقاء اللوم على إسرائيل" في منشور على موقع إنستغرام. ونشر مهاجم غرناطة الإسرائيلي شون وايزمان رسائل على وسائل التواصل الاجتماعي لدعم بلاده بعد هجوم حماس. وبعد تلقيه تهديدات ردًا على ذلك، استبعد من مباراة الدوري الإسباني ضد أوساسونا في 20 أكتوبر بسبب مشاكل أمنية.
وقال لاعب كرة السلة الأمريكي المسلم أنيس كانتر إن هجوم حماس كان عملا إرهابيا "همجيا" ولا يعكس التعاليم الإسلامية. في 12 نوفمبر، قال إن المتظاهرين المناهضين لإسرائيل في الحرم الجامعي تعرضوا "لغسيل أدمغة" وحث الناس على عدم الحصول على معلوماتهم من تيك توك.
تعرض السباح المصري عبد الرحمن سامح والسباح الأولمبي التونسي أحمد حفناوي لانتقادات وتعرضا لتهديدات بالقتل بسبب دعمهما لفلسطين على وسائل التواصل الاجتماعي، حيث قال السباح الأمريكي إيلي كوهين للحفناوي إنه يطلب من الناس “التبرع للإرهاب” بعد أن نشر الأخير صورة رابط لجمع التبرعات الإنسانية لضحايا الحرب. وبالمثل، كتب رئيس اتحاد السباحة الإسرائيلي ميكي هاليكا إلى الهيئة الدولية الحاكمة لهذه الرياضة "وورلد أكواتكس" يحثها على "اتخاذ إجراءات ضد السباحين الذين يدعمون الإرهاب". نشر بطل الفنون القتالية المختلطة حبيب نورمحمدوف على موقع إنستغرام أن إسرائيل متورطة في “إبادة جماعية” في غزة.
نجم الدوري الاميركي للمحترفين ليبرون جيمس، المالك المشارك لشركة إكس أف أل دواين جونسون، لاعبي اتحاد كرة القدم الأميركي السابقين جوليان إيدلمان وتوم برادي، ولاعب الدوري الاميركي للمحترفين السابق أماري ستودماير جميعهم نشروا منشورات تدعم السلام في إسرائيل. ارتدى لاعب بالتيمور أوريولز الإسرائيلي الأمريكي دين كريمر نجمة داود خلال مباراة فاصلة ضد فريق تكساس رينجرز، كما فعل هيوستن أستروس شورتستوب أليكس بريجمان.
إوقف الجناح اليميني الإسرائيلي ساغيف يحزقيل من أنطاليا سبور واحتجزته السلطات التركية لاحقًا بعد أن أظهر معصمه المضمد خلال مباراة ضد طرابزون سبور مع رسالة "100 يوم،7/10" لدعم الرهائن في غزة في 14 يناير 2024، وهو الأمر الذي أعلنته تركيا. وزعم وزير العدل يلماز تونش أن هذا "عمل قبيح يدعم المذبحة التي ارتكبتها إسرائيل في غزة". وأنهى باشاك شهير عقده مع اللاعب الإسرائيلي إيدن كارزيف بعد أن أعاد نشر رسالة على مواقع التواصل الاجتماعي مع هاشتاج “BringThemHomeNow”، في إشارة إلى الرهائن الذين تحتجزهم حركة حماس.

## المنظمات الأخرى
في 16 فبراير 2024، أعلن تحالف من عدة نقابات أمريكية دعوة لوقف إطلاق النار. تدعي النقابات أنها تمثل حوالي تسعة ملايين معلم وممرض وعامل سيارات وعامل طيران وغيرهم.

### مسابقة الأغنية الأوروبية 2024
أدت الأزمة الإنسانية المستمرة الناجمة عن العمليات الانتقامية الإسرائيلية في قطاع غزة منذ أكتوبر 2023، إلى تزايد الدعوات التي تطالب اتحاد البث الأوروبي (EBU) باستبعاد إسرائيل من المشاركة في مسابقة الأغنية الأوروبية 2024، فيما يحث نشطاء حقوق الإنسان الدول الأخرى على المقاطعة الحدث. وعلى الرغم من ذلك، ظهرت إسرائيل في نهاية المطاف على قائمة المشاركين التي أصدرها اتحاد الإذاعة الأوروبي في 5 ديسمبر 2023. وقال اتحاد البث الأوروبي في بيان: "إنها مسابقة للمذيعين - وليس الحكومات - وقد شاركت هيئة الإذاعة العامة الإسرائيلية في المسابقة لمدة 50 عامًا. وتظل مسابقة الأغنية الأوروبية حدثًا غير سياسي يوحد الجماهير في جميع أنحاء العالم من خلال الموسيقى".
وطلبت الرابطة الأيسلندية للملحنين والمؤلفين الغنائيين (FTT)، التي تمثل الفنانين في أيسلندا، لأعضائها في بيان عدم المشاركة في مسابقة الأغنية الأوروبية 2024 ما لم تتم إزالة إسرائيل من المنافسة، على نفس الأسس التي كانت عليها روسيا في النسخة الأخيرة. المنافسة، بسبب سلوك إسرائيل في الحرب بين إسرائيل وحماس. كما حثت الرابطة الأيسلندية للملحنين والمؤلفين الغنائيين هيئة الإذاعة الوطنية الأيسلندية (RÚV) على الانسحاب من المنافسة ما لم تُحرم إسرائيل من المشاركة على نفس الأسباب التي كانت عليها روسيا بسبب غزوها لأوكرانيا.

### بيان موظفي الخدمة المدنية عبر الأطلسي بشأن غزة
بيان الموظفين المدنيين عبر الأطلسي بشأن غزة هو خطاب عام موقع من قبل أكثر من 800 مسؤول يعملون حاليًا في الولايات المتحدة وأوروبا وينص على أن سياسات حكوماتهم خلال الحرب بين إسرائيل وغزة يمكن أن ترقى إلى مستوى "الانتهاكات الجسيمة للقانون الدولي". الموقعون هم موظفون حكوميون من الولايات المتحدة والاتحاد الأوروبي و11 دولة أوروبية بما في ذلك فرنسا وألمانيا والمملكة المتحدة. ولم يتم الإعلان عن هويات الموقعين خوفا من التداعيات.

## زيارات زعماء العالم
لقد ذهب العديد من رؤساء الدول والحكومات إلى إسرائيل ورام الله ومصر لإجراء مشاورات.

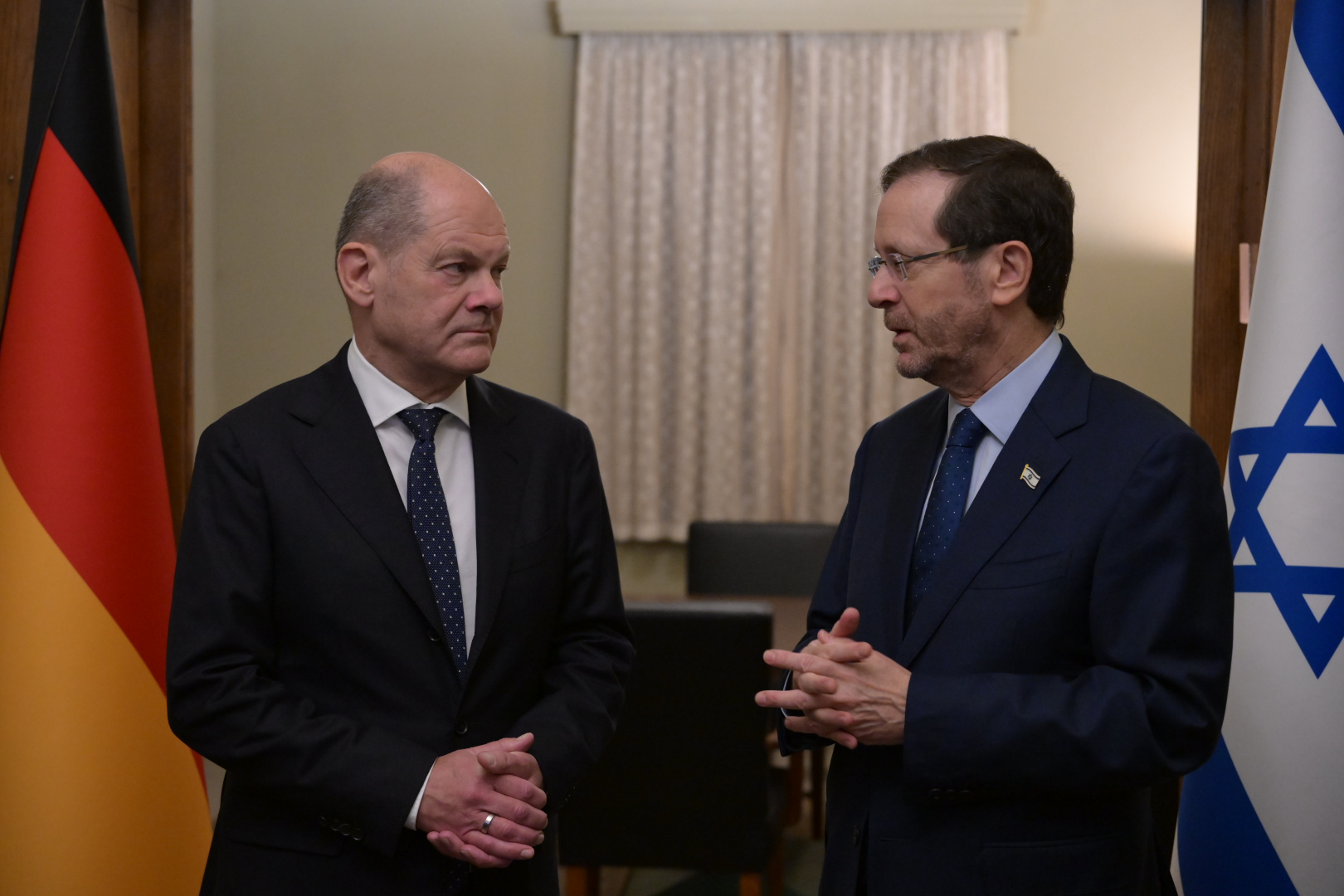
أولاف شولتس ويسحق هرتسوغ، 17 أكتوبر 2023
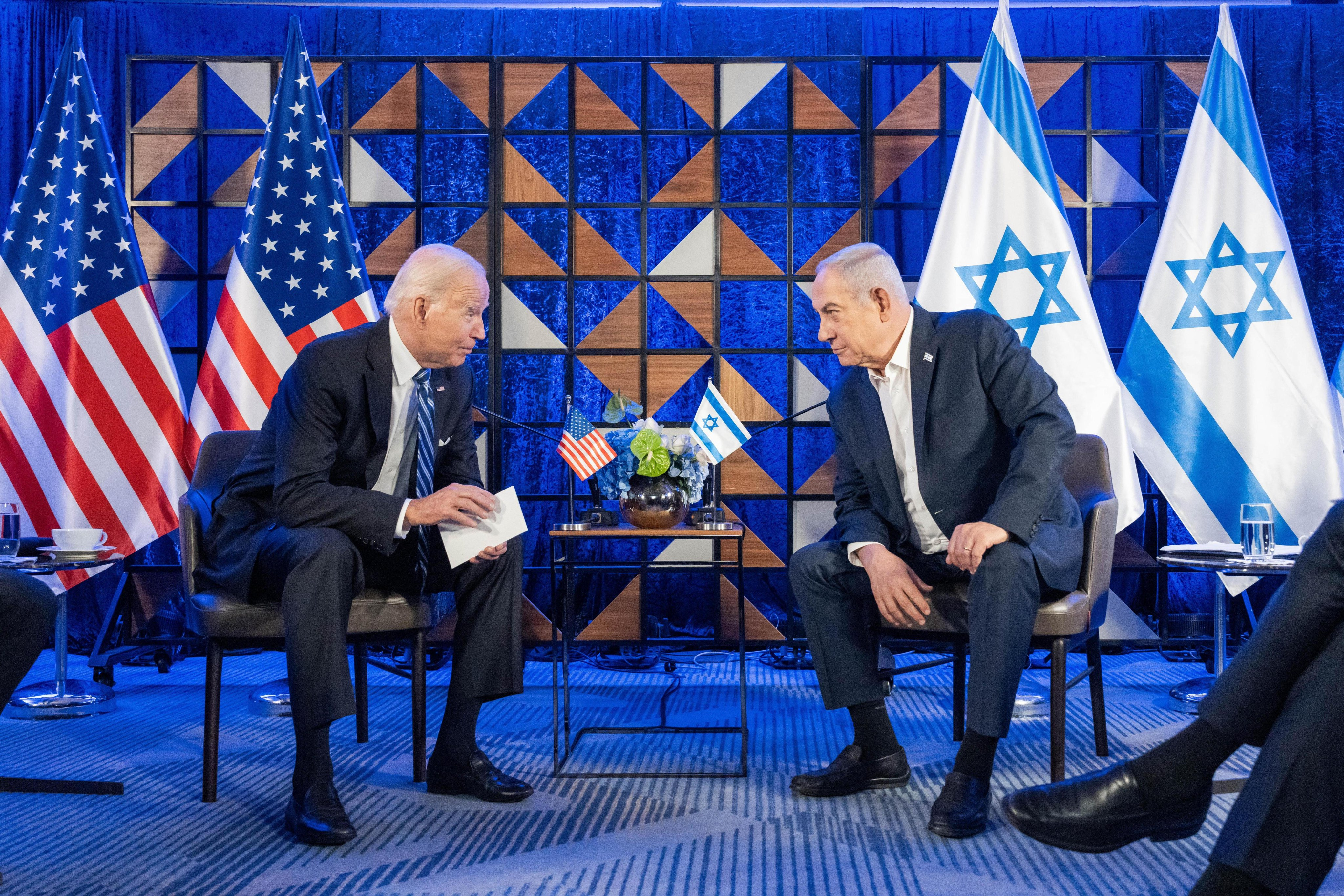
جو بايدن وبنيامين، 18 أكتوبر 2023
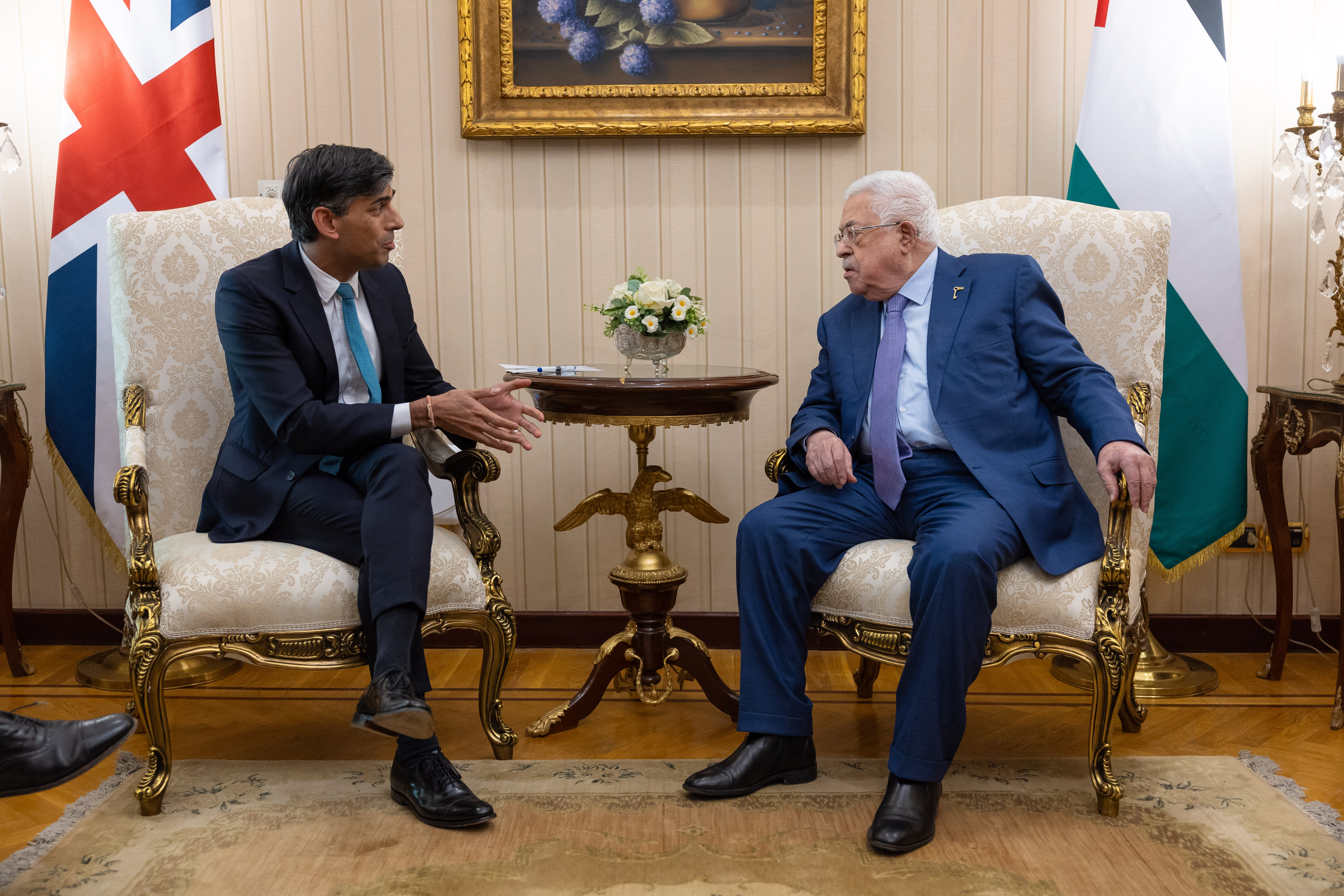
ريشي سناك ومحمودعباس،20 أكتوبر 2023
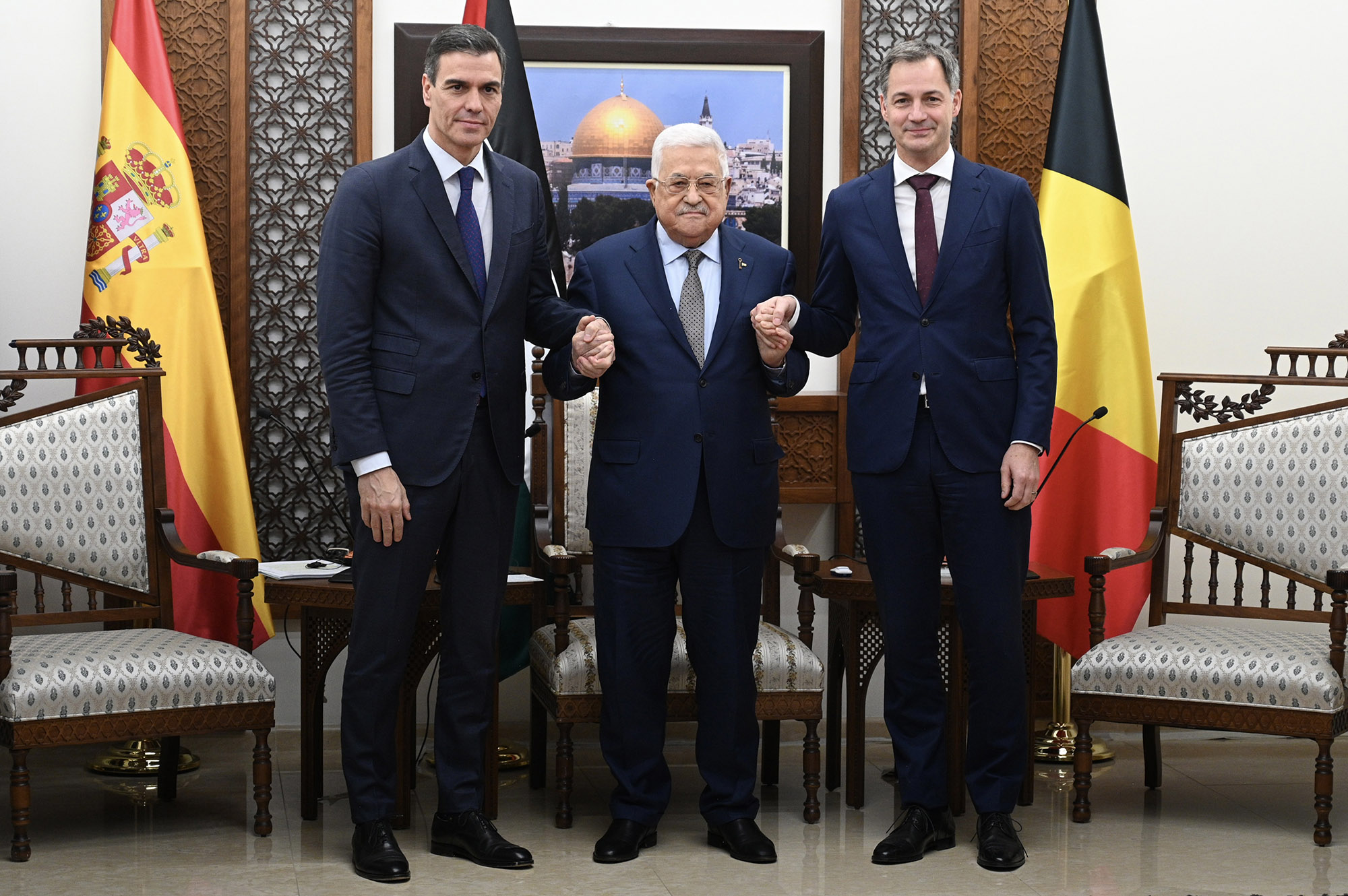
بيدرو سانشيز، محمود عباس، وألكسندر دي كرو،23 نوفمبر 2023

وصلت رئيسة المفوضية الأوروبية أورسولا فون دير لاين ورئيسة البرلمان الأوروبي روبرتا ميتسولا إلى إسرائيل في 13 أكتوبر.
في 17 أكتوبر، زار المستشار الألماني أولاف شولتز إسرائيل للتعبير عن تضامنه معها. ولدى مغادرته مطار بن غوريون، نقل إلى ملجأ بعد انطلاق إنذار صاروخي.
في 18 تشرين الأول/أكتوبر، وصل الرئيس الأمريكي جو بايدن إلى إسرائيل، واستقبله في مطار بن غوريون الرئيس الإسرائيلي إسحاق هرتسوغ ورئيس الوزراء بنيامين نتنياهو. وقال في مؤتمر صحفي إن إسرائيل لم ترتكب قصف المستشفى الأهلي في غزة وألقى باللوم على ما أسماه "الفريق الآخر" في الهجوم. وفي أعقاب الهجوم، ألغت الحكومة الأردنية قمة كان يستضيفها الملك عبد الله الثاني في عمان، وكان من المقرر أن يحضرها بايدن والرئيس الفلسطيني محمود عباس والرئيس المصري عبد الفتاح السيسي.
وصل رئيس الوزراء البريطاني ريشي سوناك إلى إسرائيل في 19 أكتوبر، للقاء نتنياهو وتقديم تعازيه للمدنيين الذين قتلوا في الهجمات الأولية. في 21 أكتوبر 2023، زار رئيس الوزراء الإيطالي جيورجيا ميلوني إسرائيل للتعبير عن تضامنه مع البلاد. وصل الرئيس الفرنسي إيمانويل ماكرون إلى إسرائيل في 24 أكتوبر. وصل رئيس الوزراء التشيكي بيتر فيالا إلى إسرائيل في 25 تشرين الأول/أكتوبر. خلال زيارة رئيس الوزراء الإسباني بيدرو سانشيز ورئيس الوزراء البلجيكي ألكسندر دي كرو، طُلب من نتنياهو احترام القانون الدولي، وأعلن سانشيز أن إسبانيا مستعدة للاعتراف بدولة فلسطين. وأدى ذلك إلى رد فعل قاس من وزير الخارجية الإسرائيلي إيلي كوهين، الذي اتهم فيما بعد رئيسي الوزراء "بدعم الإرهاب" في إسرائيل.
في 6 فبراير 2024، أصبح الرئيس الأرجنتيني خافيير مايلي أول رئيس لأمريكا اللاتينية يزور إسرائيل منذ بداية الحرب، حيث أدان هجمات حماس وأكد موقفه المتمثل في نقل سفارة الأرجنتين إلى القدس.

## المظاهرات
وخرجت مظاهرات في العديد من دول الشرق الأوسط، مثل اليمن، والأردن، لبنان، الكويت، تركيا، قطر، البحرين، سوريا، مصر، العراق وإيران تضامناً مع المجموعات الفلسطينية. ووردت تقارير تفيد بأن العديد من الإيرانيين تجنبوا هذه المظاهرات وأدانوا الهجمات عبر الإنترنت. كما أقيمت مسيرات مؤيدة للفلسطينيين في أستراليا، إسبانيا، جنوب أفريقيا، باكستان، ليبيا، تونس، المغرب، بنغلاديش، الهند، سريلانكا، صربيا، اليونان، تشيلي، بلجيكا، إيطاليا، الفلبين، كوريا الجنوبية، أيرلندا، البوسنة والهرسك، بوليفيا، السويد والدنمارك.

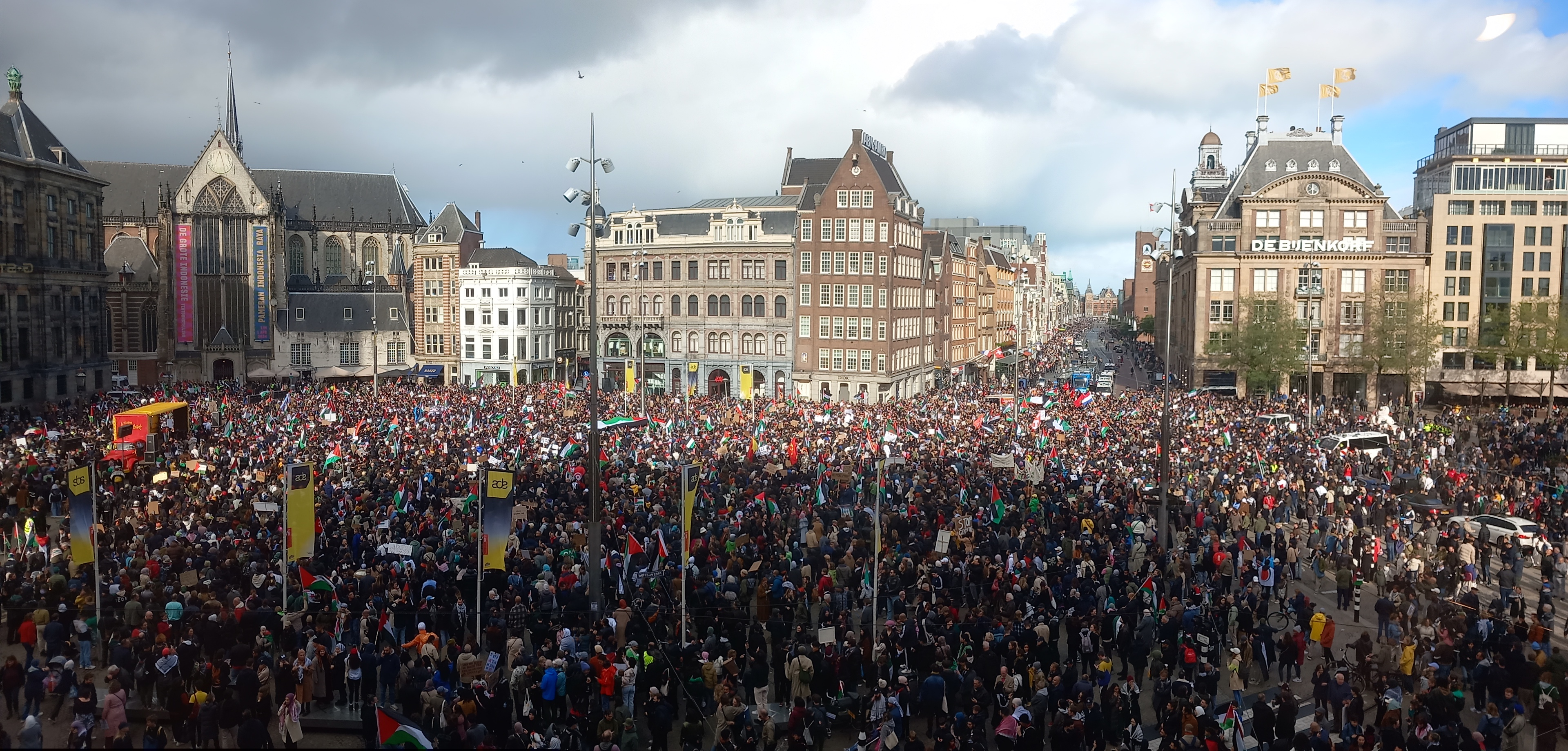
مظاهرات مناهضة للحرب في أمستردام في 15 أكتوبر
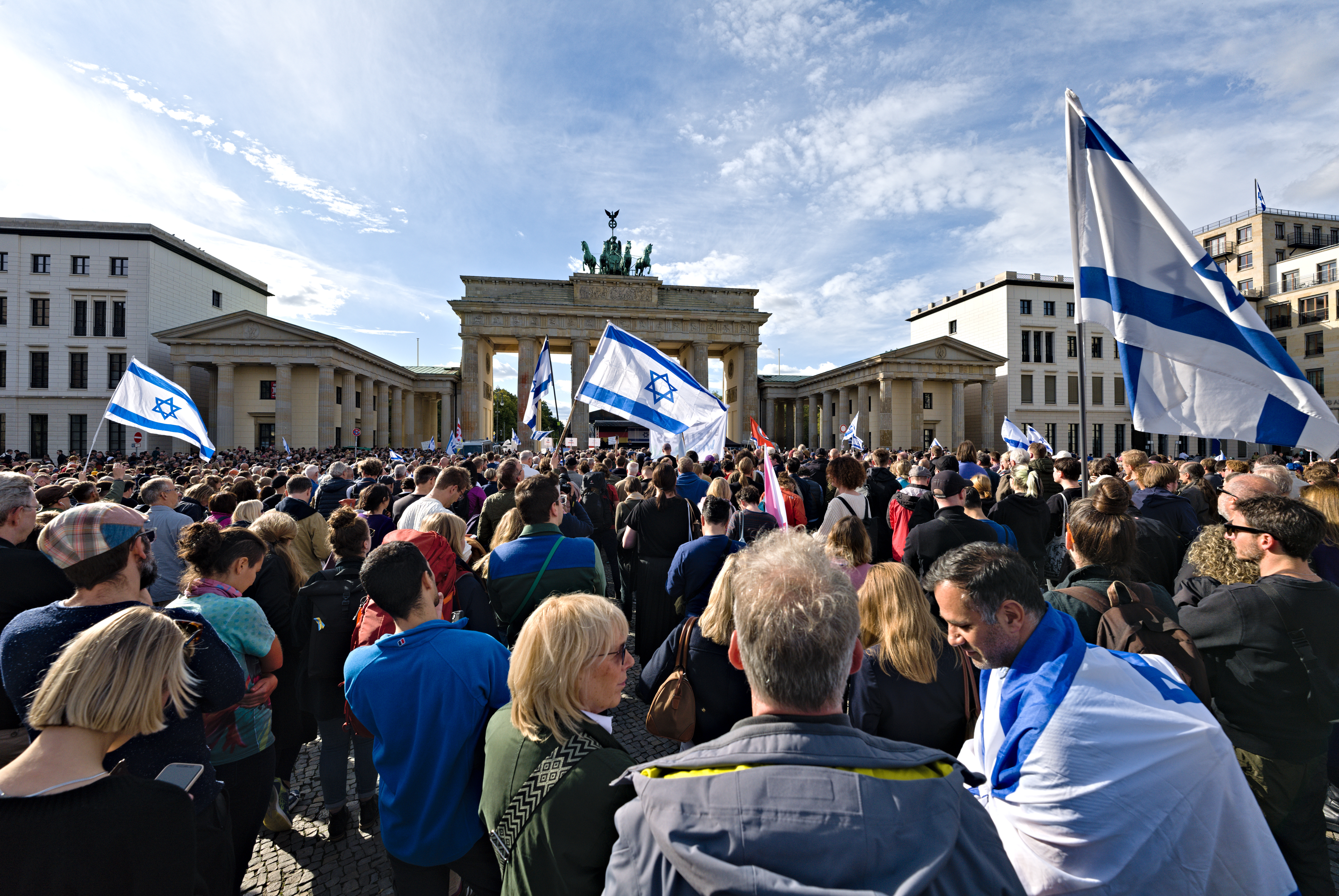
مظاهرة مؤيدة لإسرائيل فيبرلين في 8 أكتوبر
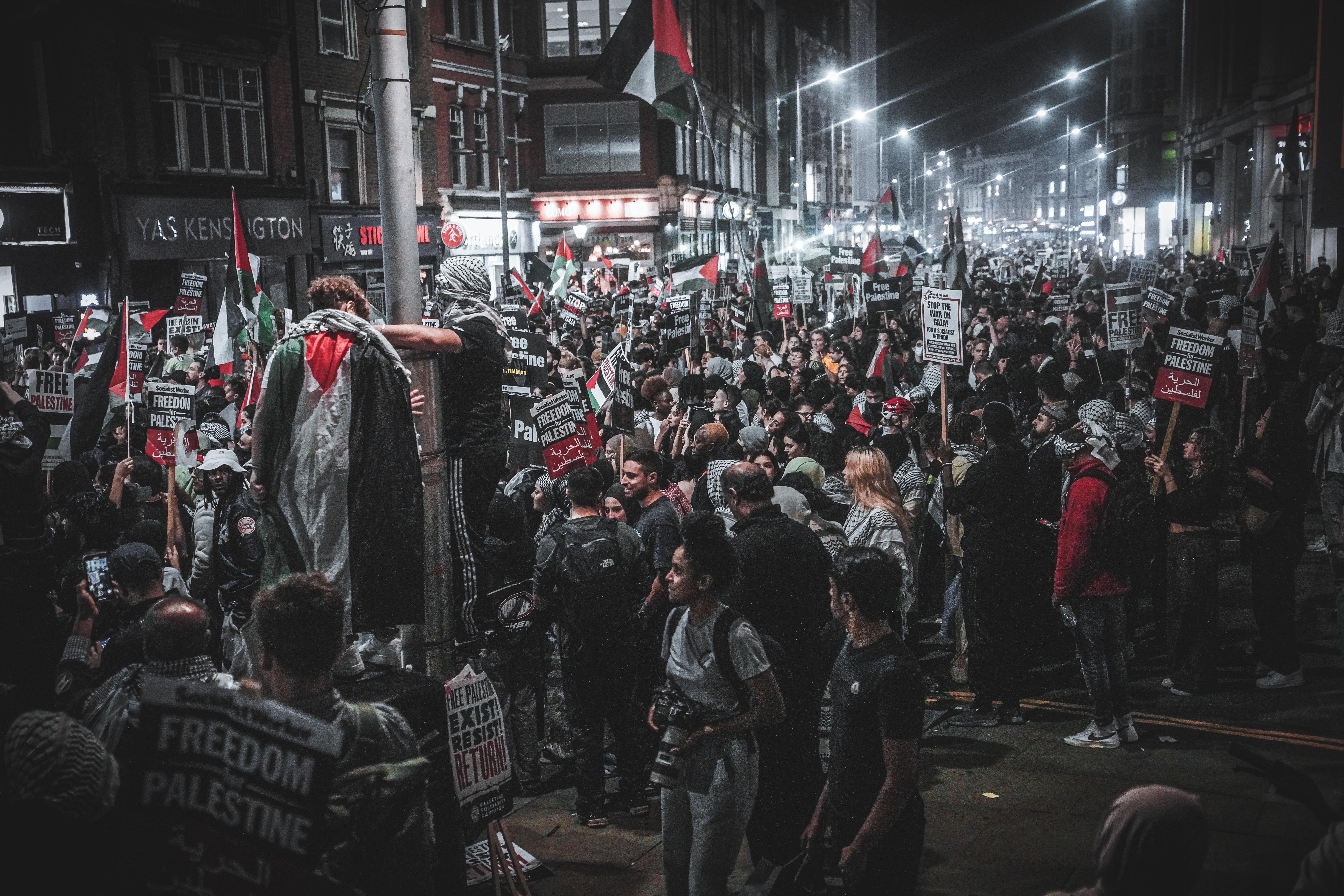
مظاهرة مؤيدة للفلسطينيين فيلندن في 9 أكتوبر
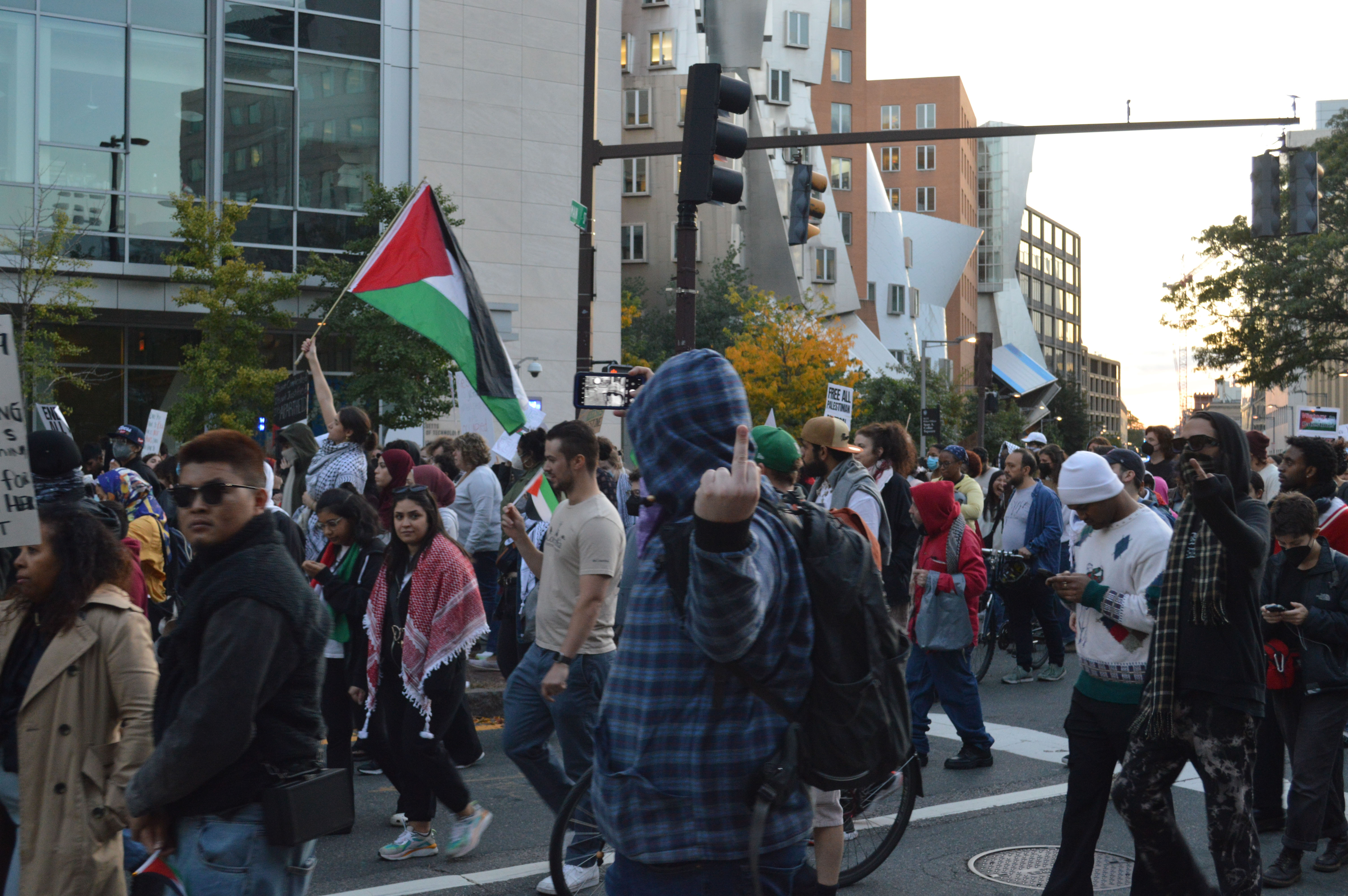
مظاهرة مؤيدة لفلسطين في كامبريدج، ماساتشوستس، في 10 أكتوبر
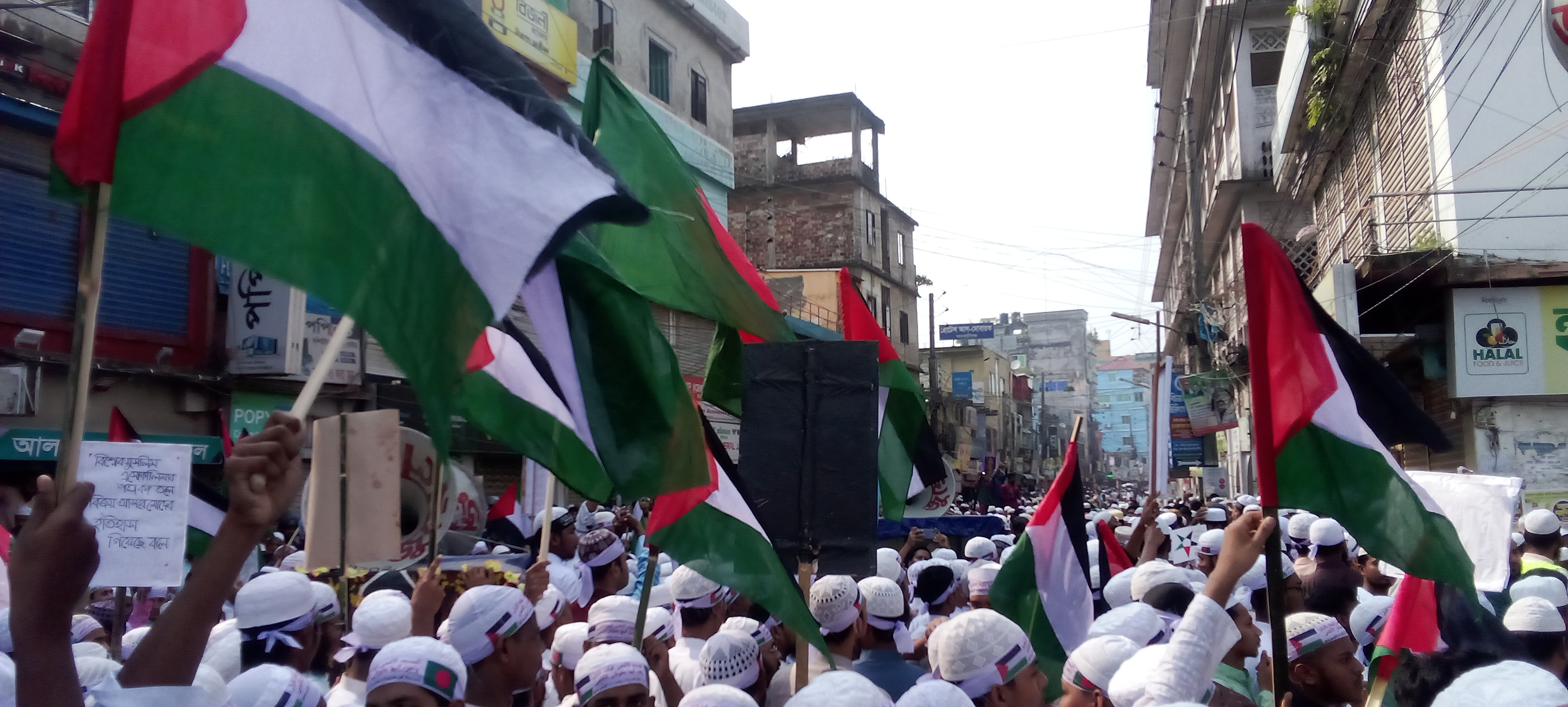
مظاهرة مؤيدة للفلسطينيين في بنغلاديش في 13 أكتوبر
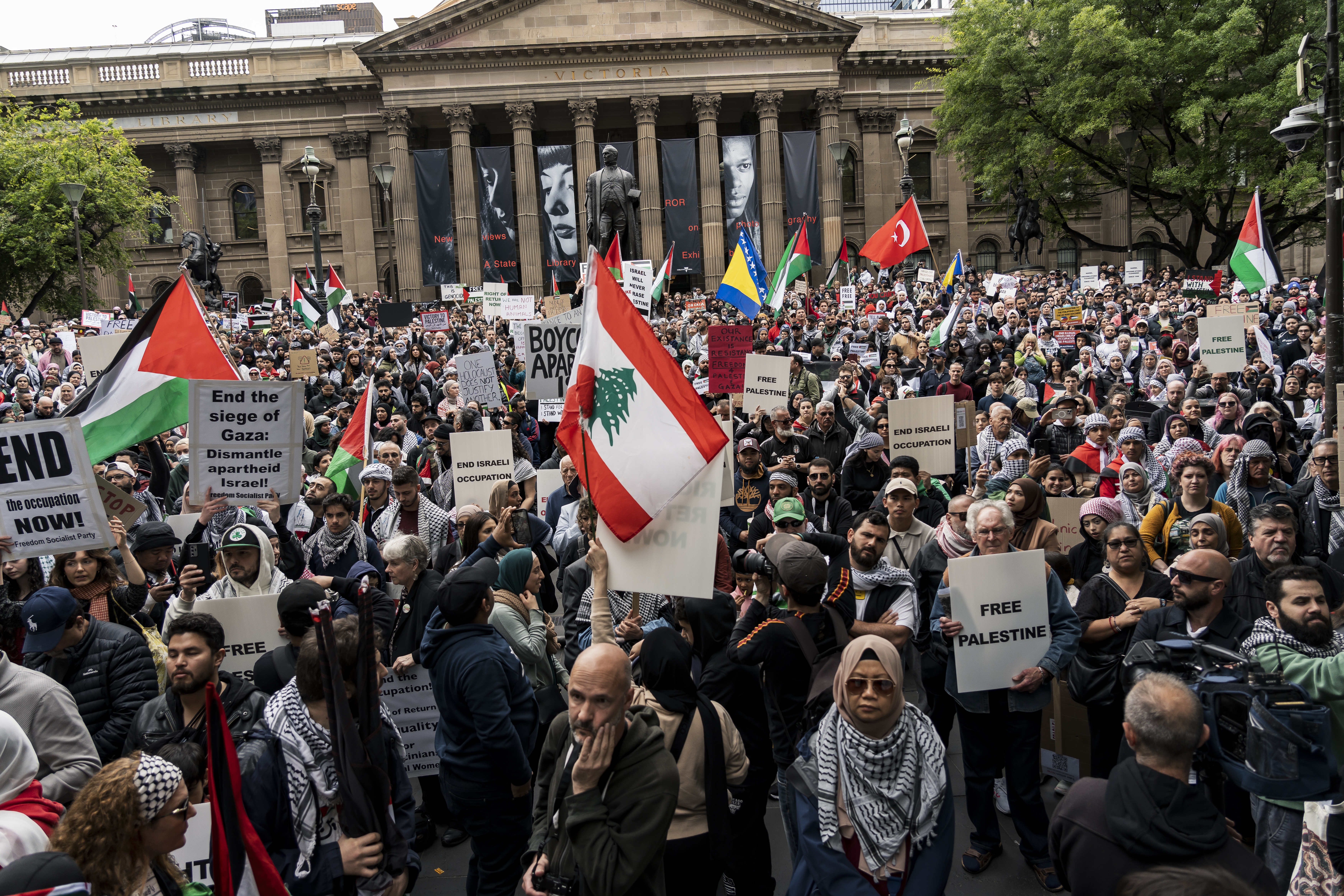
مظاهرة مؤيدة لفلسطين فيملبورن في 14 أكتوبر
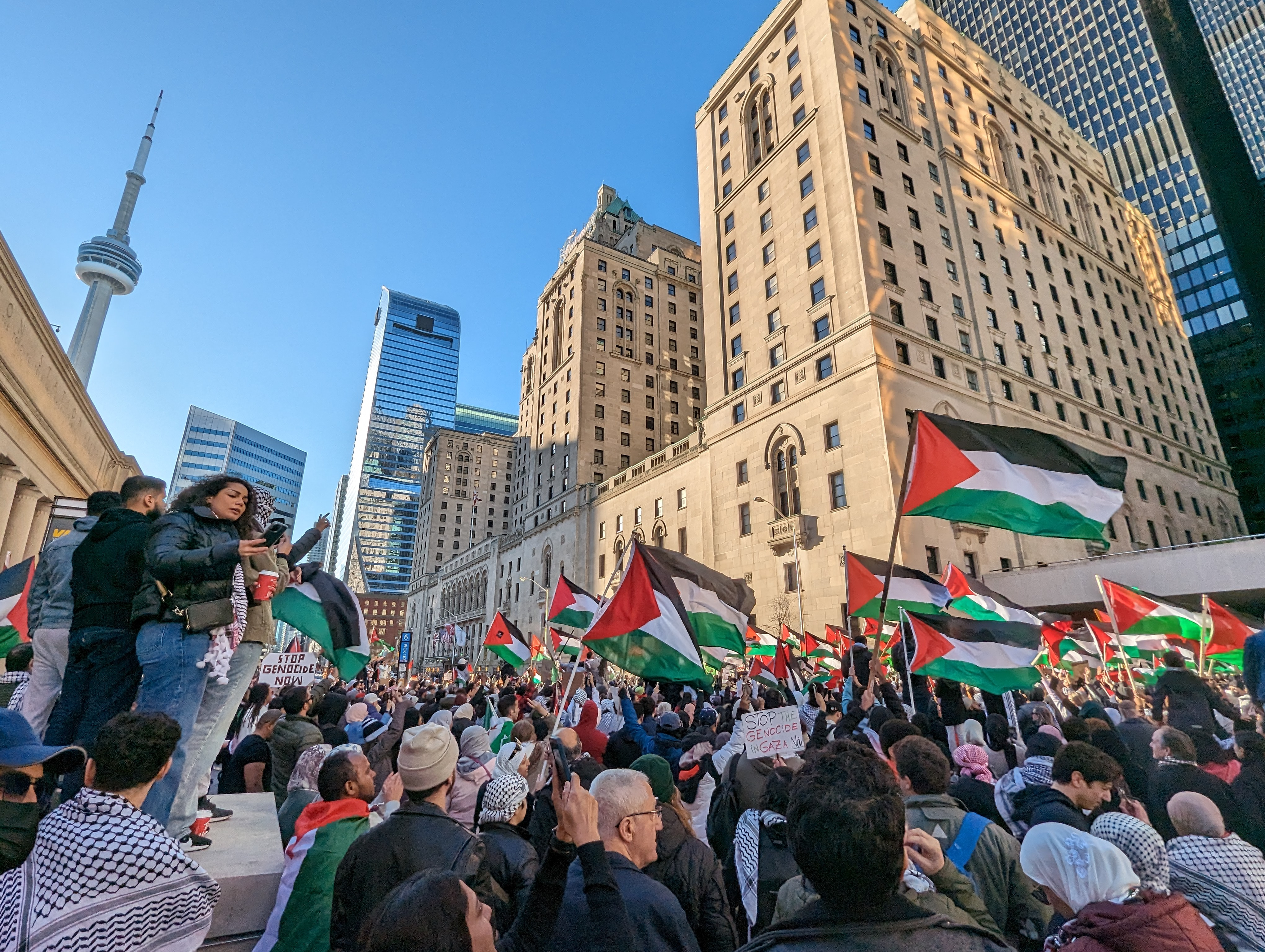
مظاهرة مؤيدة لفلسطين في تورنتوفي 28 أكتوبر

ونظمت مسيرات لدعم كل من إسرائيل وفلسطين في جميع أنحاء كندا  والولايات المتحدة.
وفي 9 أكتوبر/تشرين الأول، قال الرئيس الألماني فرانك فالتر شتاينماير إنه لن يتسامح مع الاحتفالات العامة بهجمات حماس. وطالب حزب الخضر الألماني بفرض قيود على المنظمات التي تدعم حماس علناً. وطالب الاتحاد الديمقراطي المسيحي الليبرالي المحافظ في ألمانيا أولئك الذين يدعمون حماس بسحب جنسيتهم الألمانية. وطالب المجلس المركزي لليهود في ألمانيا والسفير الإسرائيلي باتخاذ الإجراءات اللازمة. أعلن المستشار أولاف شولتس عن خطط لحظر جماعة صامدون المؤيدة للفلسطينيين بعد أن صورت وهي توزع الحلويات في برلين للاحتفال بهجوم حماس في 7 أكتوبر. وحظرت الشرطة بعد ذلك المظاهرات المؤيدة لفلسطين في برلين، بينما اعتقلت الشرطة الفرنسية عشرة أشخاص في مسيرات في ليل وفي ساحة الجمهورية بباريس بعد أن أصدرت الحكومة حظرا مماثلا. ودعت منظمة العفو الدولية الدول الأوروبية إلى حماية الحق في الاحتجاج، قائلة إن العديد من الدول "تقيد بشكل غير قانوني الحق في الاحتجاج".
وفي المملكة المتحدة، حث وزير الخارجية جيمس كليفرلي أنصار فلسطين على البقاء في منازلهم، قائلًا إن احتجاجاتهم تثير قلق المجتمع اليهودي. واستناداً إلى القوانين التي تحظر الدعم الصريح للمنظمات المحظورة، اعتقلت السلطات امرأة في برايتون لإلقائها خطاباً مؤيداً لحماس في مظاهرة. واجتذبت إحدى المسيرات في لندن ما يقدر بنحو 100 ألف متظاهر لدعم الفلسطينيين. وسار 60 ألف شخص في وقت لاحق في لندن للاحتجاج على تصاعد معاداة السامية بسبب الحرب. وفي اجتماع حاشد في أكتوبر/تشرين الأول في دبلن بأيرلندا، أعرب وزير العدل السابق آلان شاتر عن دعمه لإسرائيل وأدان " الرايخ الثالث في شوارع دبلن".
إضئ العديد من المعالم، مثل دار أوبرا سيدني، وبوابة براندنبورغ، والبيت الأبيض، وبرج إيفل، بألوان العلم الإسرائيلي.

## مقاطعة الشركات الغربية

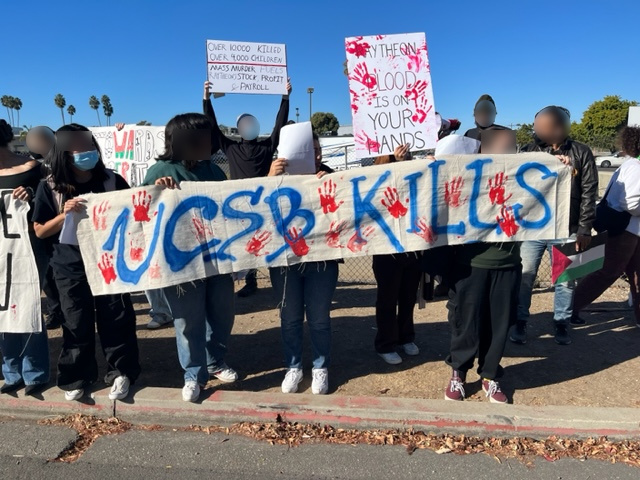
احتجاج خارج مكتب رايثيون في جوليتا، كاليفورنيا،9 نوفمبر

وقاطع الناس في بعض الدول الإسلامية الشركات الغربية، وخاصة الأمريكية مثل ستاربكس وماكدونالدز وكوكا كولا، مما يعكس الغضب من دعم الحكومات الغربية لإسرائيل.
أقنع الناشطون في ديري بأيرلندا الشمالية أونيلز بإزالة منتجات بوما بسبب رعاية العلامة التجارية الرياضية للاتحاد الإسرائيلي لكرة القدم. استهدف ستاربكس في كيلي، غرب يوركشير، حيث حطم المتظاهرون نوافذ المتجر، بعد قرار الشركة بمقاضاة نقابة عمال ستاربوك المتحدة بعد أن نشرت المنظمة العمالية على وسائل التواصل الاجتماعي دعمًا لفلسطين.
اتخذ إجراء مباشر في مصانع الأسلحة في الولايات المتحدة والمملكة المتحدة التي زودت إسرائيل بالأسلحة، مثل شركة لوكهيد مارتن، جنرال دايناميكس، تكسترون، بوينغ، رايثيون تكنولوجيز ونورثروب جرومان. على سبيل المثال، في 10 تشرين الثاني (نوفمبر) 2023، أغلق النقابيون في روتشستر، كينت، مداخل مصنع شركة بي أيه إي سيستمز، قائلين إن المنشأة تصنع مكونات طائرات عسكرية تستخدم لقصف غزة؛  وفي 16 تشرين الثاني/نوفمبر، احتلت منظمة العمل الفلسطيني مصنع ليوناردو في ساوثامبتون، وأوقفت الإنتاج. منعت زيم (شركة شحن) من دخول الموانئ في ماليزيا.
ودعا الطلاب المتظاهرون جامعة كولومبيا إلى سحب استثماراتها المالية من أي شركة لها علاقات تجارية مع الحكومة الإسرائيلية، بما في ذلك مايكروسوفت وجوجل وأمازون. ودعا خريجو جامعة نيويورك من أجل فلسطين جامعة نيويورك إلى "إنهاء جميع عقود البائعين مع الشركات التي تلعب أدوارًا نشطة في الاحتلال العسكري في فلسطين والإبادة الجماعية المستمرة في غزة، وهي سيسكو ولوكهيد مارتن وكاتربيلر وجنرال إلكتريك ".

## عمليات نقل الأسلحة

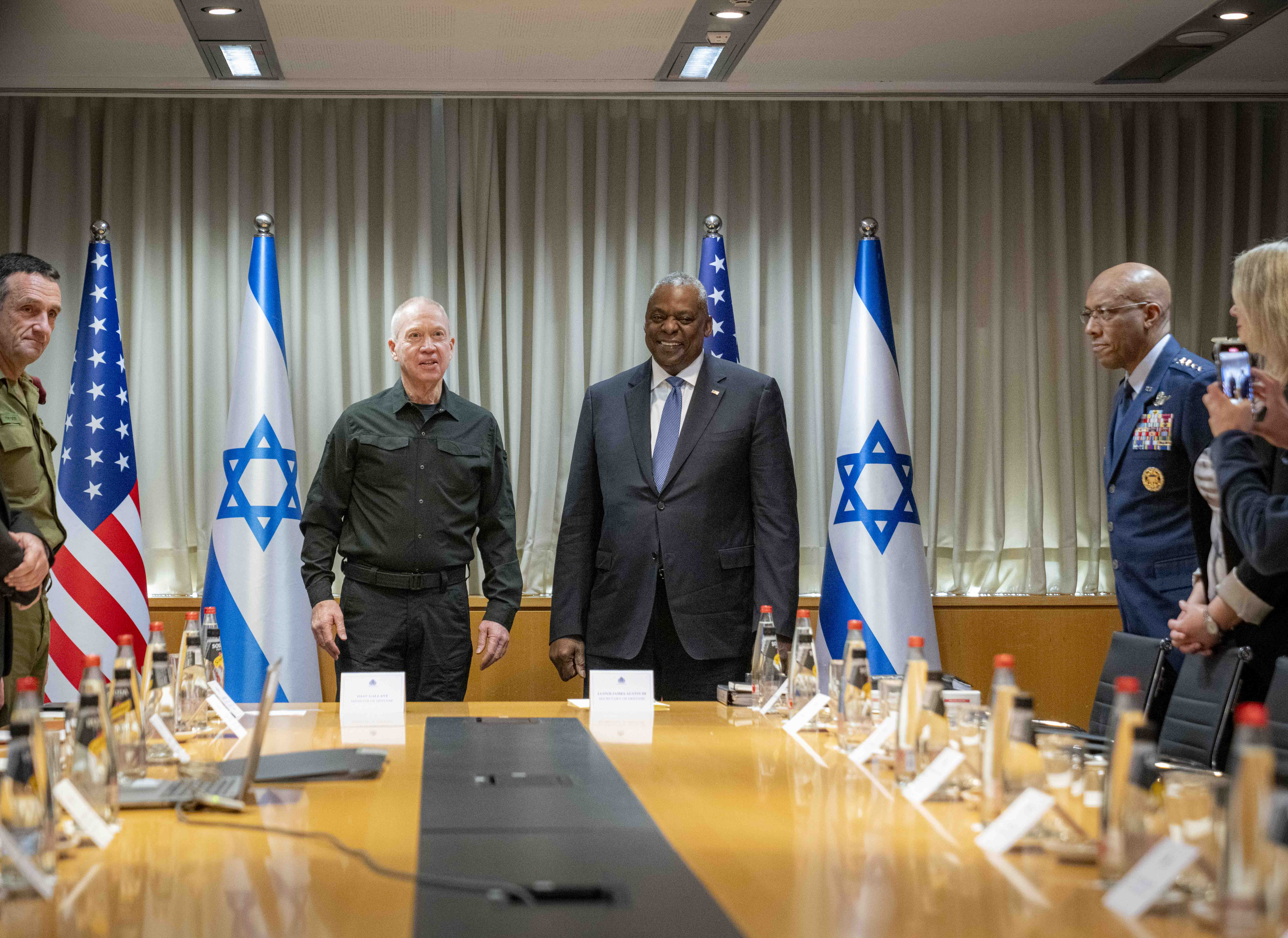
وزير الدفاع الأمريكي لويد أوستن، ووزير الدفاع الإسرائيلي يوآف جالانت، ورئيس هيئة الأركان الأمريكية المشتركة تشارلز كيو براون جونيور، ورئيس الأركان العامة الإسرائيلي هرتسي هاليفي في تل أبيب، إسرائيل،18 ديسمبر 2023

دعا الرئيس بايدن الكونجرس إلى تمرير 14.3 مليار دولار من المساعدات العسكرية الطارئة لإسرائيل. وتتلقى إسرائيل بالفعل 3.8 مليار دولار سنويا كمساعدات عسكرية. وأثارت إدارة بايدن جدلا بعد تجاوز الكونجرس في مناسبات متعددة للسماح بمبيعات الأسلحة للجيش الإسرائيلي.
في ديسمبر 2023، ذكر تقرير لصحيفة وول ستريت جورنال أن شحنات الأسلحة الأمريكية إلى إسرائيل منذ بداية الحرب شملت 15 ألف قنبلة و57 ألف قذيفة مدفعية 155 ملم، معظمها محمولة على طائرات شحن عسكرية من طراز سي-17. أرسلت الولايات المتحدة أيضًا أكثر من 5000 قنبلة غير موجهة من طراز مارك 84، وأكثر من 5400 قنبلة من طراز مارك 84، وحوالي 1000 قنبلة ذات قطر صغير من طراز GBU-39، وحوالي 3000 ذخائر الهجوم المباشر المشترك. وقالت أيضًا إن بعض الهجمات الإسرائيلية الأكثر دموية على قطاع غزة شملت استخدام قنابل كبيرة أمريكية الصنع، مثل تلك التي دمرت مجمعًا سكنيًا في مخيم جباليا للاجئين وقتلت أكثر من مائة شخص.
كما قامت المملكة المتحدة وألمانيا وفرنسا وكندا وأستراليا وإسبانيا وهولندا وإيطاليا بتزويد إسرائيل بالأسلحة. في 29 فبراير 2024، رفض البرلمان الأوروبي بأغلبية ساحقة حظر الأسلحة المفروض على إسرائيل. وفي مايو 2024، دعت مجموعة مكونة من 300 موظف حكومي أسترالي الحكومة إلى وقف عمليات نقل الأسلحة إلى إسرائيل.

## إجلاء الرعايا الأجانب

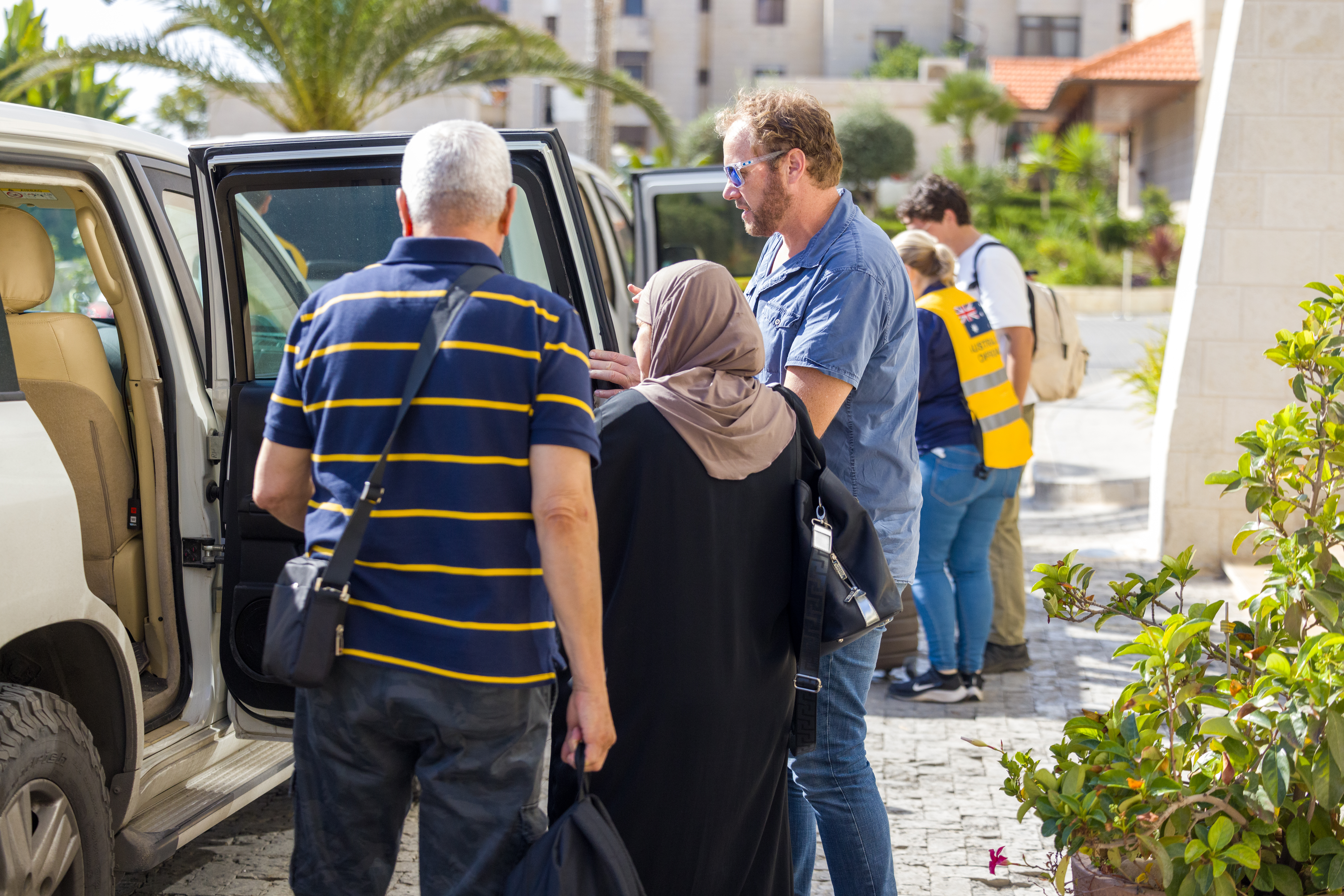
عمليات المغادرة بمساعدة أستراليا من الضفة الغربية في أكتوبر/تشرين الأول 2023

في 8 أكتوبر، أعلنت الحكومة البرازيلية عن عملية إنقاذ لمواطنين برازيليين باستخدام طائرة إيرباص إيه 330 تابعة للقوات الجوية البرازيلية، برفقة أطباء وعلماء نفس. ووضعت رئيسة الوزراء التايلاندية سريثا تافيسين، القوات الجوية الملكية التايلاندية على أهبة الاستعداد لإجلاء مواطنيها إذا لزم الأمر. أعلن وزير الدفاع البولندي ماريوس بوشاكزاك أنه سيتم نشر طائرتي نقل من طراز لوكهيد سي-130 هيركوليز لإجلاء 200 من مواطنيه من إسرائيل.
قامت المجر بإجلاء 215 من مواطنيها من إسرائيل باستخدام طائرتين في 9 أكتوبر، بينما قامت رومانيا بإجلاء 245 من مواطنيها، بما في ذلك مجموعتي حج، على طائرتين من طراز تاروم وطائرتين خاصتين في نفس اليوم. كما أعلنت أستراليا عن رحلات العودة إلى الوطن. فر 300 حاج نيجيري في إسرائيل إلى الأردن قبل نقلهم جواً إلى وطنهم.
في 12 تشرين الأول/أكتوبر، نظمت المملكة المتحدة رحلات جوية لمواطنيها في إسرائيل؛ غادرت الطائرة الأولى مطار بن غوريون في ذلك اليوم. وكانت الحكومة قد قالت من قبل إنها لن تقوم بإجلاء رعاياها بسبب توفر الرحلات الجوية التجارية. ومع ذلك، كانت الرحلات تجارية.
كما رتبت نيبال رحلة طيران للخطوط الجوية النيبالية لإعادة 253 من مواطنيها إلى وطنهم.
بحلول 16 أكتوبر، قامت نيوزيلندا بإجلاء 55 من مواطنيها من خلال رحلات الرحمة التي نظمتها وزارة الخارجية والتجارة والاتحاد للطيران. نقل الأشخاص الذين إجلوا جواً إلى أبو ظبي، حيث كان من المتوقع أن يقوموا بإجراء ترتيبات سفرهم إلى وطنهم. وبقي 70 نيوزيلنديًا في الخلف،50 منهم في إسرائيل و20 في الأراضي الفلسطينية. وقالت وزارة الخارجية إن الخيارات التجارية متاحة لهم.
أطلقت الهند عملية أجاي لإعادة الأشخاص، معظمهم من المواطنين الهنود في إسرائيل. إعيد 1,192 شخصًا إلى وطنهم حتى 17 أكتوبر.

## استطلاع الرأي
وفي بريطانيا، أظهر استطلاع أجرته مؤسسة يوجوف في 19 أكتوبر/تشرين الأول أن 76% من المشاركين يؤيدون وقف إطلاق النار في الحرب بين إسرائيل وحماس. أظهر استطلاع أجرته مؤسسة إبسوس في الفترة من 20 إلى 23 أكتوبر أن 37% من المشاركين البريطانيين يريدون أن تكون حكومة المملكة المتحدة وسيطًا محايدًا في الصراع، و16% يريدون أن تبقى بريطانيا خارج الصراع على الإطلاق، و13% سيؤيدون إسرائيل.12% يؤيدون فلسطين. وفقًا لاستطلاع أجرته مؤسسة يوجوف في الفترة من 7 إلى 8 نوفمبر 2023، من المرجح أن يتعاطف كبار السن والمحافظون مع الإسرائيليين، بينما من المرجح أن يتعاطف الشباب وناخبو حزب العمل مع الفلسطينيين.
في نوفمبر 2023، وافق 59% من الكنديين على دعم البلاد لإسرائيل في الحرب بين إسرائيل وحماس، بينما عارضه 18%.
وبحسب استطلاع أجراه معهد فورسا نيابة عن صحيفة دي فيلت في ديسمبر 2023، وافق 45% من المشاركين في ألمانيا و43% اختلفوا مع عبارة: "العمل العسكري الإسرائيلي في قطاع غزة مناسب تمامًا". في أعقاب هجوم حماس على إسرائيل مباشرة، قال 44% من الألمان أن ألمانيا لديها "التزام خاص تجاه إسرائيل". وفي ديسمبر 2023، انخفض هذا الرقم إلى 37%.
أظهر استطلاع أجرته خدمة أخبار البلطيق في نوفمبر أن 38.1% من المشاركين في ليتوانيا يؤيدون الإجراءات الإسرائيلية في غزة، و30.4% لا يؤيدون و31.5% ليس لديهم رأي. وكان ناخبو اتحاد الوطن-الديمقراطيون المسيحيون الليتوانيون (58.8%)، واتحاد الديمقراطيين "من أجل ليتوانيا"، وحركة الليبراليين وحزب الحرية هم الأكثر تأييدًا للإجراءات الإسرائيلية، بينما كان ناخبو حزب المناطق الليتوانية واتحاد الشعب والعدالة الأقل تأييدًا. محاباة.
وفقًا للاستطلاع الذي أجراه معهد واشنطن لسياسة الشرق الأدنى في الفترة ما بين 14 نوفمبر و6 ديسمبر 2023، يعتقد 96% من المشاركين في المملكة العربية السعودية أن الدول العربية يجب أن تقطع علاقاتها مع إسرائيل، و95% من السعوديين لا يعتقدون أن حماس قتلت مدنيين في غزة. هجماتها على إسرائيل، وأعرب 40% من السعوديين عن وجهة نظر إيجابية تجاه حماس.
ووفقا لاستطلاع أجرته صحيفة "بليك" في الفترة من 10 إلى 15 نوفمبر، يعتقد 72% من المشاركين السويسريين أن لإسرائيل الحق في الدفاع عن نفسها والرد عسكريا في غزة، بينما شعر 67% أنه يتعين على سويسرا تعليق المساعدات المالية مؤقتا للأراضي الفلسطينية المحتلة. وفي الوقت نفسه، قال 58% إن موافقة سويسرا على قرار الأمم المتحدة بوقف إطلاق النار كانت "عادلة" أو "عادلة تماماً".
استطلاع أجرته 24 أكتوبر/تشرين الأول في تايوان كان 35.1% من المستطلعين يتعاطفون مع إسرائيل، و14.8% يتعاطفون مع فلسطين، و9.8% لا يتعاطفون مع أي منهما، و33.6% ليس لديهم أي رأي.
في تركيا، أظهر استطلاع للرأي أجرته مؤسسة متروبول ونشر في 25 أكتوبر أن 34.5% من المستطلعين يريدون أن تظل الحكومة محايدة، و26.4% يريدون أن تقوم الحكومة بالوساطة، و18% يريدون أن تعبر عن التضامن مع الفلسطينيين بينما تنأى بنفسها عن حماس، و11.3% يريدون أن تعرب الحكومة عن تضامنها مع الفلسطينيين. للوقوف مع حماس.
وجد استطلاع أجراه مركز ليفادا في الفترة من 19 إلى 25 أكتوبر 2023 أن 66% من المشاركين الروس عبروا عن موقف محايد تجاه الصراع، و21% يتعاطفون مع الفلسطينيين، و6% يتعاطفون مع إسرائيل. ألقى 45% من المشاركين باللوم في تصعيد الصراع على الولايات المتحدة وحلف شمال الأطلسي (وهو الرأي الذي روجت له وسائل الإعلام الروسية التي تسيطر عليها الدولة والرئيس فلاديمير بوتين )، في حين ألقى 12% باللوم على إسرائيل و8% على حماس.
أظهر استطلاع أجراه معهد كييف الدولي لعلم الاجتماع في الفترة من 29 نوفمبر إلى 9 ديسمبر 2023 أن 69% من المشاركين الأوكرانيين يتعاطفون مع إسرائيل مقارنة بـ 1% فقط يتعاطفون مع فلسطين.
أظهر استطلاع ماريست الذي نشر في 15 تشرين الثاني/نوفمبر أن 38% من الأميركيين يعتقدون أن إسرائيل قد ذهبت "بعيداً جداً" في ردها على هجوم حماس. ووجدت أيضًا أن المشاركين الأمريكيين كانوا أكثر ميلًا للتعاطف مع الإسرائيليين (61%) مقارنة بالفلسطينيين (30%).
كشفت دراسة كوينيبياك التي أجريت بعد الحرب أن 76% من الناخبين الأمريكيين يعتقدون أن دعم إسرائيل يصب في المصلحة الوطنية للولايات المتحدة، ووافق 64% منهم على إرسال أسلحة ومعدات عسكرية إلى إسرائيل. وكان هذا الدعم أكثر وضوحًا بين الفئات العمرية الأكبر، حيث رفض 51% ممن تقل أعمارهم عن 35 عامًا هذا الإجراء. وفقًا لاستطلاع مشترك أجرته الإذاعة الوطنية العامة/بي بي اس اخبار الساعة/ماريست، فإن 48% فقط من جيل الألفية وأعضاء الجيل Z يعتقدون أن الولايات المتحدة يجب أن تدعم إسرائيل علنًا، مقارنة بـ 83% من جيل طفرة المواليد و86% من الجيل الصامت والأعظم. وانخفض استطلاع غالوب لرأي الديمقراطيين في أداء الرئيس جو بايدن بنسبة 11% خلال أكتوبر 2023، وهو ما يُعزى إلى قيام بايدن بتنفير بعض أعضاء حزبه من خلال عرضه السريع والحاسم لدعم إسرائيل. وفي تشرين الثاني/نوفمبر 2023، أعرب 31% من المشاركين في استطلاع أجري في الولايات المتحدة عن تأييدهم لتزويد إسرائيل بالأسلحة، فيما عبر 43% عن معارضتهم لهذه الفكرة. وظل باقي المستجيبين غير متأكدين من موقفهم. والجدير بالذكر أن الجمهوريين أبدوا أعلى مستوى من التأييد لإرسال أسلحة إلى إسرائيل، في حين عارض ذلك ما يقرب من نصف الديمقراطيين.
في نوفمبر 2023، وجد استطلاع أجرته مؤسسة غالوب أن 50% من المشاركين في الولايات المتحدة يؤيدون تصرفات إسرائيل في غزة، بينما يعارضها 45%. أعرب 61% من الأمريكيين البيض الذين شملهم الاستطلاع عن دعمهم لإسرائيل بينما فعل ذلك 30% فقط من الأشخاص الملونين.
وفي ديسمبر 2023، وجد استطلاع أجرته صحيفة نيويورك تايمز وكلية سيينا أن 44% من الأمريكيين يعتقدون أن إسرائيل يجب أن "توقف حملتها العسكرية"، حتى على حساب الرهائن، بينما يعتقد 39% عكس ذلك. ويعتقد 48% أن إسرائيل "لا تتخذ الاحتياطات الكافية لتجنب وقوع إصابات بين المدنيين"، بينما يعتقد 30% أن إسرائيل تفعل ما يكفي.
وفقًا للاستطلاع الذي أجراه استطلاع هاريس هارفارد في 17-18 يناير 2024، قال 67% من المشاركين الأمريكيين إن وقف إطلاق النار في غزة يجب أن يحدث فقط بعد إطلاق سراح جميع الرهائن الإسرائيليين وإزاحة حماس من السلطة.
في استطلاع للرأي أجرته ذي إيكونوميست / يوجوف صدر في 24 يناير 2024، وافق 35% من البالغين الأمريكيين على أن الحملة العسكرية الإسرائيلية ضد الفلسطينيين ترقى إلى مستوى الإبادة الجماعية، ولم يوافق 36% على ذلك، وكان 29% مترددين. من بين المواطنين الأمريكيين الذين تتراوح أعمارهم بين 18 و29 عامًا، وافق 49% ممن شملهم الاستطلاع على أن إسرائيل ترتكب إبادة جماعية، مقابل 24% غير موافقين، و27% غير متأكدين. كما يعتقد 74% من المشاركين الأمريكيين أن هجوم حماس الأولي كان إبادة جماعية.
في استطلاع للرأي أجرته وكالة أسوشيتد برس ومركز NORC لأبحاث الشؤون العامة صدر في 2 فبراير 2024، قال 50% من البالغين الأمريكيين إن الرد العسكري الإسرائيلي في قطاع غزة قد ذهب إلى أبعد من اللازم، في حين قال 31% إنه كان "صحيحًا تقريبًا"".، ويعتقد 15% أن الأمر "لم يذهب إلى الحد الكافي".
في استطلاع للرأي أجراه مركز الأبحاث الاقتصادية والسياسية صدر في 5 مارس 2024، أيد 52% من المواطنين الأمريكيين إنهاء عمليات نقل الأسلحة إلى إسرائيل. وأيد 62% من الأمريكيين الذين صوتوا لصالح بايدن في عام 2020 وقف مبيعات الأسلحة، بينما عارضه 14%، بينما أيد 30% من ناخبي ترامب الإجراء، وعارضه 55%.
في استطلاع للرأي أجرته مؤسسة غالوب صدر في 27 مارس 2024، أعرب 55% من المستجيبين في الولايات المتحدة عن عدم موافقتهم على العمل العسكري الإسرائيلي في غزة، ووافق 36% منهم، ولم يكن لدى 9% رأي.

## إجلاء الرعايا الأجانب
في 8 أكتوبر، أعلنت الحكومة البرازيلية عن عملية إنقاذ لمواطنين برازيليين باستخدام طائرة إيرباص A330 تابعة للقوات الجوية البرازيلية، برفقة أطباء وعلماء نفس. وضعت رئيسة الوزراء التايلاندية سريتا تافيسين القوات الجوية الملكية التايلاندية على أهبة الاستعداد لإجلاء مواطنيها إذا لزم الأمر. أعلن وزير الدفاع البولندي ماريوس بوشاكزاك أنه سيتم نشر طائرتي نقل من طراز C-130 لإجلاء 200 من مواطنيه من إسرائيل.
قامت المجر بإجلاء 215 من مواطنيها من إسرائيل باستخدام طائرتين في 9 أكتوبر، بينما قامت رومانيا بإجلاء 245 من مواطنيها، بما في ذلك مجموعتي حج، على طائرتين من طراز تاروم وطائرتين خاصتين في نفس اليوم. كما أعلنت أستراليا عن رحلات العودة إلى الوطن. فر 300 حاج نيجيري في إسرائيل إلى الأردن قبل نقلهم جواً إلى وطنهم.
في 12 تشرين الأول/أكتوبر، نظمت المملكة المتحدة رحلات جوية لمواطنيها في إسرائيل؛ غادرت الطائرة الأولى مطار بن غوريون في ذلك اليوم. وكانت الحكومة قد قالت من قبل إنها لن تقوم بإجلاء رعاياها بسبب توفر الرحلات الجوية التجارية. ومع ذلك، كانت الرحلات تجارية.

### الموسيقيين
في نوفمبر 2023، وقع أكثر من 4000 فنان، بما في ذلك زاك دي لا روشا، وتوم موريلو، وبيكيني كيل، وبالب، ولوسي داكوس، وموغواي، وكالي أوتشيس، على رسالة مفتوحة تدعو إلى وقف إطلاق النار في الحرب بين إسرائيل وحماس.
قام أكثر من 600 موسيقي، بما في ذلك منظمة الغضب ضد الآلة، بوضع توقيعاتهم على رسالة مفتوحة تحث على مقاطعة العروض في إسرائيل حتى ينتهي احتلال الأراضي الفلسطينية. تعكس هذه الرسالة، التي نظمتها "موسيقيون من أجل فلسطين"، الرفض المتزايد لإسرائيل والدعم المتزايد لفلسطين من الشخصيات العامة والمشاهير البارزين. وقد التزم فنانون بارزون مثل جوليان كازابلانكاس، وأعضاء سايبرس هيل، وباتي سميث، وروجر ووترز، وسيرج تانكيان بالانضمام إلى هذه المقاطعة.
تركز الرسالة بشكل كبير على أهمية التضامن مع فلسطين والدعوة إلى العدالة والكرامة والحق في تقرير المصير للشعب الفلسطيني. كما يدعو الفنانين إلى رفض العروض في المؤسسات الثقافية الإسرائيلية ودعم حق الشعب الفلسطيني الأساسي في السيادة والحرية. ومن بين الموقعين جذور الفكر الأسود وكويستلوف، التوفيق لك! الإمبراطور الأسود، ثورستون مور، بون بي، رويس دا 5′9″، طالب كويلي، تشغيل الجواهر، ومكافحة العلم. وقد أعربت منظمة الغضب ضد الآلة في السابق عن دعمها للفلسطينيين خلال الاضطرابات في القدس الشرقية وفي المسجد الأقصى، وأدانت الاحتلال الإسرائيلي وإظهار التضامن مع الشعب الفلسطيني.